# Claude Monet
Đã hết thời gian dành để chạy kịch bản.
Claude Monet (Đã hết thời gian dành để chạy kịch bản., Đã hết thời gian dành để chạy kịch bản., Đã hết thời gian dành để chạy kịch bản. 14 tháng 11 năm 1840 – 5 tháng 12 năm 1926) là họa sĩ nổi tiếng người Pháp, một trong những người sáng lập trường phái ấn tượng và là họa sĩ nhất quán và nhiều tác phẩm nhất của phong trào triết học miêu tả những nhận thức của con người trước thiên nhiên, đặc biệt khi được áp dụng để vẽ phong cảnh ngoài trời. Thuật ngữ trường phái ấn tượng (impressionism) được bắt nguồn từ tên một tác phẩm ông Impression, soleil levant (Ấn tượng mặt trời mọc), tác phẩm được trưng bày năm 1874 trong buổi triển lãm độc lập đầu tiên của ông được tổ chức bởi Monet và những đồng nghiệp như một sự thay thế cho Salon de Paris (tên một nơi tổ chức triển lãm nghệ thuật).
Những tham vọng của Monet về việc ghi lại nông thôn nước Pháp đã đưa ông tới như là một đại diện của một phương pháp vẽ quang cảnh nhiều lần giống nhau để bắt được sự thay đổi của ánh sáng và qua các mùa. Từ năm 1883, Monet đã sống trong Giverny, nơi ông đã mua một ngôi nhà và bất động sản và đã bắt đầu một dự án phong cảnh lớn bao gồm những cây hoa súng mà có thể đã trở thành những đề tài của những tác phẩm nổi tiếng nhất của ông. Ông đã bắt đầu vẽ hoa súng trong năm 1899, những quang cảnh dọc đầu tiên với một chiếc cầu Nhật Bản như một nét đặc trưng và sau đó trong một loạt những bức tranh quy mô lớn mà đã ảnh hưởng liên tục cho 20 năm tiếp theo của cuộc đời ông.

## Tiểu sử

### Thời thơ ấu
Claude Monet sinh ngày 14 tháng 11 năm 1840 trên tầng 5 của số 45 đường rue Laffitte, quận 9 của Paris . Ông là con thứ hai của Claude Adolphe Monet và Louise Justine Aubrée Monet, cả hai đều là người Paris hai đời. Ngày 20 tháng 5 năm 1841, ông được báp-têm (rửa tội) trong nhà thờ địa phương, Notre-Dame-de-Lorette (Đức Bà vùng Loreto), tên thánh là Oscar-Claude, nhưng cha mẹ ông đơn giản gọi ông là Oscar. Mặc dù được làm phép báp-têm bởi Công giáo, Monet sau này là một người vô thần .
Năm 1845, gia đình ông chuyển đến Le Havre ở Normandy. Cha của ông muốn ông tham gia kinh doanh tạp hóa và xếp-dỡ hàng tàu bè của gia đình , nhưng Monet lại muốn trở thành một họa sĩ. Mẹ ông là một ca sĩ, và đã ủng hộ mong muốn của Monet cho một sự nghiệp nghệ thuật .
Vào ngày 1 tháng 4 năm 1851, Monet vào Trường Trung học nghệ thuật Le Havre. Người dân địa phương thì đã biết rõ ông qua những bức biếm hoạ bằng chì than của ông, thường thì ông sẽ bán từ 10 đến 20 franc. Monet có được các bài học đầu tiên của mình từ Jacques-François Ochard, cựu sinh viên của Jacques-Louis David. Trên bãi biển Normandy vào khoảng năm 1856, ông gặp Eugène Boudin, người đã trở thành người thầy của ông và dạy ông sử dụng sơn dầu. Boudin đã dạy cho Monet "en plein air" (ngoài trời) và các kỹ thuật vẽ tranh. Cả hai đều chịu ảnh hưởng của Johan Barthold Jongkind.
Ngày 28 tháng 1 năm 1857, mẹ ông qua đời. Năm 16 tuổi, ông rời trường học và sống cùng với người cô góa chồng, không có con, Marie-Jeanne Lecadre.

### Paris và Algeria

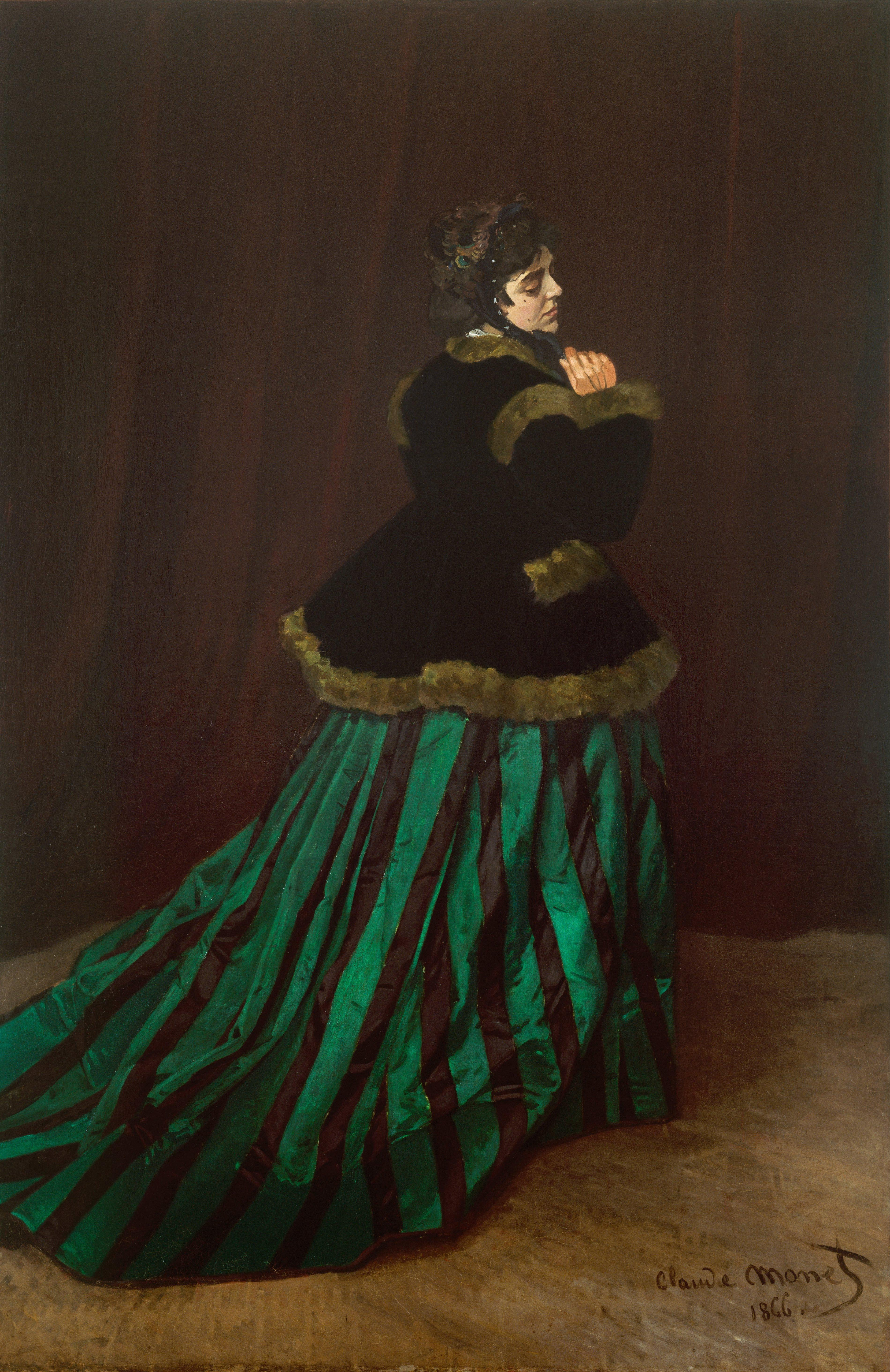
Người phụ nữ trong trang phục màu xanh, năm 1866

Khi Monet đi du lịch đến Paris để thăm Bảo tàng Louvre, ông đã chứng kiến các họa sĩ sao chép từ các bậc thầy cổ điển. Có mang sơn và vài công cụ vẽ khác, ông đã ngồi bên cạnh một cửa sổ và vẽ những gì ông thấy thay vì đi loanh quanh. Monet đã ở Paris trong nhiều năm và gặp gỡ các họa sỹ trẻ khác, bao gồm Édouard Manet và một vài người khác, sau này họ trở thành bạn bè và thành những họa sĩ Ấn tượng khác.
Sau khi rút ra một lá phiếu thấp vào tháng 3 năm 1861, Monet được đưa vào Trung đoàn I Khinh kỵ binh Châu Phi (Chasseurs d'Afrique) ở Algeria trong bảy năm nghĩa vụ quân sự. Người cha giàu có của ông đáng lẽ có thể cho Monet không phải đi quân đội, nhưng lại không làm như vậy khi con trai quyết định không từ bỏ nghiệp vẽ. Tại Algeria, Monet chỉ có một vài phác thảo những cảnh casbah, (Thủ phủ ở Bắc Phi) một bức phong cảnh đơn lẻ, và một vài bức chân dung của các sĩ quan, tất cả nay đều bị thất lạc. Trong một cuộc phỏng vấn của Le Temps năm 1900, ông nhận xét rằng màu sắc tươi sáng và sống động của Bắc Phi "chứa mầm mống các tìm tòi tương lai của tôi" . Sau khoảng một năm đóng quân ở Algiers, Monet đã trúng bệnh sốt thương hàn và được vắng mặt trong một thời gian ngắn mà không cần nghỉ phép. Sau khi hồi phục, cô của Monet đã can thiệp để đưa ông ra khỏi quân đội nếu Monet đồng ý hoàn thành một khóa học tại một trường nghệ thuật. Có thể là họa sĩ người Hà Lan Johan Barthold Jongkind, người mà Monet quen, có thể đã thúc giục cô của Monet về vấn đề này.

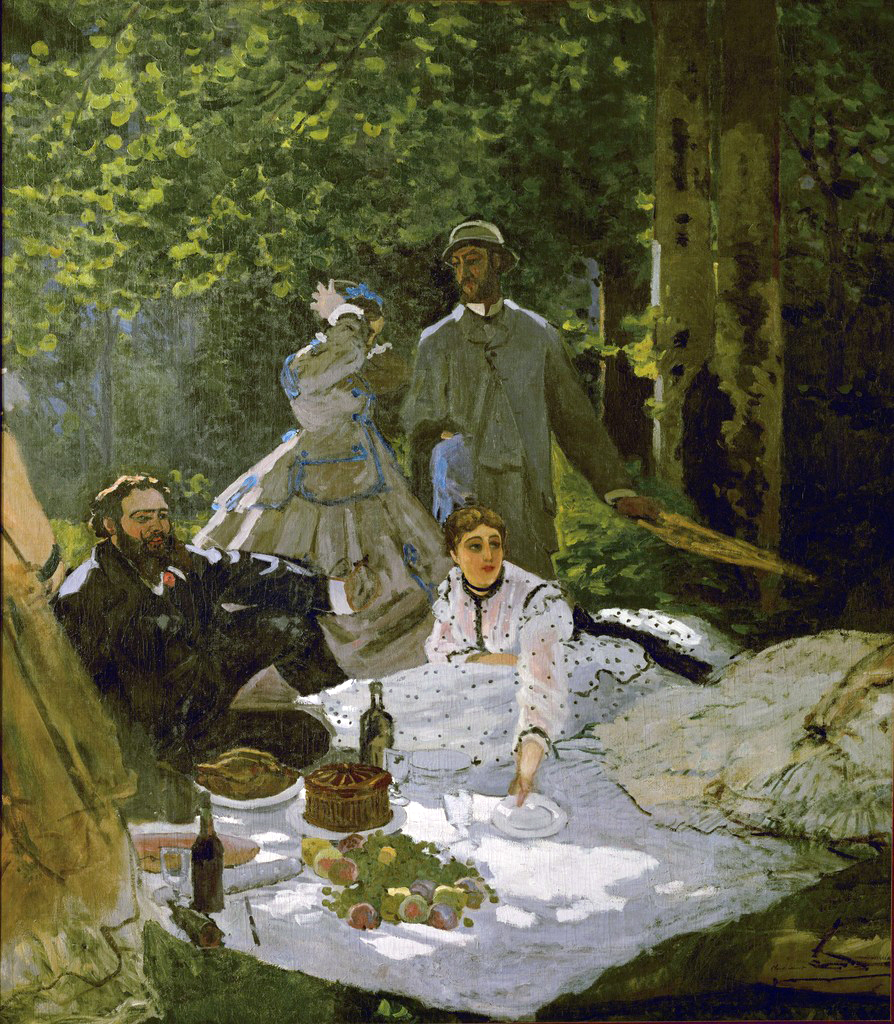
Ăn trưa trên bãi cỏ, mảnh bên phải, năm 1865 - 1866

Năm 1862, Monet trở thành sinh viên của Charles Gleyre ở Paris, nơi ông gặp Pierre-Auguste Renoir, Frédéric Bazille và Alfred Sisley. Họ cùng nhau chia sẻ những phương pháp tiếp cận mới với nghệ thuật, vẽ ra các hiệu ứng ánh sáng en plein air (ngoài trời) nhẹ nhàng với màu sắc vỡ và với những cú đánh bút nhanh, những cái mà sau này được gọi là trường phái Ấn tượng.
Vào tháng 1 năm 1865, Monet đã làm việc cho một phiên bản của Le déjeuner sur l'Herbe (Ăn trưa trên bãi cỏ), nhằm trưng bày tại Salon, để thay cho bức Le déjeuner sur l'herbe của Manet hai năm trước . Tranh của Monet rất lớn và không thể hoàn thành kịp thời (bây giờ nó được chia ra, và trưng bày ở nhiều triển lãm các mảnh khác nhau). Monet trình một bức tranh thay thế, Camille hay Người phụ nữ trong trang phục màu xanh (La femme à la robe verte), một trong nhiều tác phẩm sử dụng người vợ tương lai của ông là Camille Doncieux, làm hình mẫu. Cả hai bức tranh này và một bức tranh cảnh quan nhỏ đã được treo. Năm sau, Monet sử dụng Camille để làm mẫu cho Women in the Garden (Người phụ nữ trong vườn), và On the Bank of the Seine (Bên dòng sông Seine), Bennecourt vào năm 1868. Camille đã mang thai và sinh đứa con đầu lòng của họ, Jean, vào năm 1867. Monet và Camille kết hôn vào ngày 28 tháng 6 năm 1870, ngay trước khi Chiến tranh Pháp-Phổ nổ ra,, và sau chuyến đi London và Zaandam, họ chuyển đến Argenteuil vào tháng 12 năm 1871. Trong thời gian này Monet vẽ nhiều tác phẩm khác nhau của cuộc sống hiện đại. Ông và Camille sống trong cảnh bần hàn trong phần lớn thời gian này. Sau khi triển lãm thành công một số bức tranh hàng hải và chiến thắng Huy chương Bạc tại Le Havre, bức tranh của Monet đã bị các chủ nợ tịch thu, và từ đó chủ nợ lại bán lại cho một thương gia, Gaudibert, người cũng là người bảo trợ cho Boudin.

### Trường phái Ấn tượng

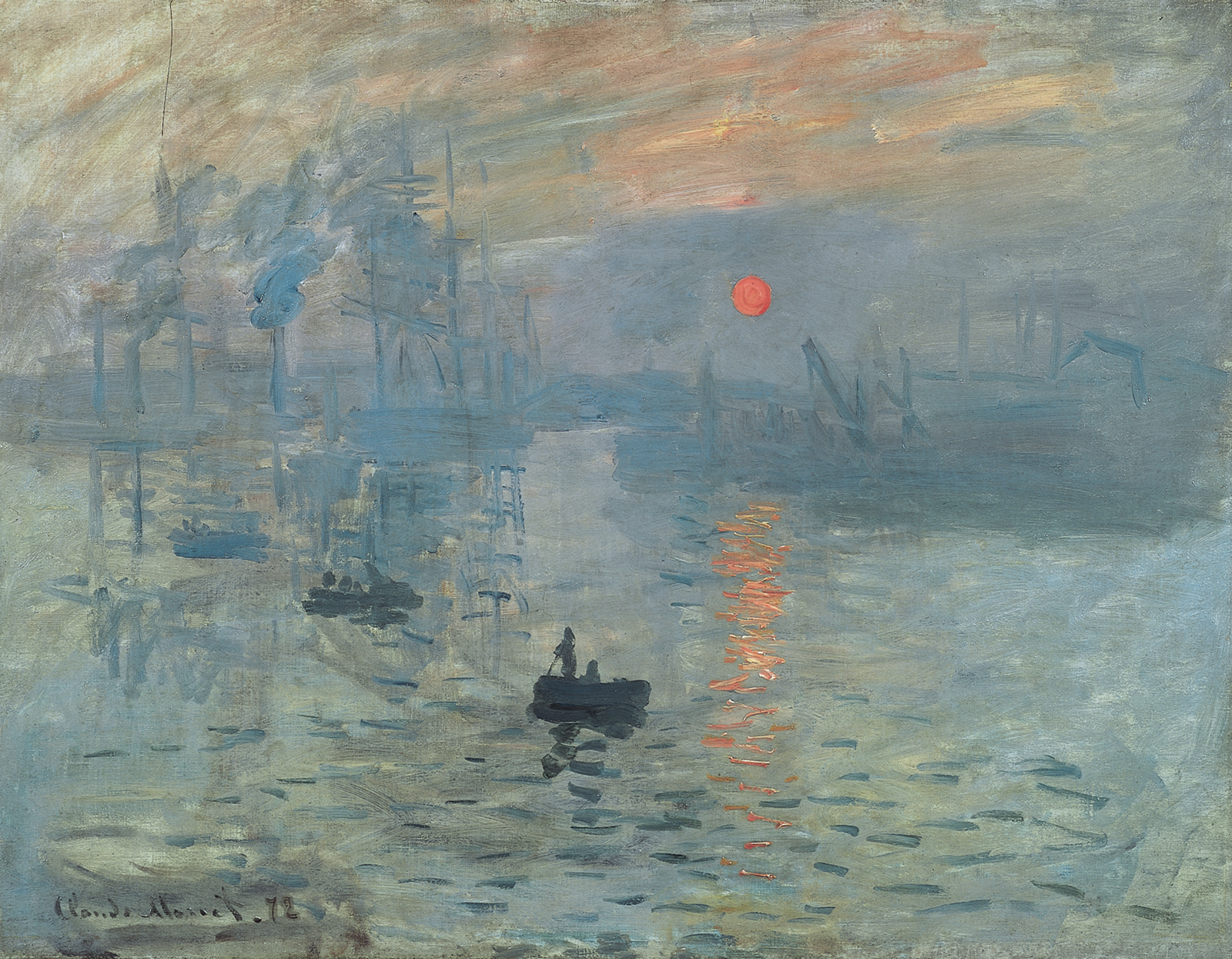
Bức vẽ nổi tiếng bắt đầu trường phái, Impression, soleil levant,

Từ cuối thập niên 1860, Monet và các họa sỹ có cùng tư tưởng khác đã bị gạt ra khỏi Académie des Beaux-Arts (Học viện Mỹ thuật) bảo thủ, cũng chính là Học viện tổ chức triển lãm hàng năm tại Salon de Paris. Trong nửa sau của năm 1873, Monet, Pierre-Auguste Renoir, Camille Pissarro và Alfred Sisley đã tổ chức Société anonyme des artistes peintres, sculpteurs et graveurs (Hiệp hội Vô danh gồm các Họa sĩ, Thợ khắc và Thợ trổ) để trưng bày tác phẩm của họ một cách độc lập. Tại triển lãm đầu tiên của họ, tổ chức vào tháng 4 năm 1874, Monet đã trưng bày bức tranh mà cái tên đã ghi một dấu son trên tiến trình Hội họa của nhân loại. Ông được truyền cảm hứng bởi phong cách và chủ đề của các họa sỹ hiện đại trước đó là Camille Pissarro và Edouard Manet .
Đó chính là bức "Ấn tượng mặt trời mọc" (Impression, soleil levant) danh giá, được vẽ vào năm 1872, mô tả cảnh quan cảng Le Havre. Từ cái tên của bức tranh, nhà phê bình nghệ thuật Louis Leroy, trong bài báo "L'Exposition des Impressionnistes" (Sự trưng bày ấn tượng) in trên tờ Le Charivari, đã đặt ra thuật ngữ "Ấn tượng" (Impressionism) . Thuật ngữ được dự định đặt ra như một sự nhạo báng nhưng các nhà họa sĩ mới đã sử dụng luôn thuật ngữ cho chính họ. (Impressionists - Nhà Họa sĩ Ấn tượng)

### Chiến tranh Pháp - Phổ và Argenteuil
Sau cuộc chiến tranh Pháp-Phổ (19 tháng 7 năm 1870), Monet và gia đình ông đã trú ẩn tại Anh vào tháng 9 năm 1870 , nơi ông nghiên cứu các tác phẩm của John Constable và Joseph Mallord William Turner, những tranh phong cảnh của cả hai người đã truyền cảm hứng cho sự đổi mới của Monet trong nghiên cứu về màu sắc. Vào mùa xuân năm 1871, tác phẩm của Monet đã bị từ chối cấp quyền triển lãm, bao gồm cả ở Viện Hoàng gia .
Tháng 5 năm 1871, ông rời London để sống ở Zaandam, Hà Lan , nơi ông đã vẽ được 25 bức tranh (và cảnh sát nghi ngờ ông có dính líu đến hoạt động "cách mạng") . Ông cũng đi chuyến thăm đầu tiên đến gần Amsterdam. Tháng 10 hoặc tháng 11 năm 1871, ông trở về Pháp. Từ tháng 12 năm 1871 đến năm 1878, ông sống ở Argenteuil, một ngôi làng bên bờ sông Seine gần Paris, một điểm đến "cuối tuần" nổi tiếng của người Paris, nơi đây, ông đã vẽ một số tác phẩm nổi tiếng nhất của mình. Năm 1873, Monet mua một chiếc thuyền nhỏ được trang bị để sử dụng như một studio nổi. Từ studio nổi, Monet vẽ tranh phong cảnh và vẽ cả chân dung của Édouard Manet và vợ; Manet đến lượt miêu tả bức tranh Monet trên chiếc thuyền, cùng với Camille vào năm 1874. Năm 1874, ông quay trở lại Hà Lan một thời gian ngắn.

### Hội họa Ấn tượng

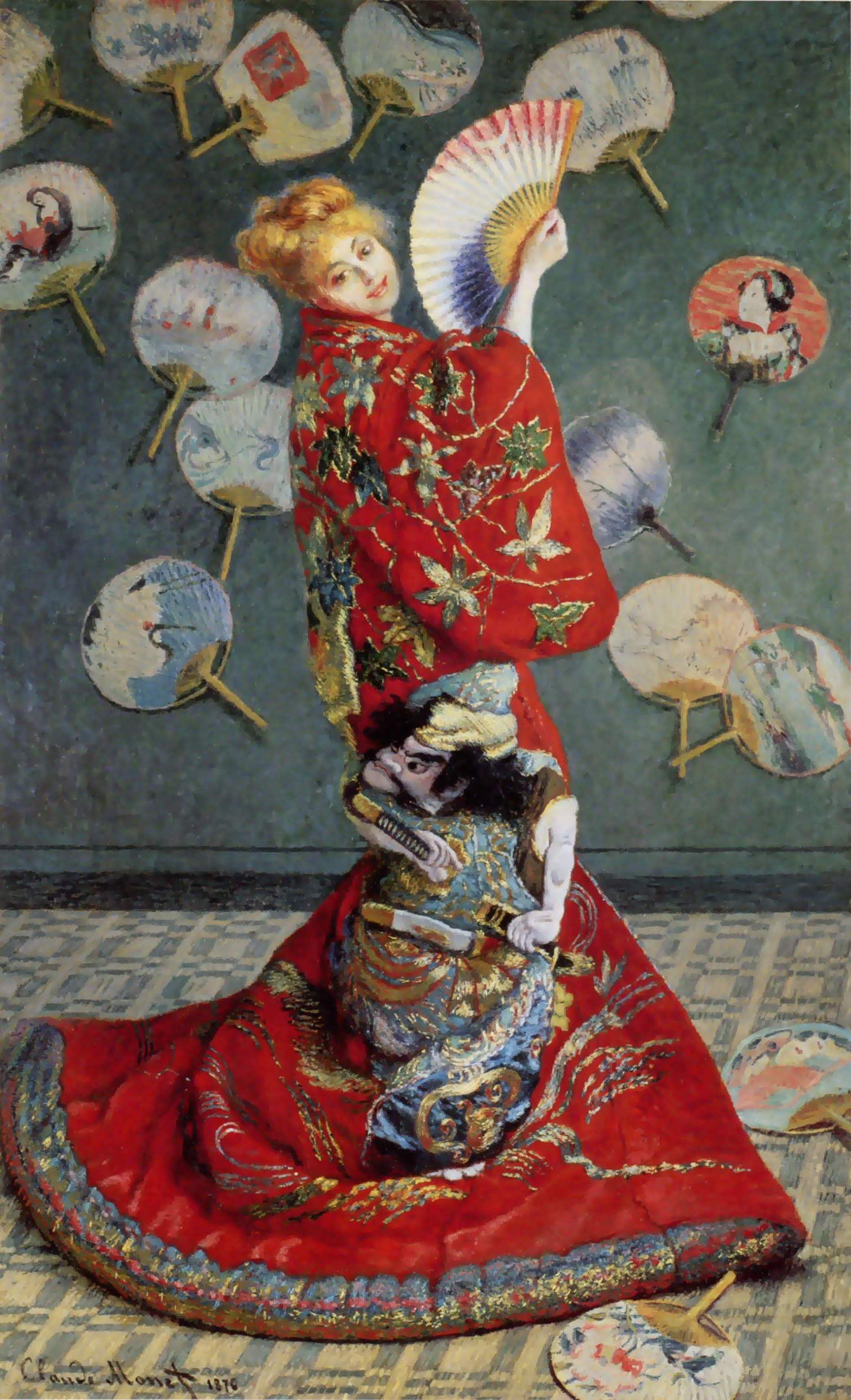
Quý bà Monet trong bộ kimono, (Madame Monet in a Japanese kimono), tranh vẽ năm 1875

Triển lãm Ấn tượng được tổ chức lần đầu tiên vào năm 1874 tại 35 boulevard des Capucines, Paris, từ ngày 15 tháng 4 đến ngày 15 tháng 5. Mục đích chính của những người tham gia không phải là để thúc đẩy một trường phái mới, mà còn để thoát khỏi những kìm ép, gượng gạo của Salon de Paris. Triển lãm, mở cho bất cứ ai sẵn sàng trả 60 franc, cho phép các nghệ sỹ cơ hội thể hiện tác phẩm của họ mà không có sự can thiệp của hội thẩm tra .
Renoir chủ trì hội đồng và tự làm hầu hết công việc một mình, vì những thành viên khác không thể trình diện được .
Ngoài "Ấn tượng mặt trời mọc", Monet trình bày bốn bức tranh sơn dầu và bảy bức với tông pastels - dịu nhẹ, vừa mắt. Trong số những bức tranh ông trưng bày là The Luncheon (Bữa trưa) (1868), miêu tả Camille Doncieux và Jean Monet, và từng bị Salon de Paris từ chối năm 1870. Cũng trong triển lãm này, một bức tranh có tên Boulevard des Capucines [tên một con phố], một bức tranh vẽ cảnh đại lộ được hoàn thành tại căn hộ số 35 của Nadar - một nhiếp ảnh gia. 35. Monet đã vẽ bức tranh này hai lần, và không biết rõ bức nào (một bức bây giờ ở Bảo tàng Pushkin ở Moscow, bức còn lại trong Bảo tàng Nghệ thuật Nelson-Atkins ở Kansas City) là bức tranh trưng bày vào năm 1874, mặc dù gần đây bức tranh Moscow có vẻ xác thực hơn . Tổng cộng đã có 165 tác phẩm được trưng bày tại triển lãm, bao gồm 4 sơn dầu, 2 màu pastels và 3 màu nước bởi Morisot; 6 sơn dầu và 1 pastel của Renoir; 10 tác phẩm của Degas; 5 của Pissarro; 3 của Cézanne; và 3 bởi Guillaumin. Vài tác phẩm được cho mượn, bao gồm Modern Olympique của Cézanne, bức Hide and Seek (Trốn tìm) của Morisot (thuộc sở hữu của Manet) và 2 bức tranh phong cảnh của Sisley đã được mua bởi Durand-Ruel .
Tổng số người tham dự ước tính là 3.500 và một số tác phẩm đã bán, mặc dù một số nhà triển lãm đã đặt giá quá cao. Pissarro đã yêu cầu 1000 franc cho The Orchard (Vườn cây trái) và Monet tương tự cho Ấn tượng mặt trời mọc, cả hai đều không được bán. Renoir cũng thất bại trong việc cố bán với giá 500 franc mà anh yêu cầu cho La Loge (Hộp chiếu bóng), nhưng sau đó đã bán nó cho 450 franc cho Père Martin, đại lý và người ủng hộ của nhóm.

Tác phẩm trong những năm 1858 - 1872

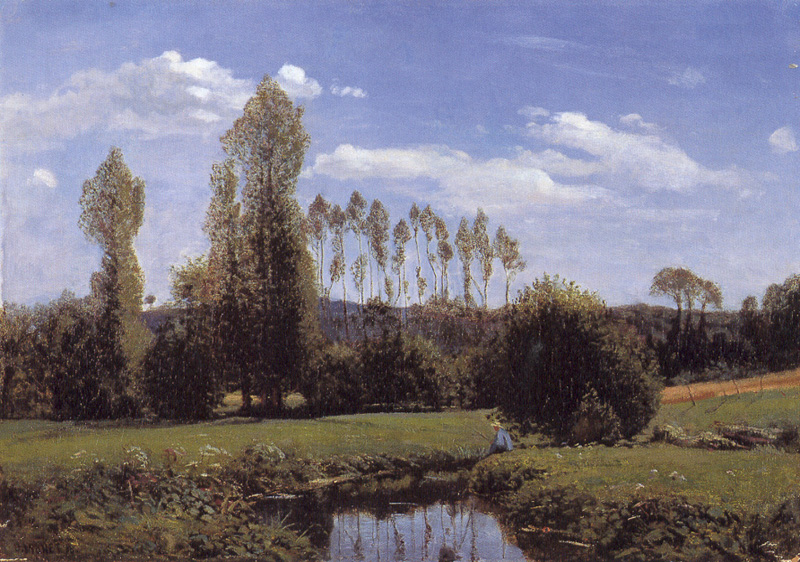
Quang cảnh Rouelles, Le Havre, vẽ năm 1858
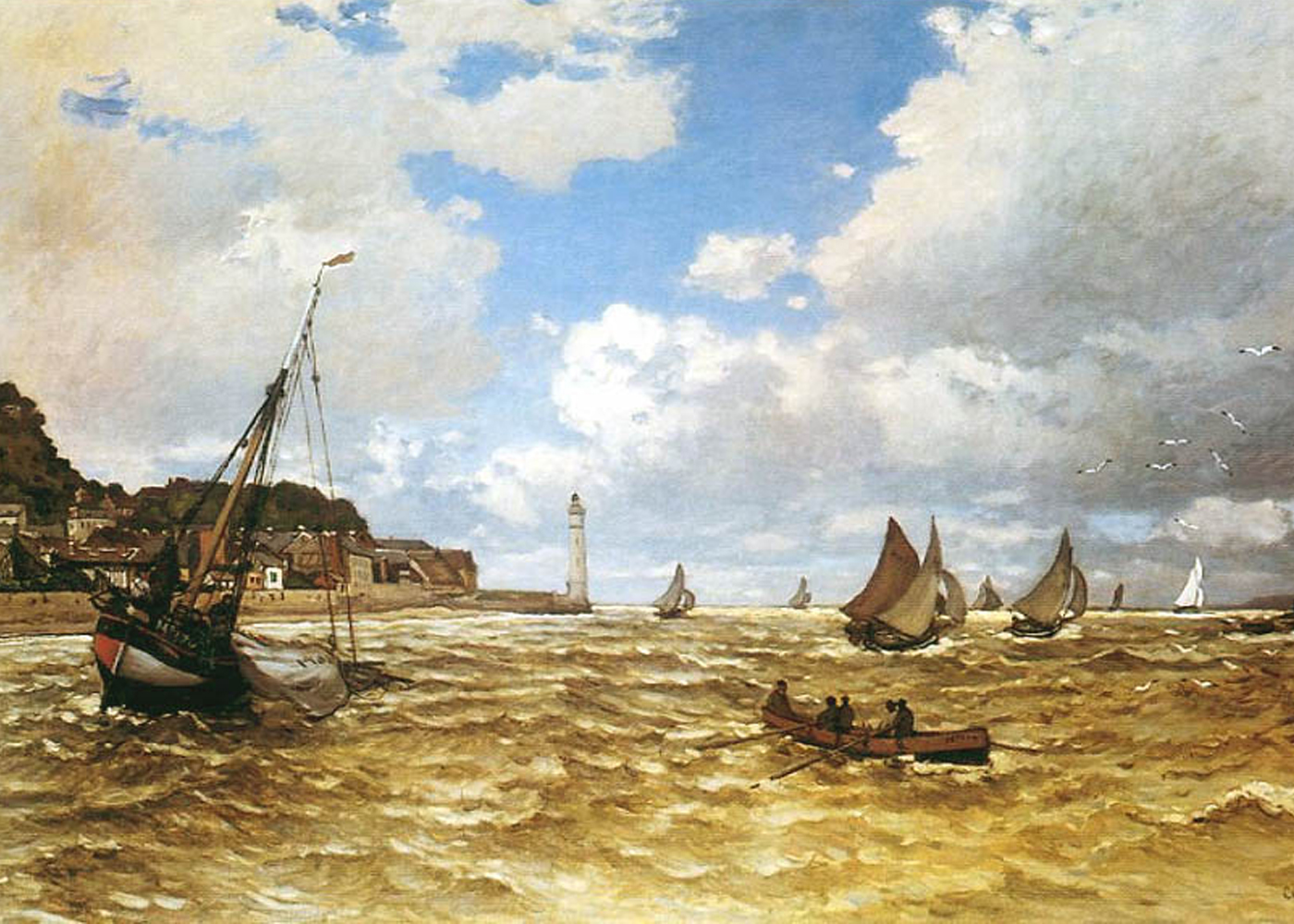
Cửa dòng sông Seine,(Mouth of the Seine), 1865
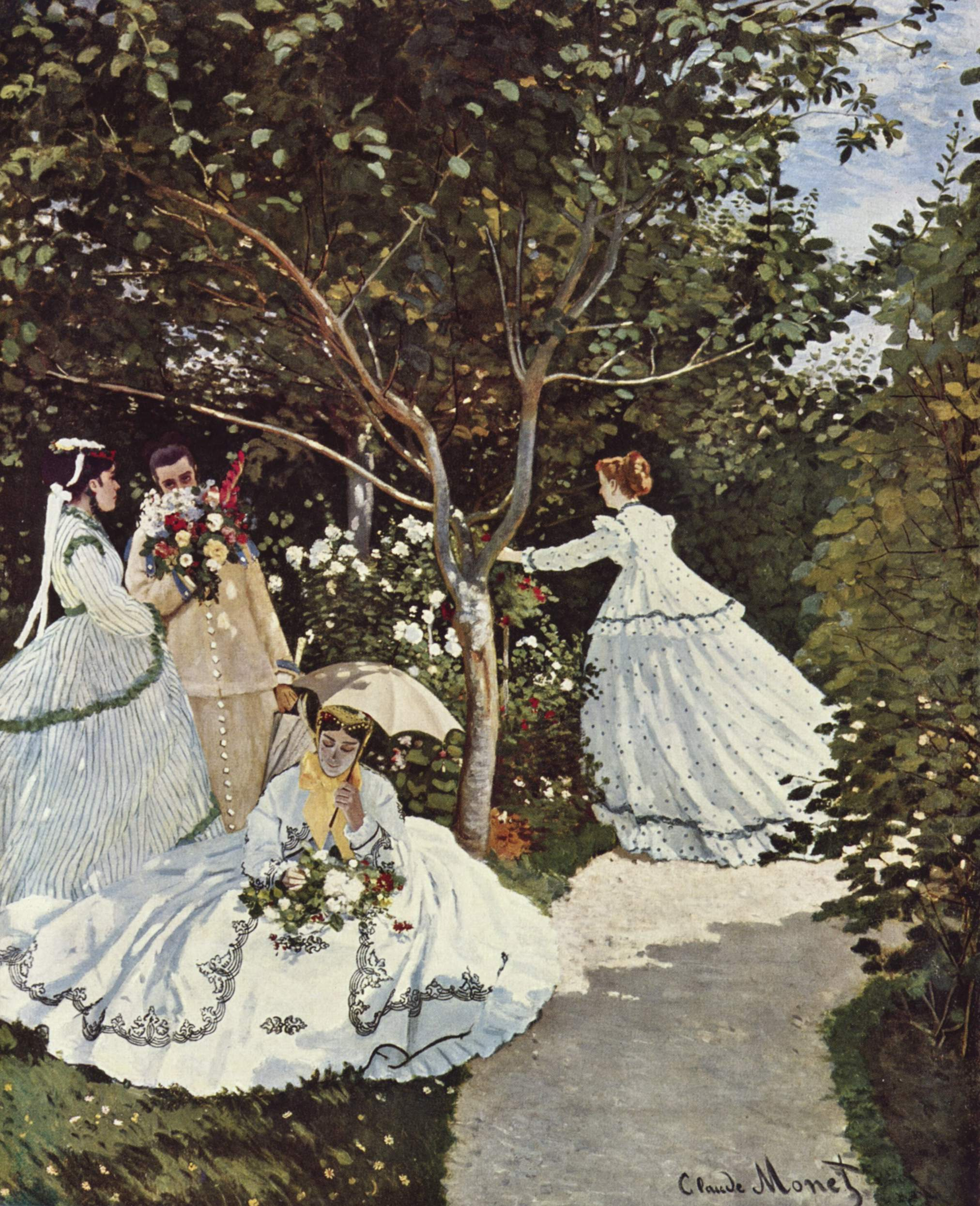
Thiếu nữ trong vườn, (Women in the Garden), 1866–1867
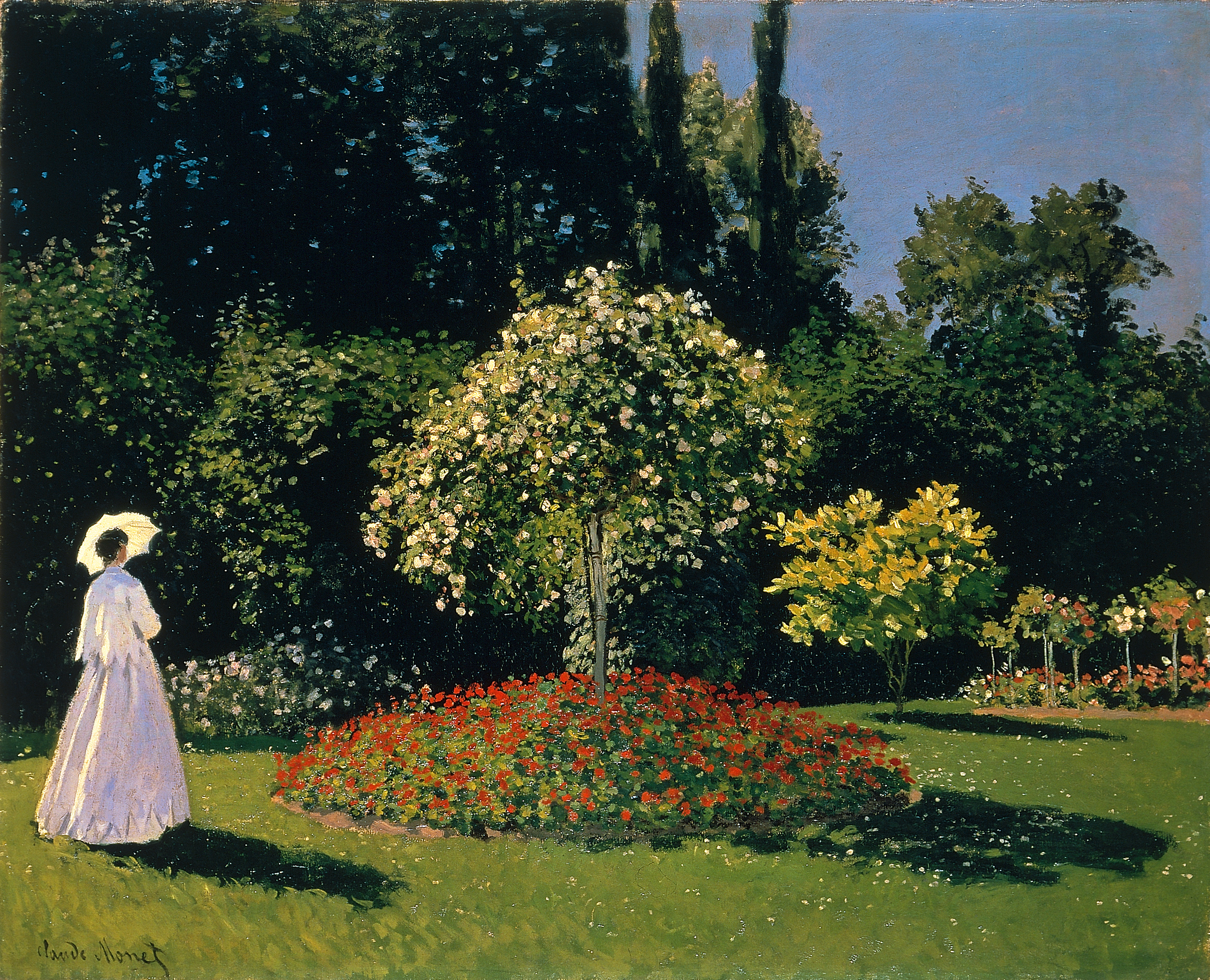
Người phụ nữ trong vườn (Woman in a Garden), 1867
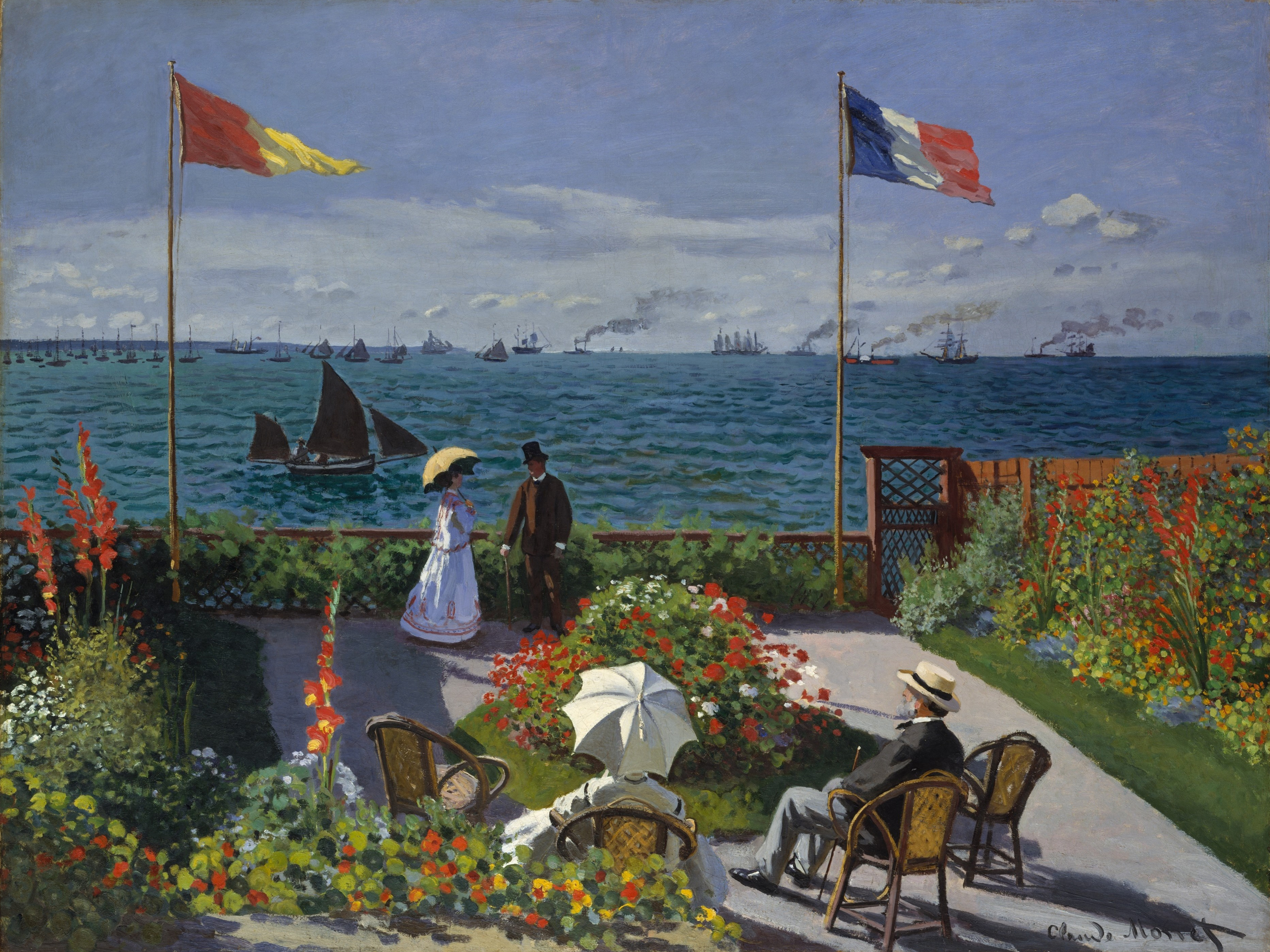
Vườn tược vùng Sainte-Adresse (Garden at Sainte-Adresse), 1867
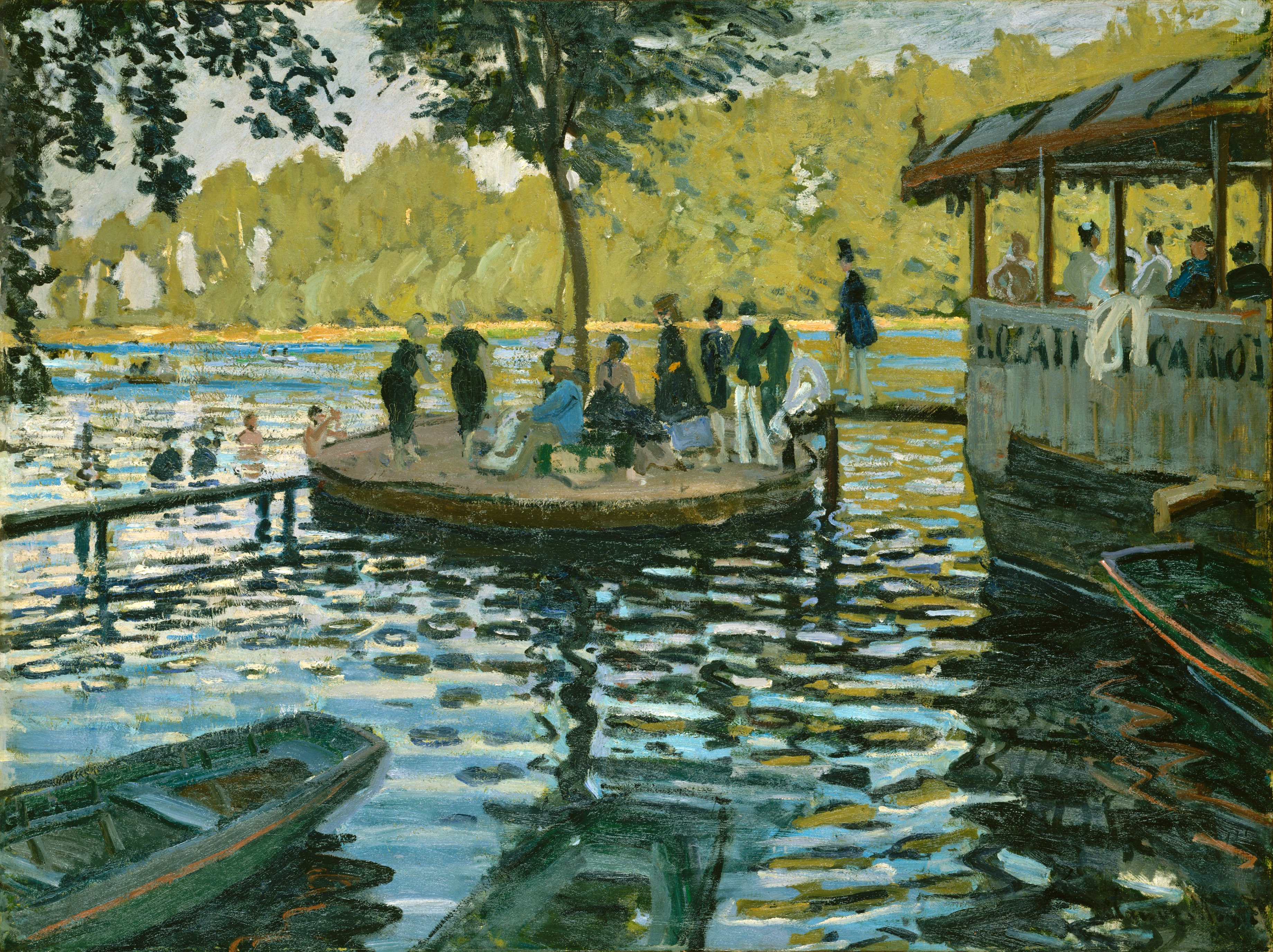
La Grenouillére, 1869
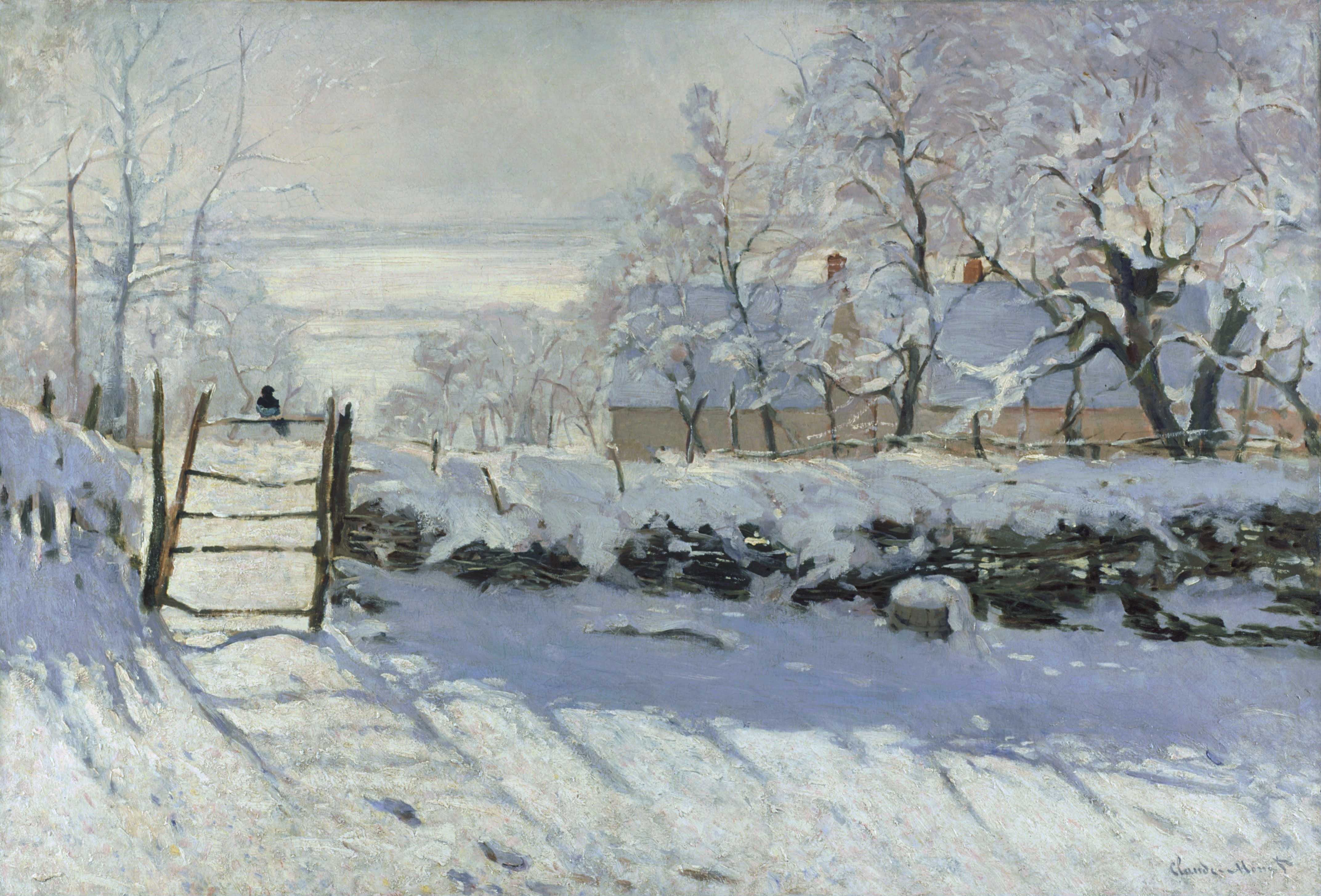
Chim ác là, (The Magpie), 1868 - 1869
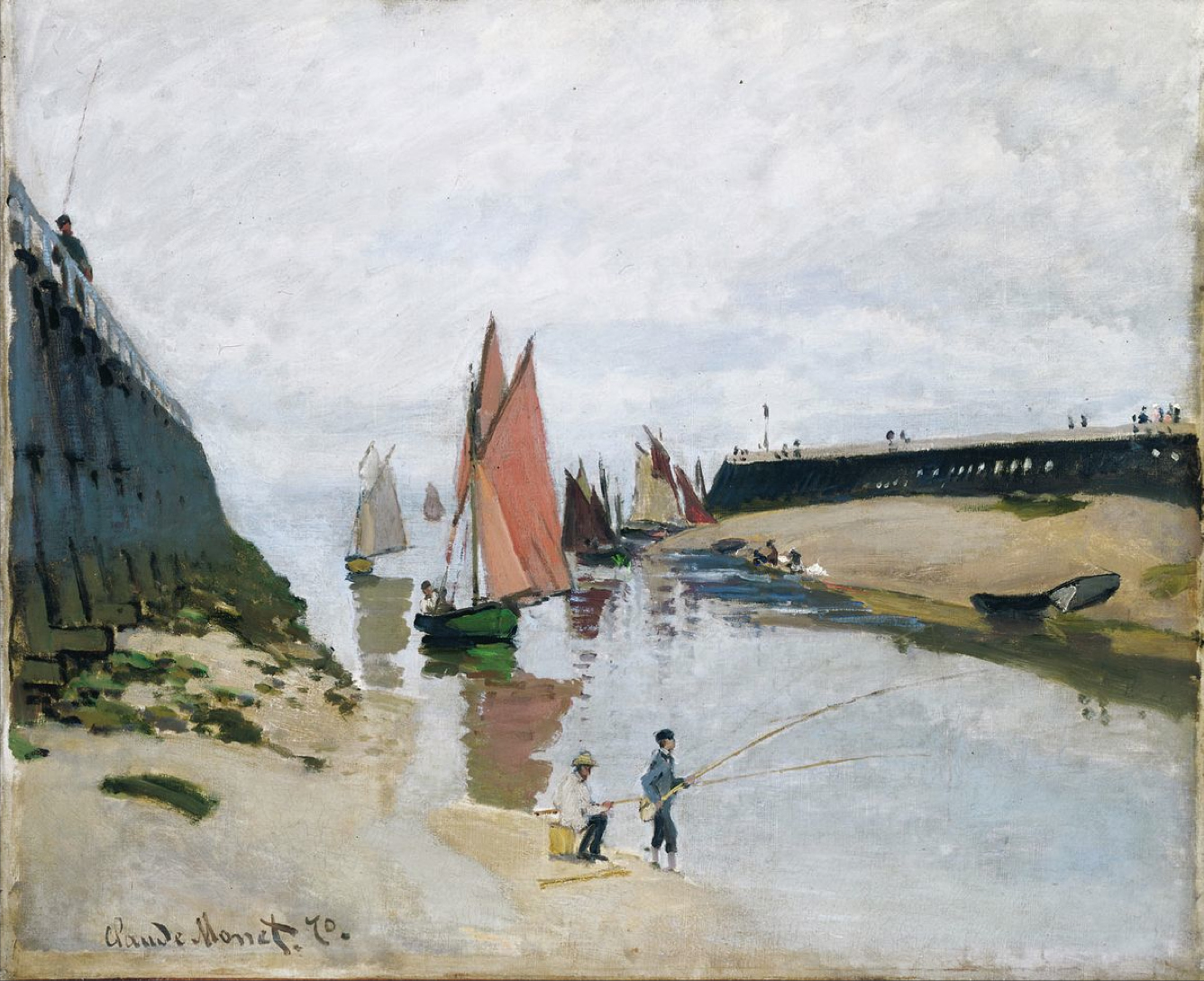
Cảng Trouville, triều rút (Breakwater at Trouville, Low Tide), 1870
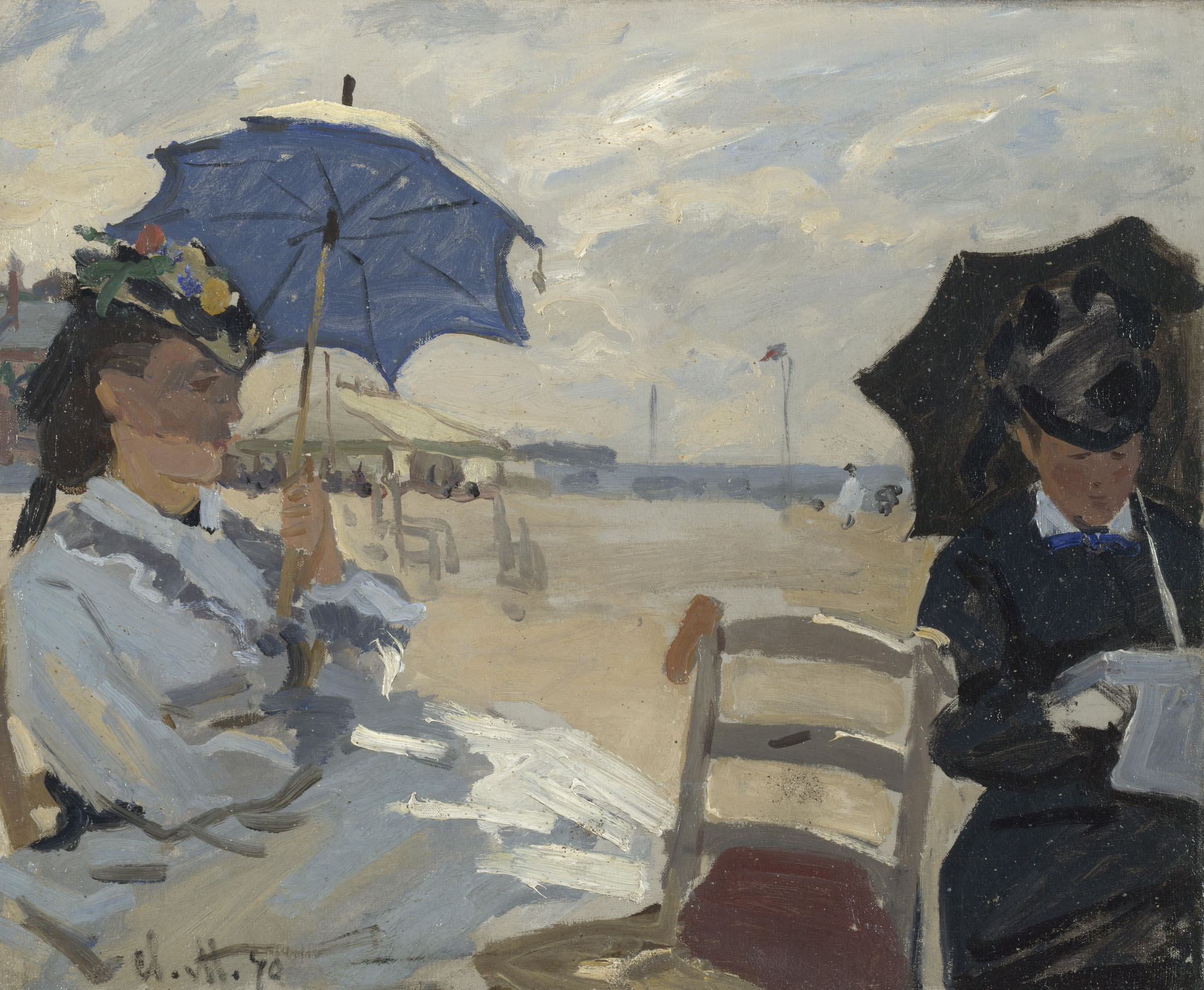
Bãi biển Trouville, (La plage de Trouville), 1870,
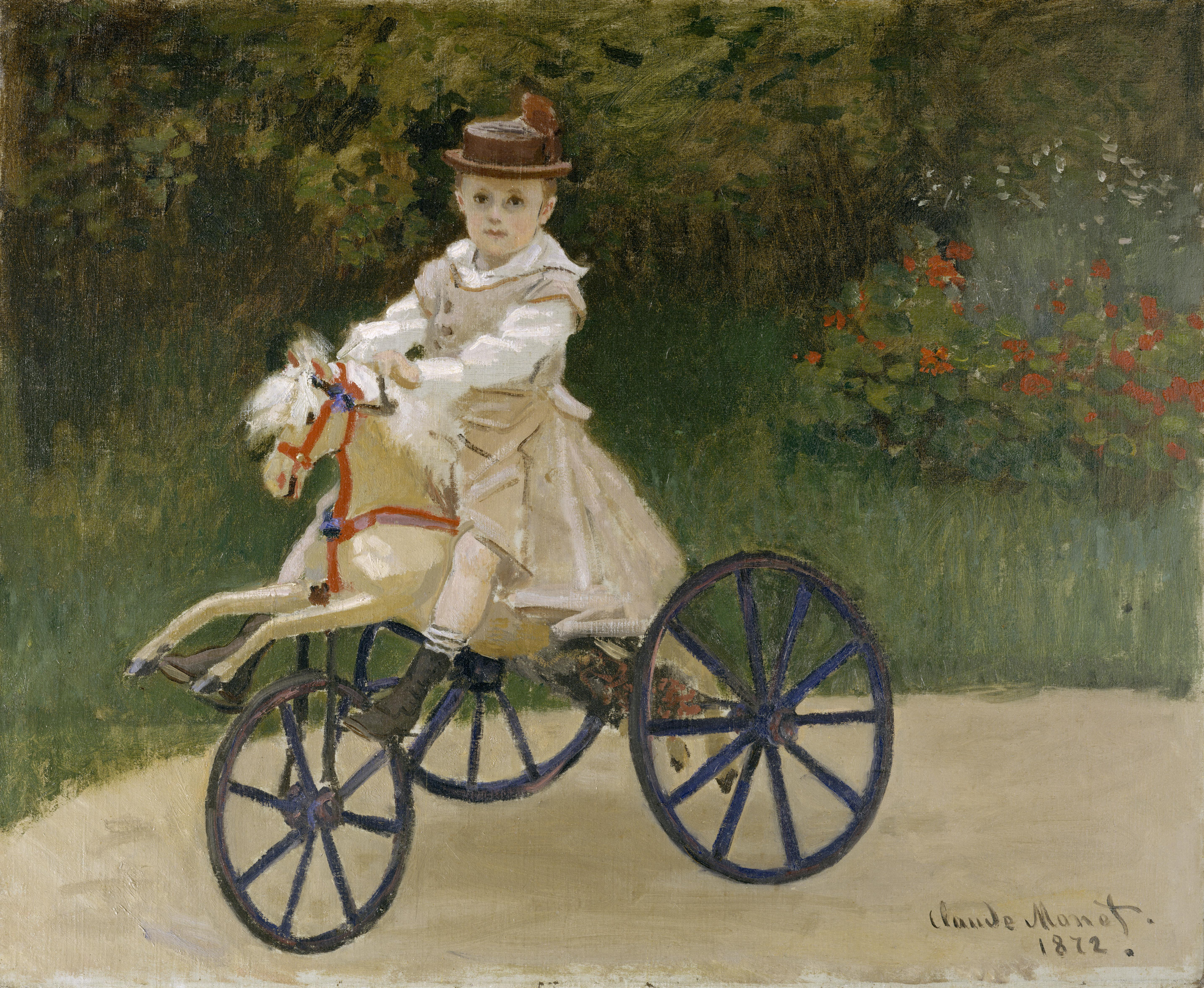
Jean Monet trên xe ngựa gỗ (Jean Monet on his hobby horse), 1872
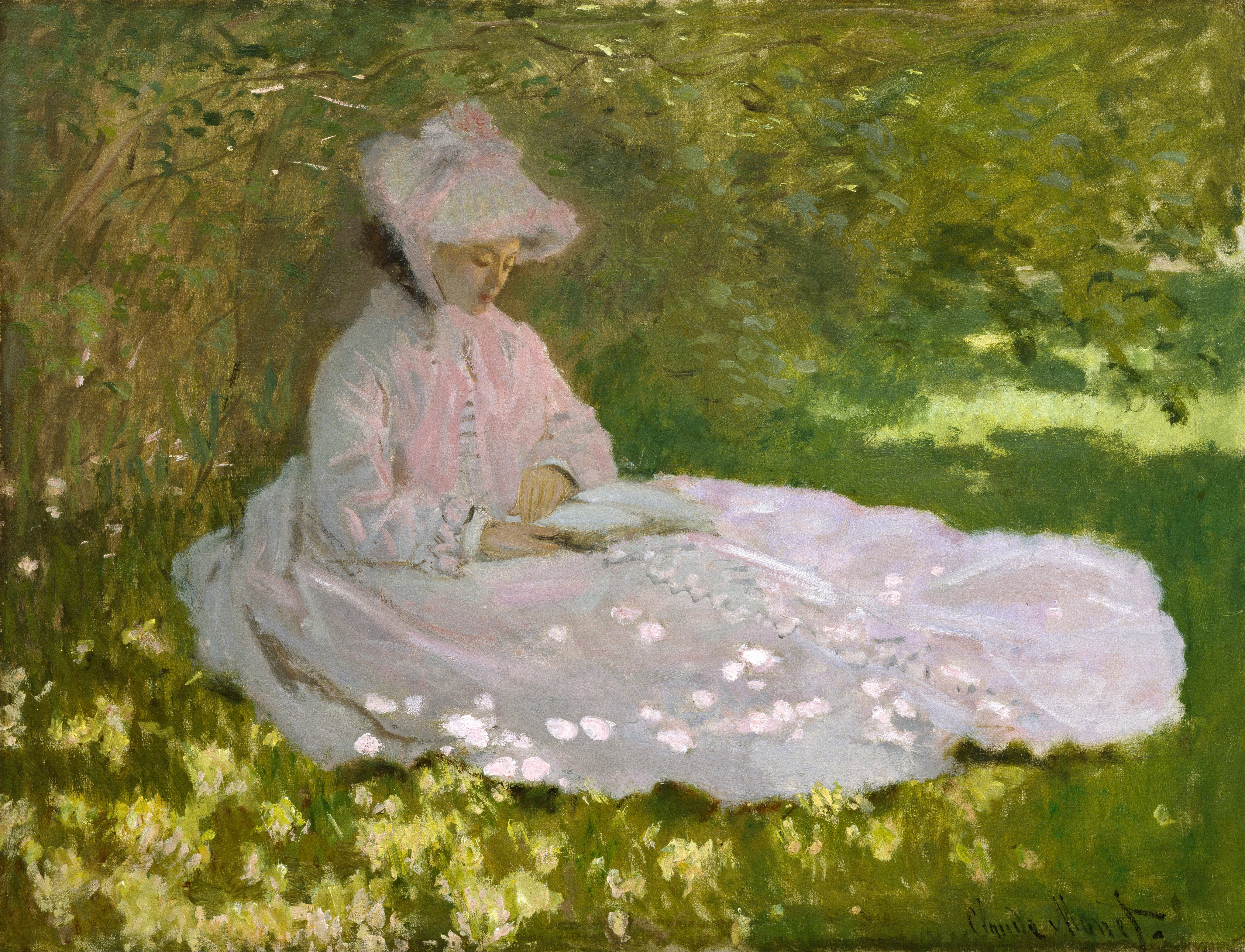
Khoảnh khắc mùa xuân,(Springtime), 1872

### Camille qua đời

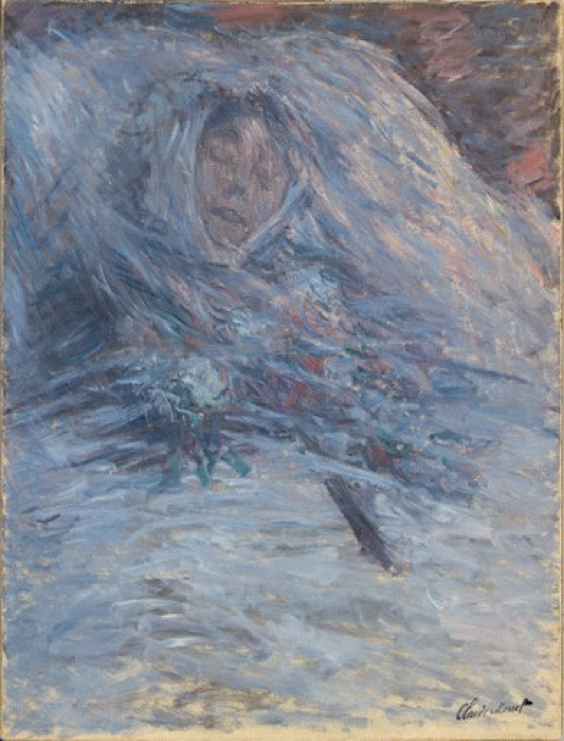
Camille quá cố trên giường bệnh, (Camille sur son lit de mort), 1879

Năm 1876, Camille Monet bị bệnh lao. Con trai thứ hai của họ, Michel, sinh ngày 17 tháng 3 năm 1878. Đứa con thứ hai này càng làm suy yếu sinh lực đang phai dần của cô. Vào mùa hè năm đó, gia đình chuyển đến làng Vétheuil, nơi họ ở chung với gia đình của Ernest Hoschedé, một chủ cửa hiệu giàu có và người bảo trợ nghệ thuật. Năm 1878, Camille Monet được chẩn đoán mắc ung thư tử cung  Bà qua đời ngày 5 tháng 9 năm 1879 ở tuổi ba mươi hai 

Monet đã nghiên cứu về sơn dầu từ người vợ quá cố. Nhiều năm sau, Monet thú nhận với người bạn là Georges Clemenceau rằng nhu cầu của ông là phân tích màu mà chứa đựng cả niềm vui và sự đau khổ của cuộc đời ông. Ông đã giải thích:
Một ngày nọ tôi thấy mình nhìn gương mặt người vợ yêu dấu quá cố của tôi và một cách có hệ thống, tôi,theo phản xạ tự động, chú ý đến các màu sắc!
John Berger mô tả tác phẩm như một "cơn bão tuyết của màu trắng, xám, sắc tía ảm đạm... một trận bão tuyết khổng lồ của sự mất mát sẽ xóa nhòa dấu vết của cô. Trên thực tế, có rất ít bức tranh vẽ giường-người-chết được cảm thấy dữ dội hoặc biểu lộ chủ quan như vậy. " 

### Vétheuil
Sau vài tháng khó khăn sau cái chết của Camille, Monet bắt đầu tạo ra một số bức tranh đẹp nhất của mình vào thế kỷ 19. Vào đầu những năm 1880, Monet vẽ một số nhóm cảnh quan và cảnh biển trong những gì ông coi là nhiệm vụ để ghi lại vùng nông thôn Pháp. Những bức tranh này bắt đầu phát triển thành một sê-ri các bức họa, trong đó ông ghi lại cùng một cảnh nhiều lần để nắm bắt sự thay đổi của ánh sáng và dòng chảy của các mùa trong năm.
Một người bạn của Monet là Ernest Hoschedé bị phá sản, và rời bỏ Pháp vào năm 1878 đến Bỉ. Sau cái chết của Camille Monet vào tháng 9 năm 1879, và trong khi Monet tiếp tục sống trong ngôi nhà ở Vétheuil, Alice Hoschedé đã giúp Monet nuôi hai con trai ông, Jean và Michel. Cô đưa họ đến Paris để sống cùng với sáu đứa con của mình, Blanche (sau này kết hôn với Jean Monet), Germaine, Suzanne, Marthe, Jean-Pierre, và Jacques. Vào mùa xuân năm 1880, Alice Hoschedé và tất cả các trẻ em rời Paris và đến ở cùng Monet tại Vétheuil. Năm 1881, tất cả họ chuyển đến Poissy, nơi mà Monet không ưa lắm. Tháng 4 năm 1883, khi nhìn ra cửa sổ xe lửa nhỏ đang đi giữa vùng Vernon và Gasny, ông đã phát hiện ra một nơi thật tuyệt vời, Giverny vùng Normandy  Monet, Alice Hoschedé cùng những đứa trẻ chuyển đến Vernon, rồi đến ngôi nhà tại Giverny, nơi ông trồng một khu vườn rộng lớn và là nơi ông vẽ trong phần còn lại của cuộc đời. Sau cái chết của người chồng xa lạ của mình, Alice Hoschedé cưới Monet năm 1892.

Tác phẩm những năm 1873 - 1879

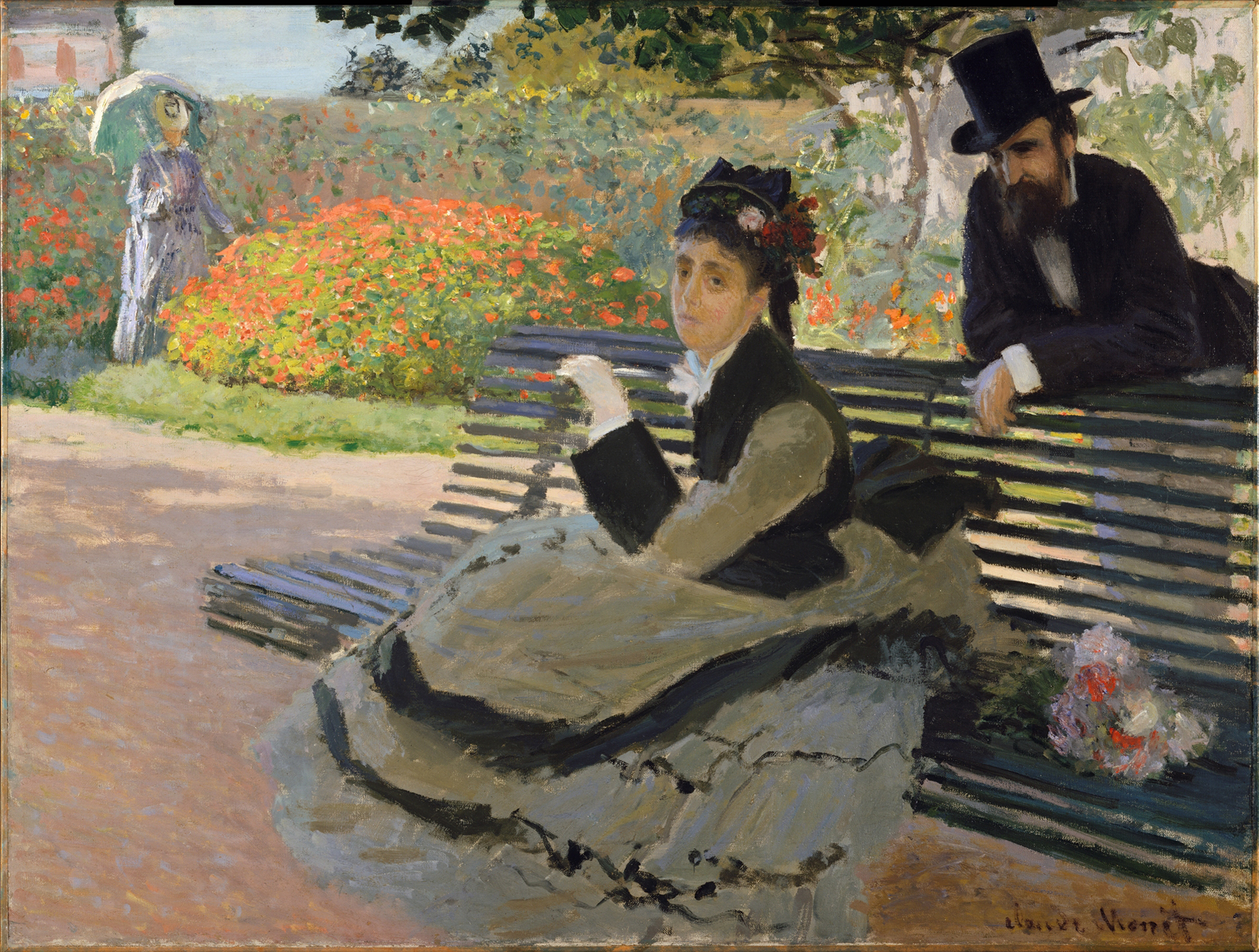
Camille trên ghế tràng kỉ trong vườn, Camille Monet on a Garden Bench, 1873
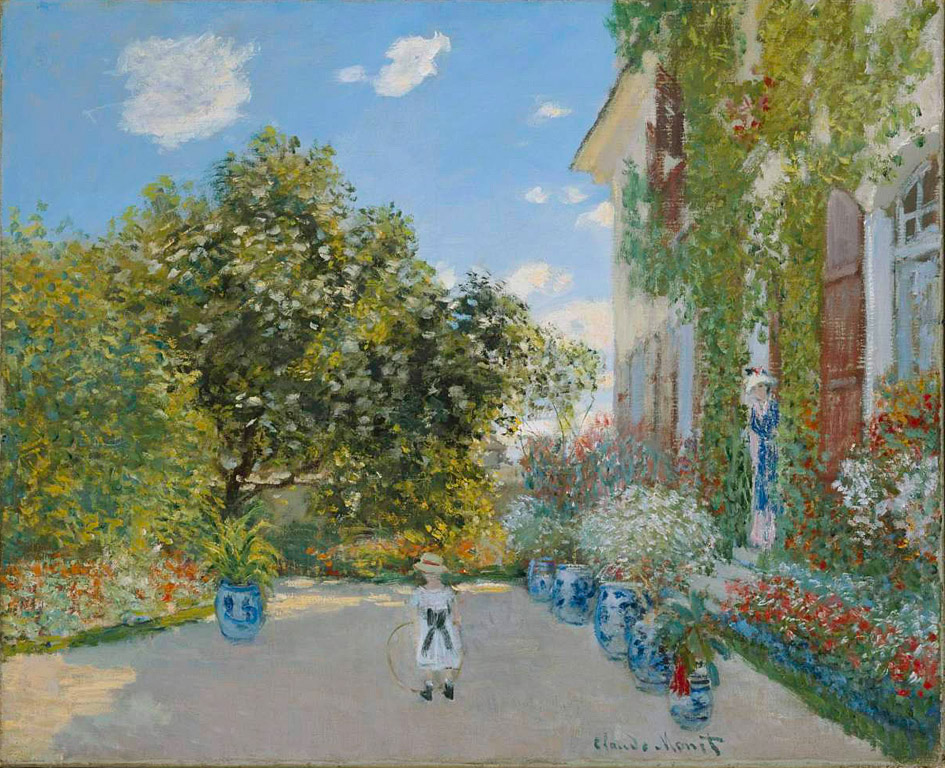
Nhà họa sĩ tại Argenteuli, The Artist's house at Argenteuil, 1873
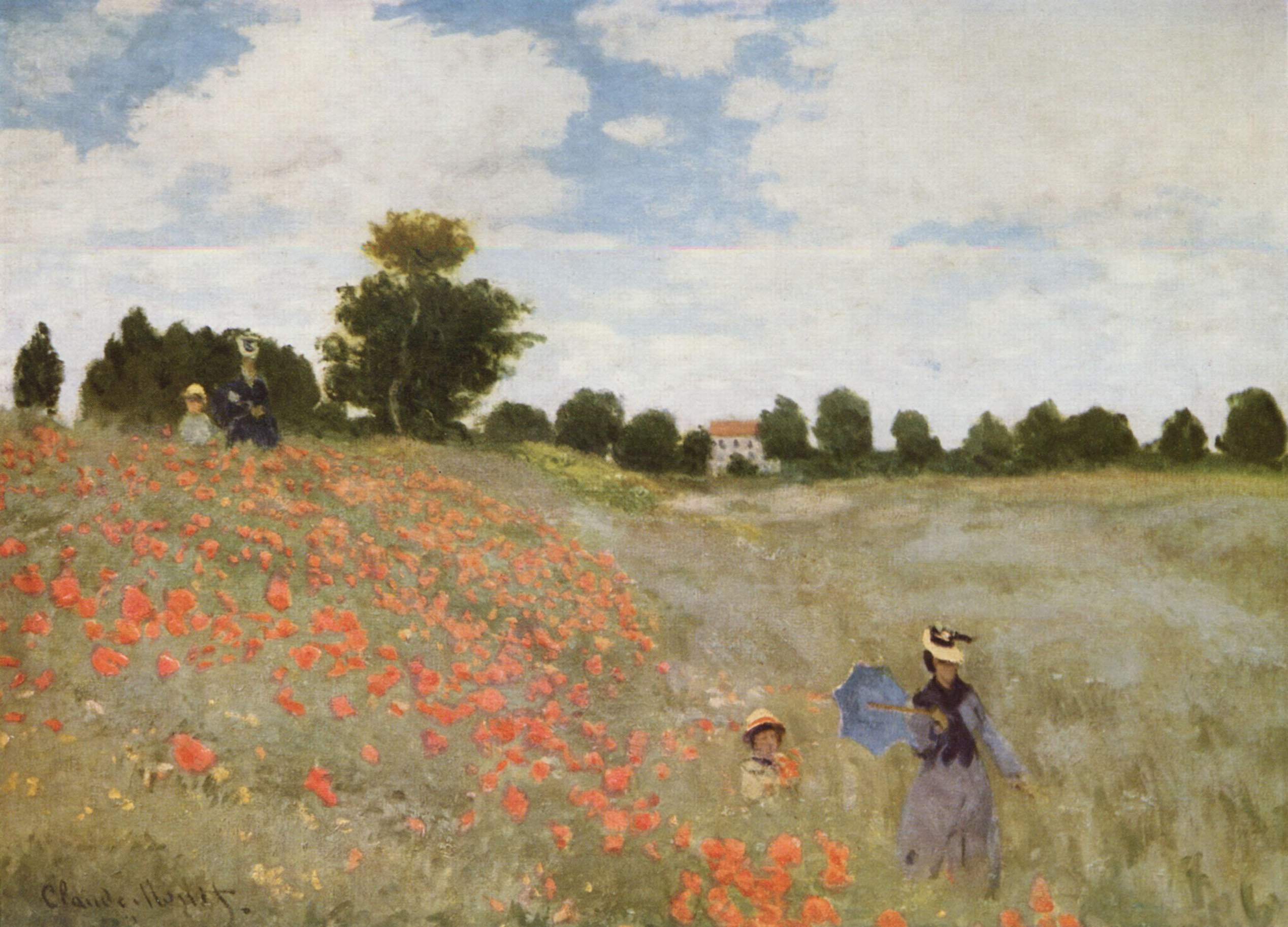
Hoa hồng anh,Coquelicots, La promenade, 1873
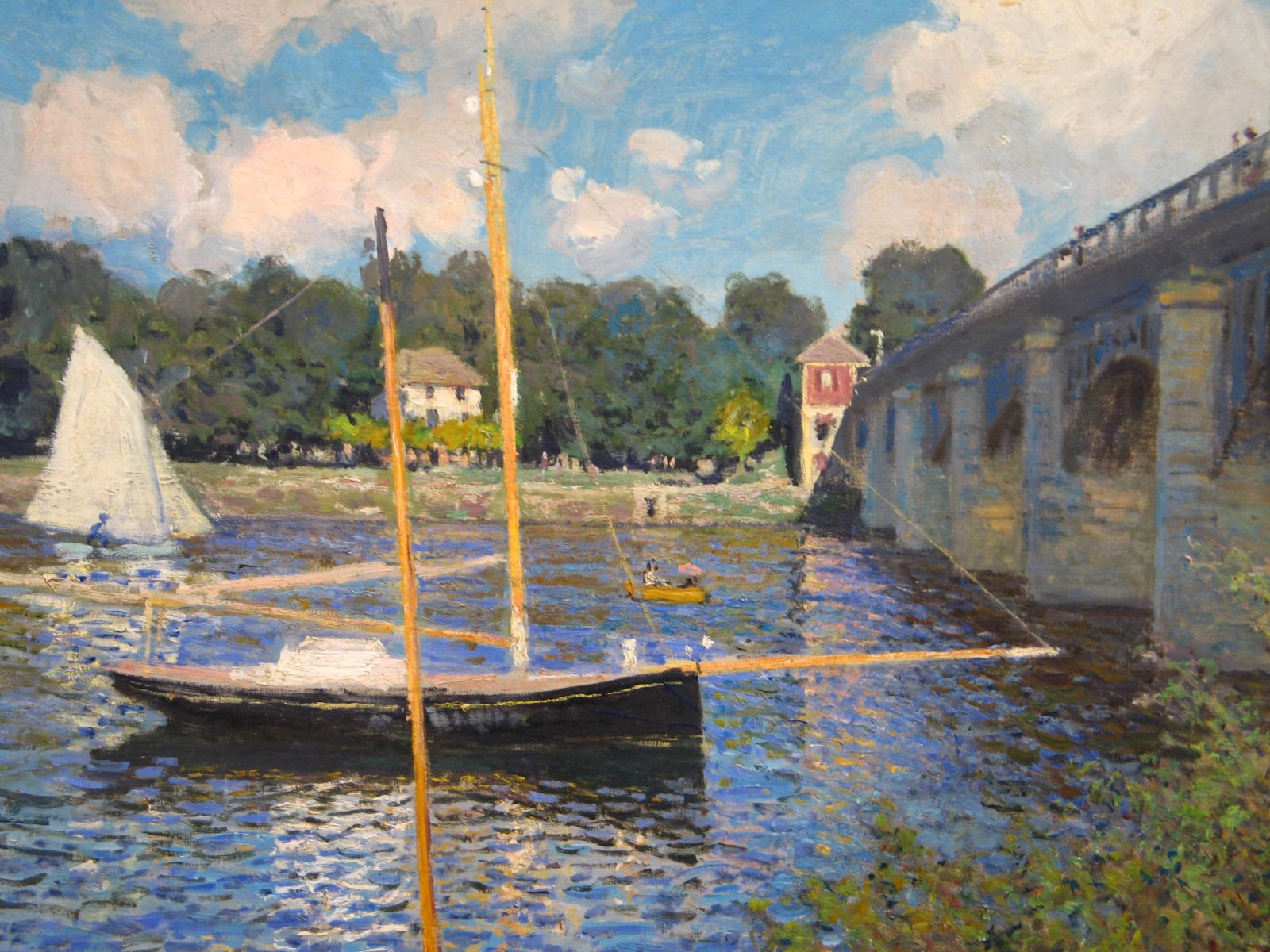
Argenteuil, Pont d'Argenteuil, 1874
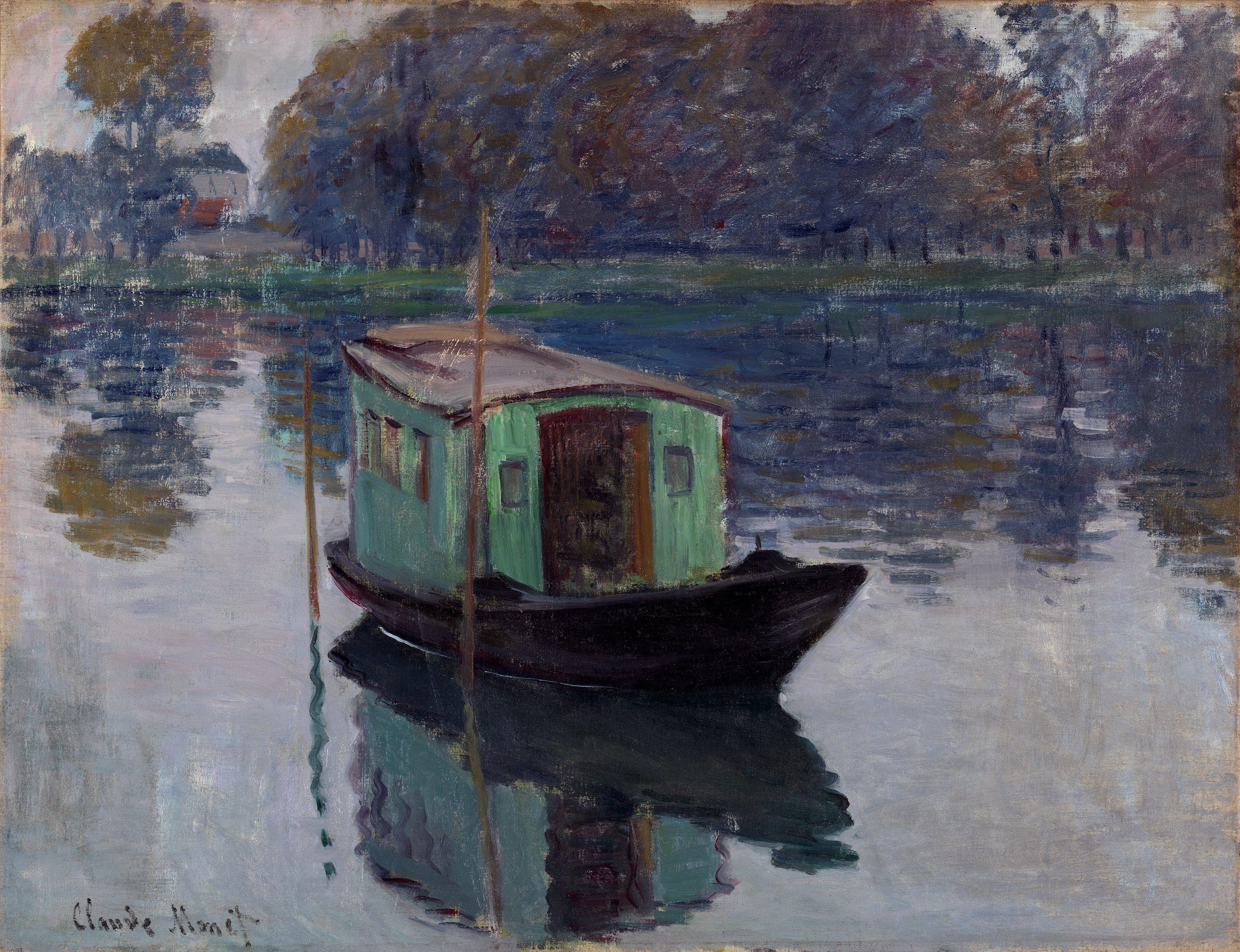
Studio nổi, The Studio Boat, 1874
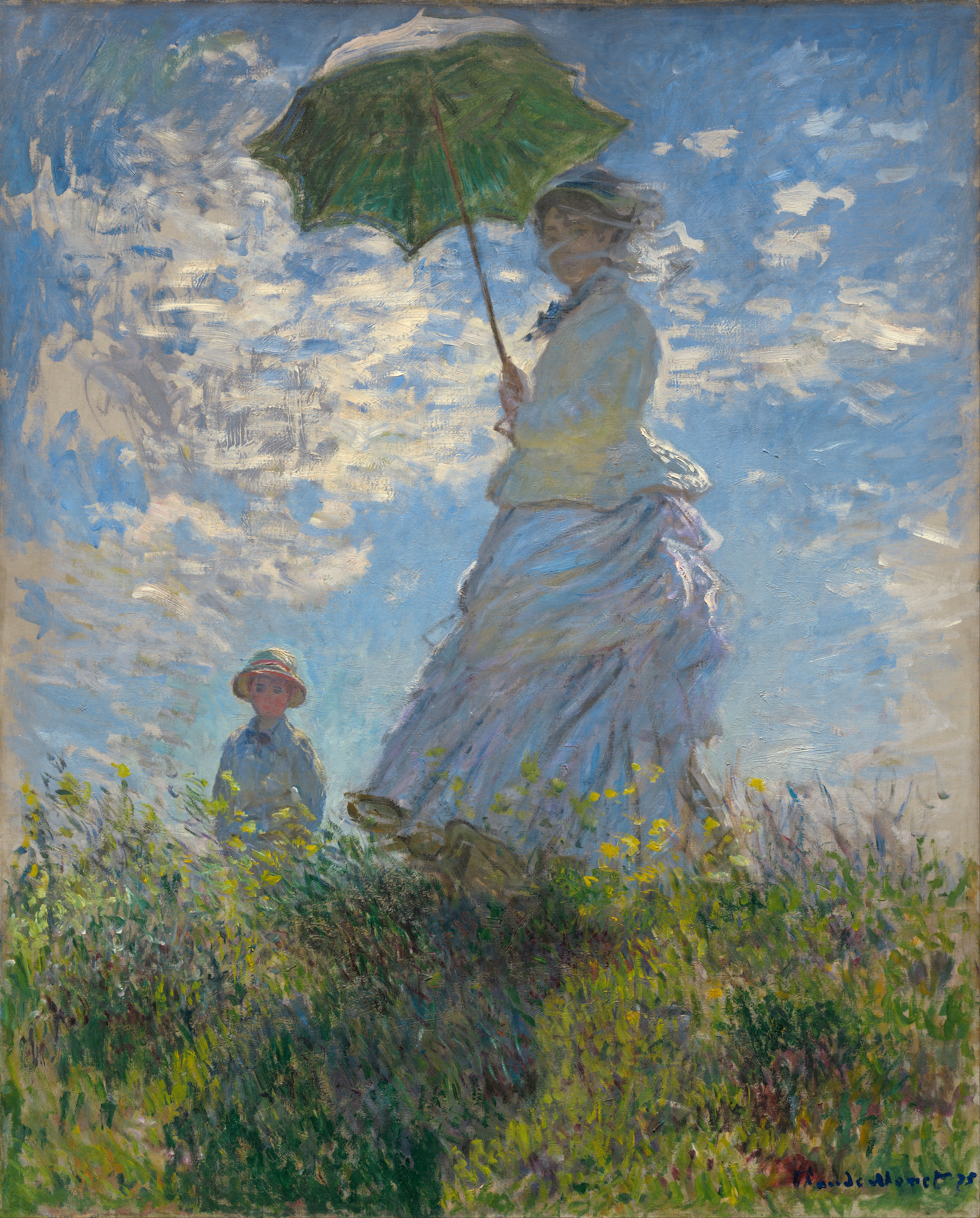
Người phụ nữ và cái dù - quý bà Monet và con trai, Woman with a Parasol - Madame Monet and Her Son, 1875
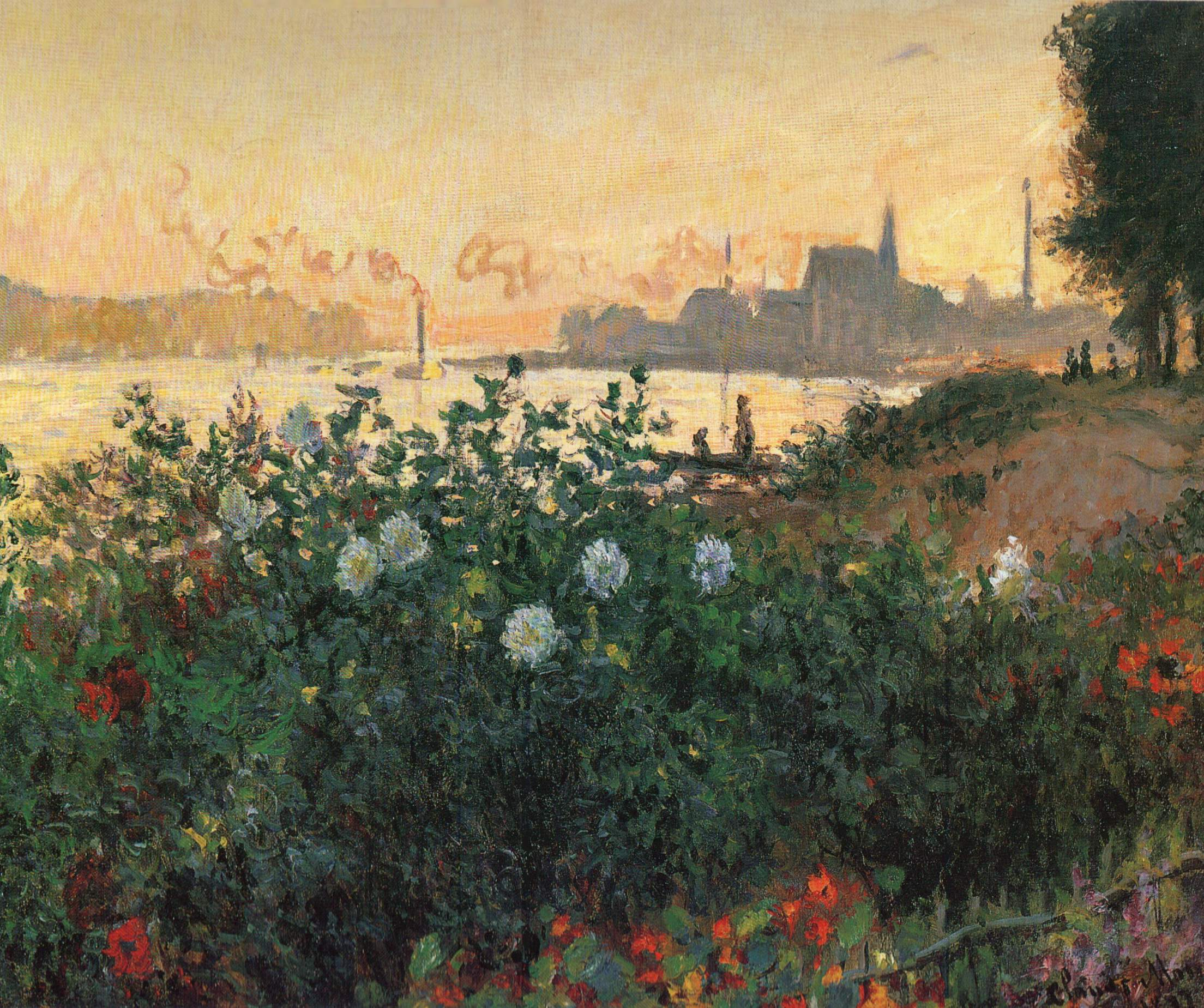
Hoa cỏ bờ sông ở Argenteuil, Flowers on the riverbank at Argenteuil, 1877
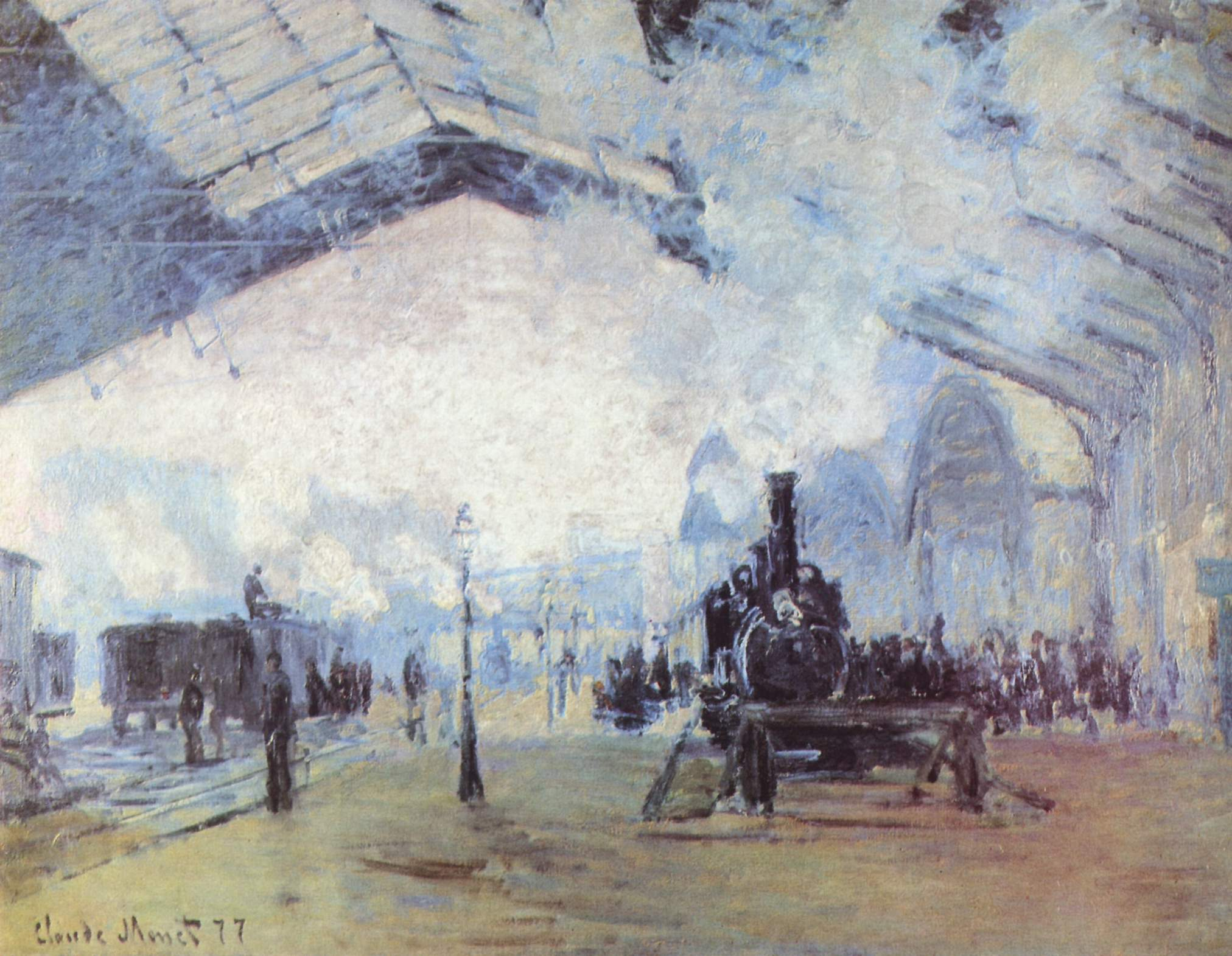
Bến tàu Saint Lazare, Saint Lazare train station, Paris, 1877
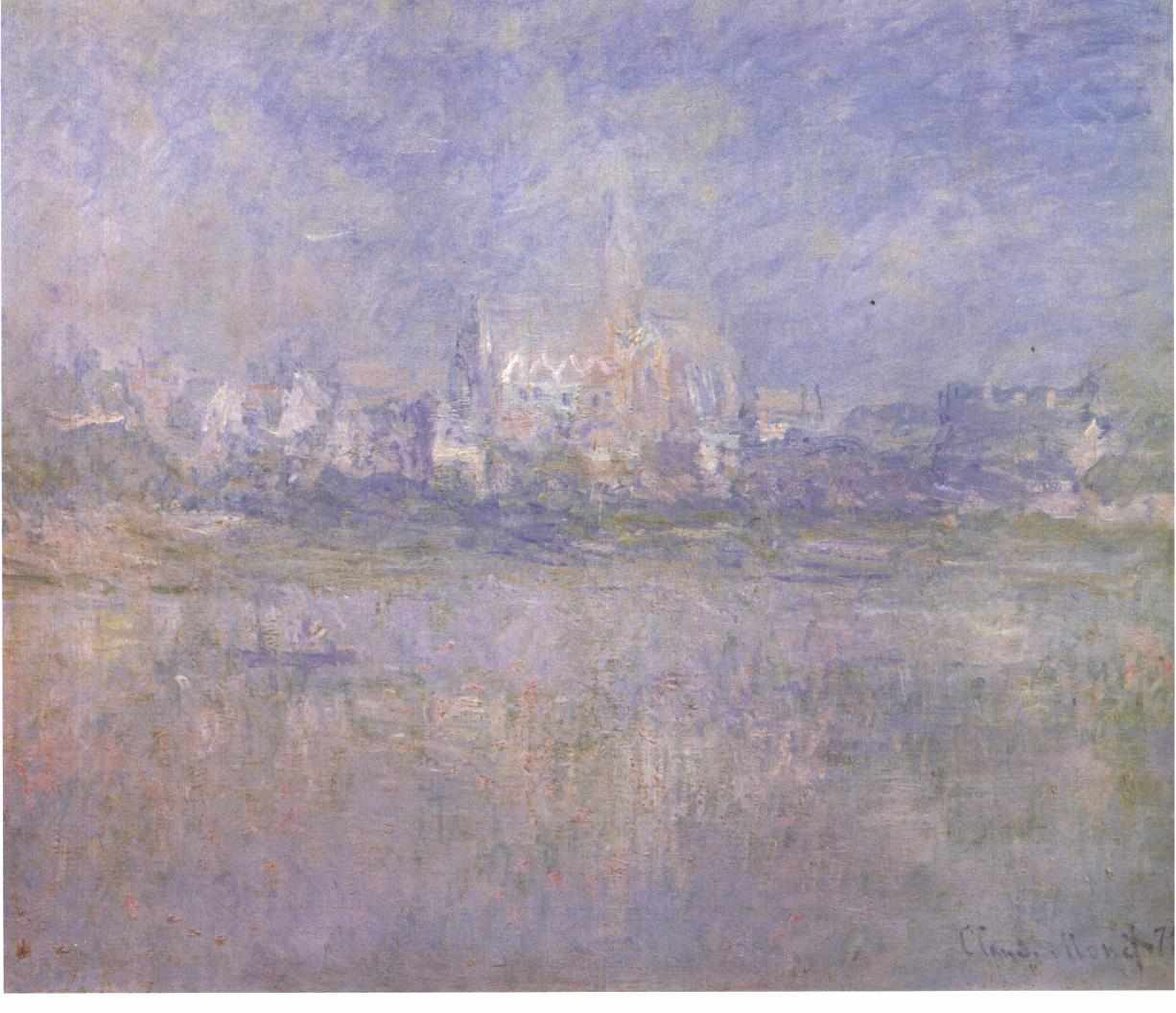
Vétheul mù sương, Vétheuil in the Fog, 1879

## Giverny

### Nhà vườn của Monet

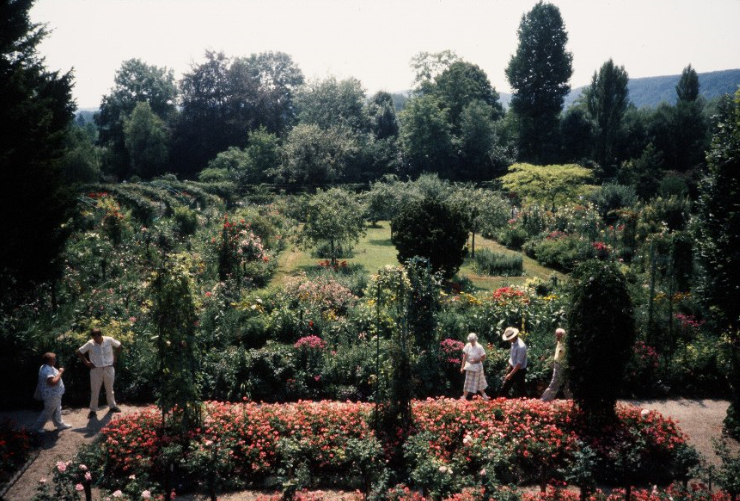
Khu vườn nhà Monet, năm 1989

Monet thuê và cuối cùng mua một căn nhà (chính xác hơn là biệt thự) và những khu vườn ở Giverny. Vào đầu tháng 5 năm 1883, Monet và đại gia đình thuê ngôi nhà và 2 mẫu Anh (0,81 ha) từ một chủ đất địa phương. Ngôi nhà nằm gần con đường chính nối giữa các thị trấn của Vernon và Gasny ở Giverny. Có một cái nhà kho, được chia đôi để làm một phòng vẽ tranh, một khu vườn cây ăn trái và một khu vườn nhỏ. Ngôi nhà cũng gần trường học địa phương để các con nhỏ tham dự, và cảnh quan xung quanh gợi nên nhiều đề tài phù hợp cho nghề vẽ của Monet.

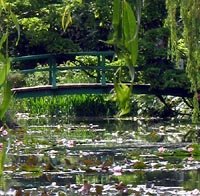
Hồ hoa súng với cây cầu Nhật Bản nổi tiếng trong vườn Monet

Gia đình đã làm việc và xây dựng các khu vườn, và số phận bắt đầu mỉm cười với Monet vì người bán tranh của ông, Paul Durand-Ruel, đã càng ngày càng thành công trong việc bán các bức tranh. Vào tháng 11 năm 1890, Monet đã thịnh vượng đủ để mua ngôi nhà, vài tòa xung quanh và khu vườn của mình. Trong những năm 1890, Monet xây dựng một nhà kính và một studio thứ hai, một tòa nhà rộng rãi được thắp sáng bởi một cái giếng trời.
Monet đã viết chỉ dẫn hàng ngày cho người làm vườn của mình, thiết kế chính xác và bố cục để trồng cây, và hoá đơn mua hoa và bộ sưu tập sách thực vật học của ông. Khi tài sản của Monet tăng lên, khu vườn ngày càng phong phú. Ông vẫn là kiến trúc sư chính, ngay cả sau khi ông thuê bảy người làm vườn .

Monet đã mua thêm đất với một bãi cỏ nước. Năm 1893 ông bắt đầu một dự án "bài trí" lại cảnh quan với quy mô lớn bao gồm" ao súng nước, mà sau này đã trở thành đối tượng trên các kiết tác nổi tiếng nhất của ông. Các hoa súng trắng của Pháp được trồng cùng với các giống nhập từ Nam Mỹ và Ai Cập, tạo ra một dải màu sắc bao gồm vàng, xanh dương và màu hồng của bông súng trắng già. Vào năm 1899, ông bắt đầu vẽ những cây hoa súng nước, đầu tiên là nhìn trực diện với một cây cầu Nhật Bản như là một điểm chính trung tâm, và sau đó là hàng loạt các bức tranh quy mô lớn ròng rã, liên tục trong 20 năm tiếp theo. Phong cảnh này, với ánh sáng luân phiên và ánh-phản-chiếu- gương, đã trở thành một phần không thể tách rời trong tranh của ông. Vào giữa những năm 1910 Monet đã có được:
một phong cách hoàn toàn mới, mềm mại, và có phần táo bạo trong bức tranh, trong đó ao hoa súng đã trở thành điểm xuất phát cho một hành trình nghệ thuật đến với trừu tượng
- Gary Tinterow 
Chùm tranh vườn của Monet

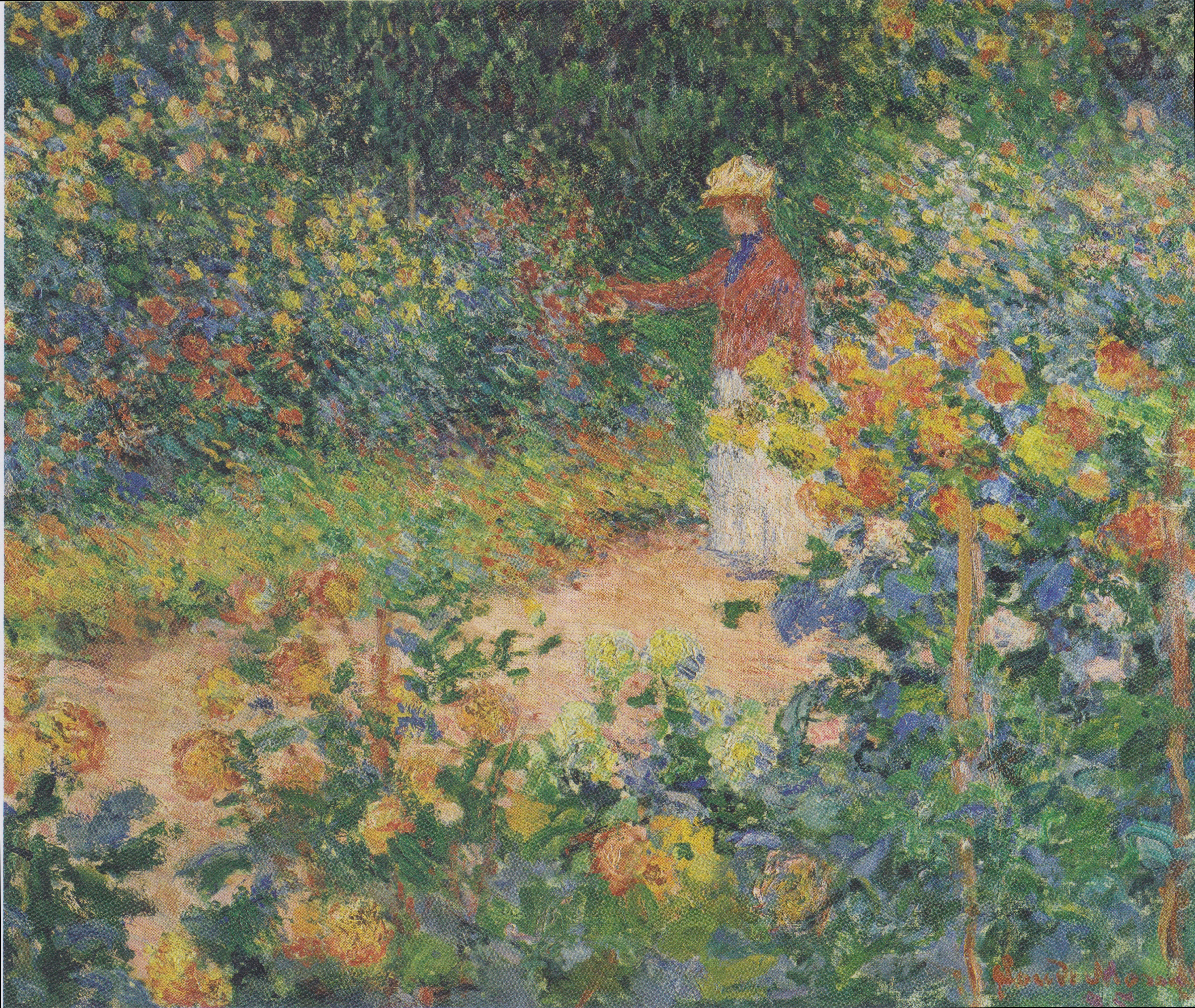
Trong vườn, In the Garden, 1895
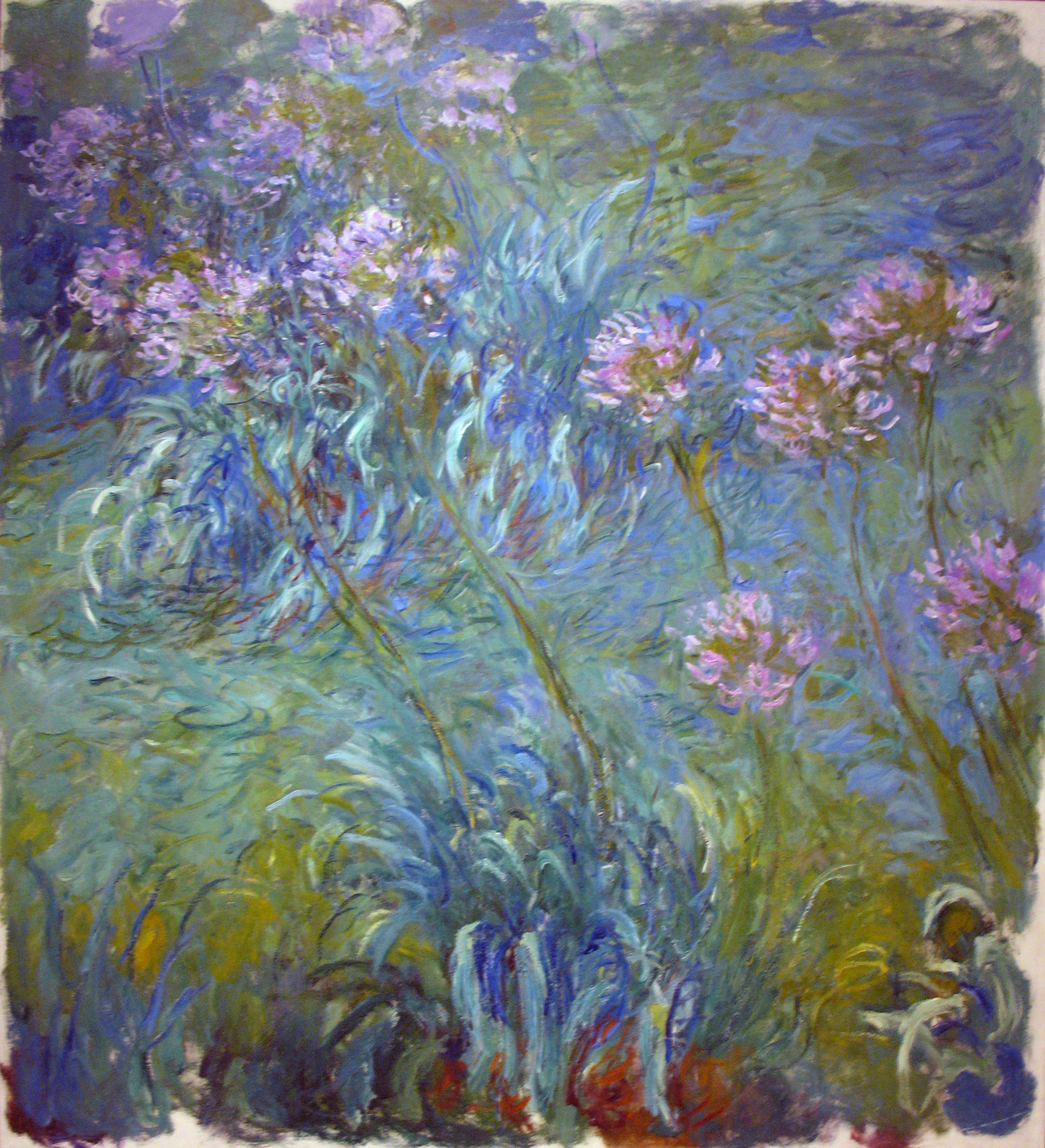
Hoa thanh anh, Agapanthus, khoảng 1914 và 1926
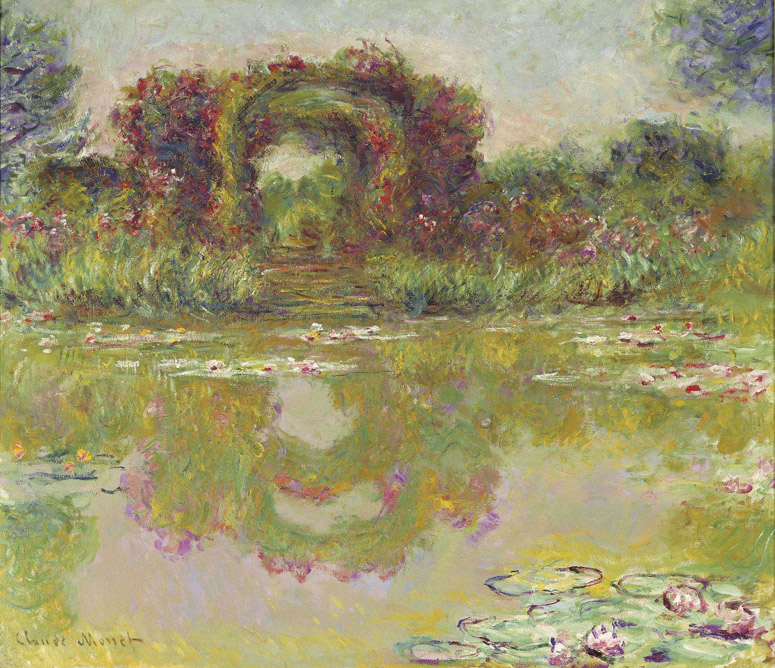
Vòm hoa hồng, The rose arches, Giverny, 1913
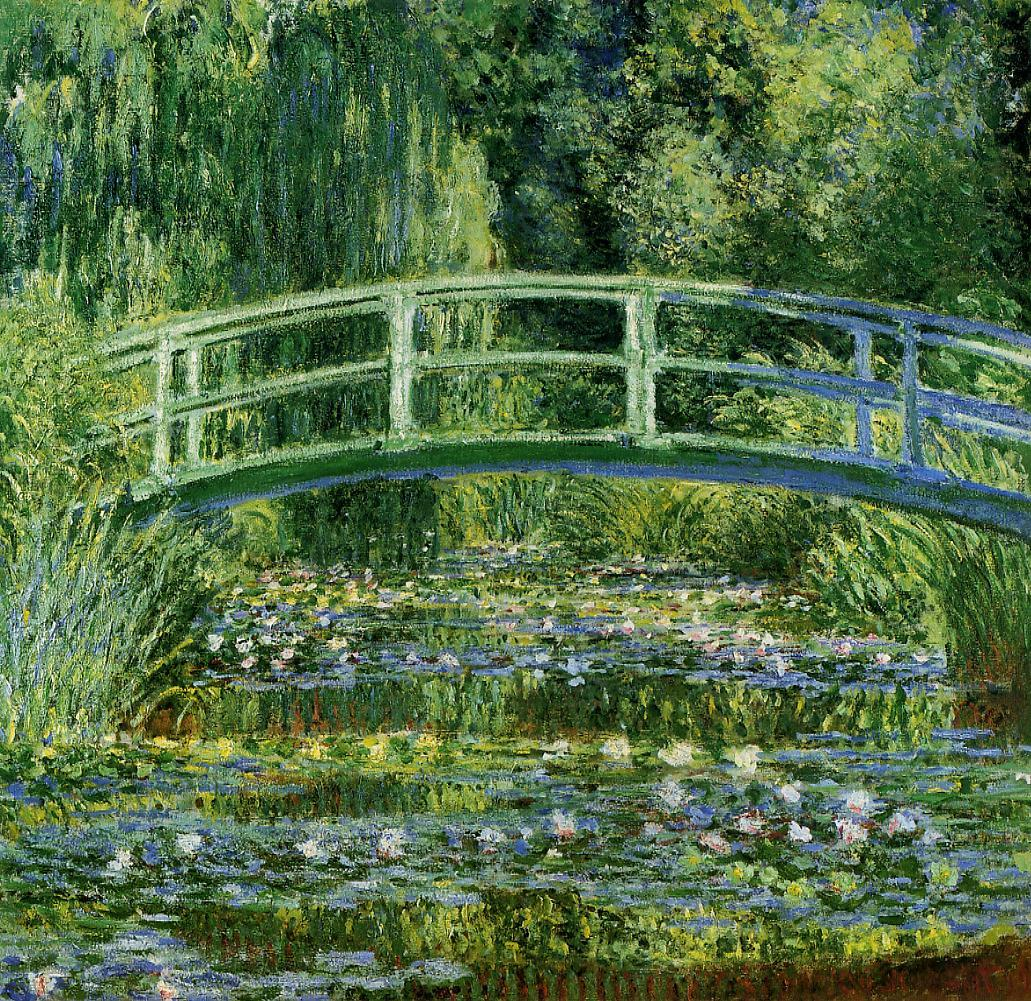
Hoa súng nước và cầu Nhật Bản, Water Lilies and the Japanese bridge, 1897–99
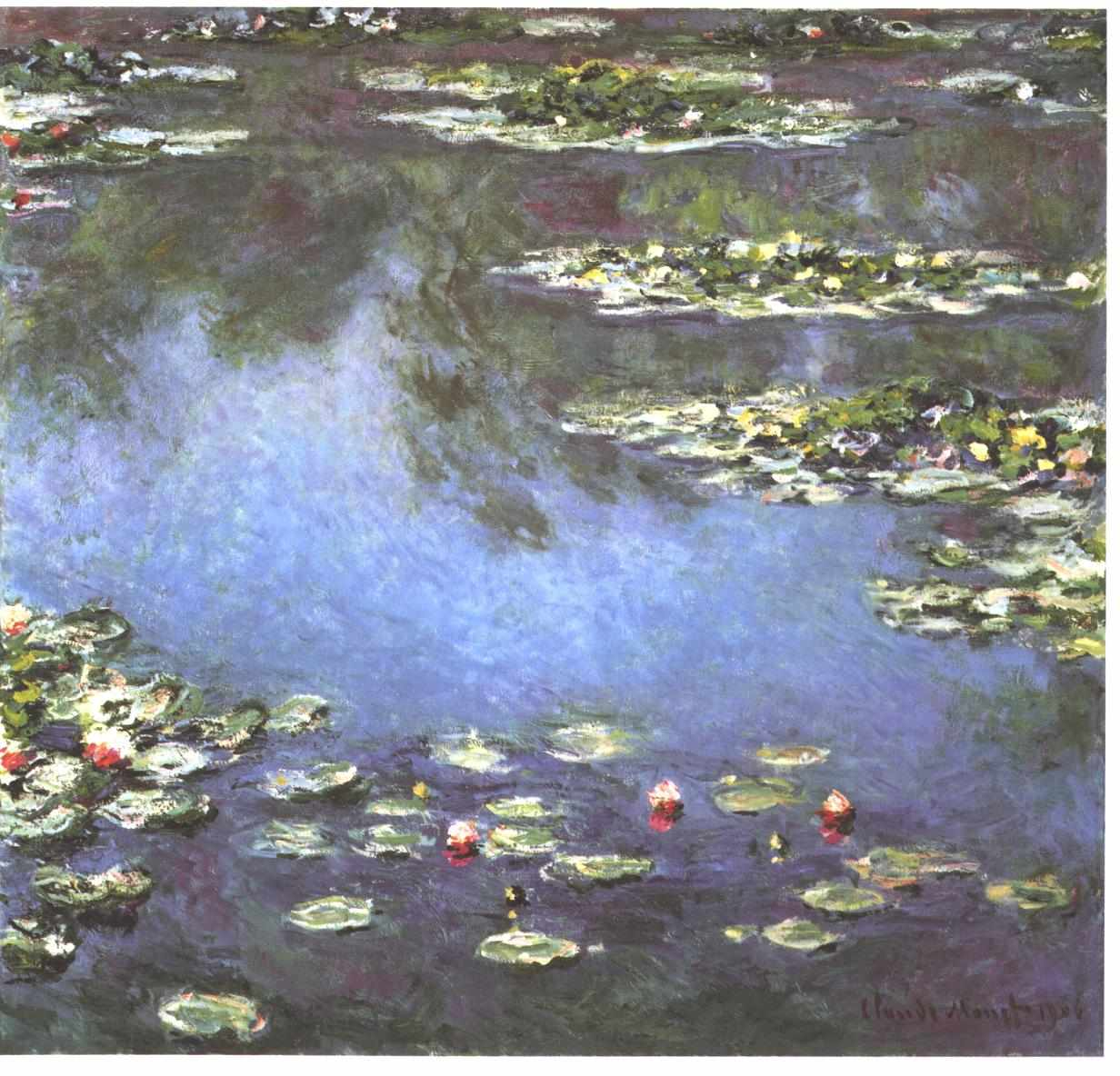
Hoa súng nước,Water Lilies, 1906
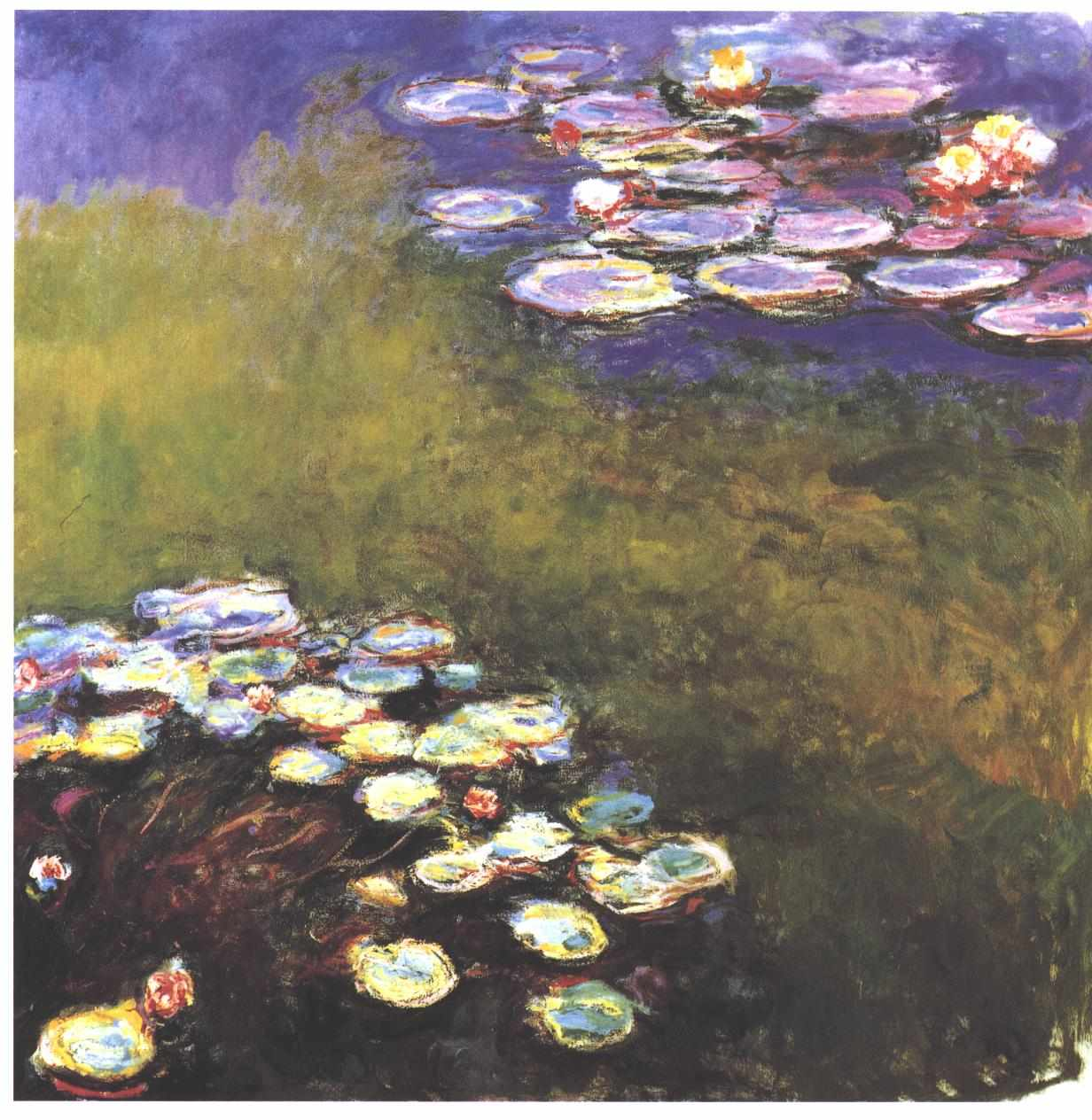
Hoa súng nước, Water Lilies
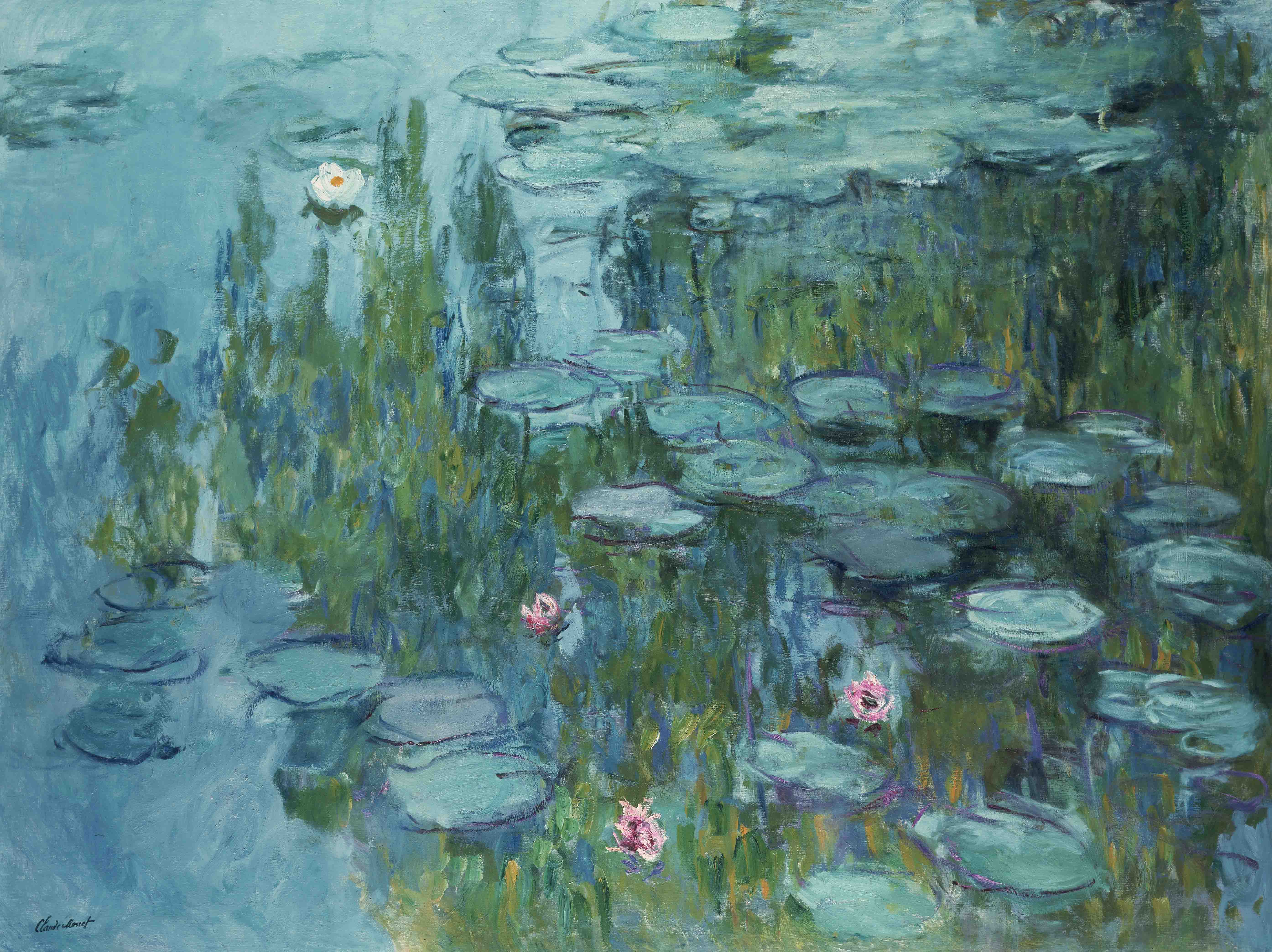
Hoa súng nước, Water Lilies, 1915
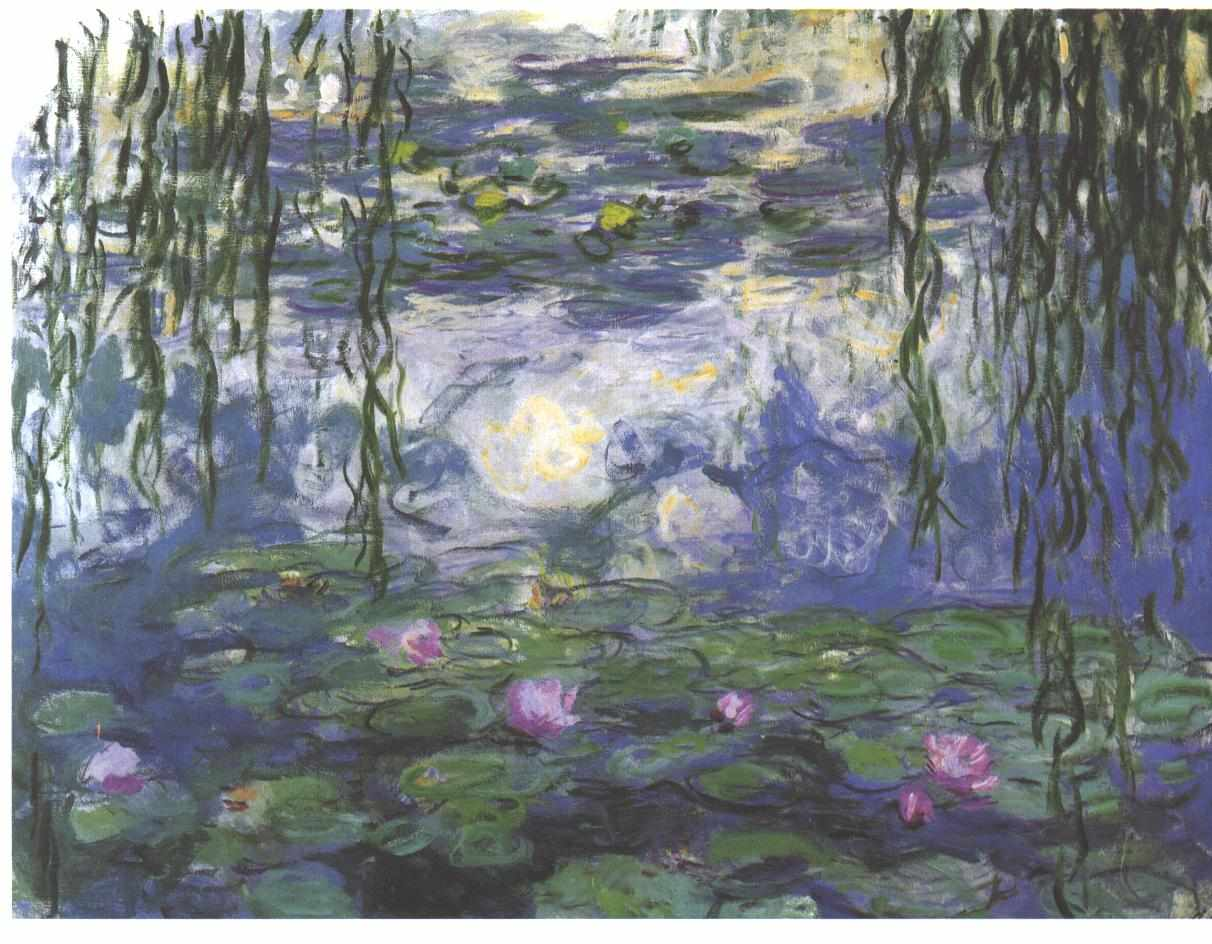
Hoa súng nước, Water Lilies, 1915

## Những năm cuối đời

### Giảm thị lực

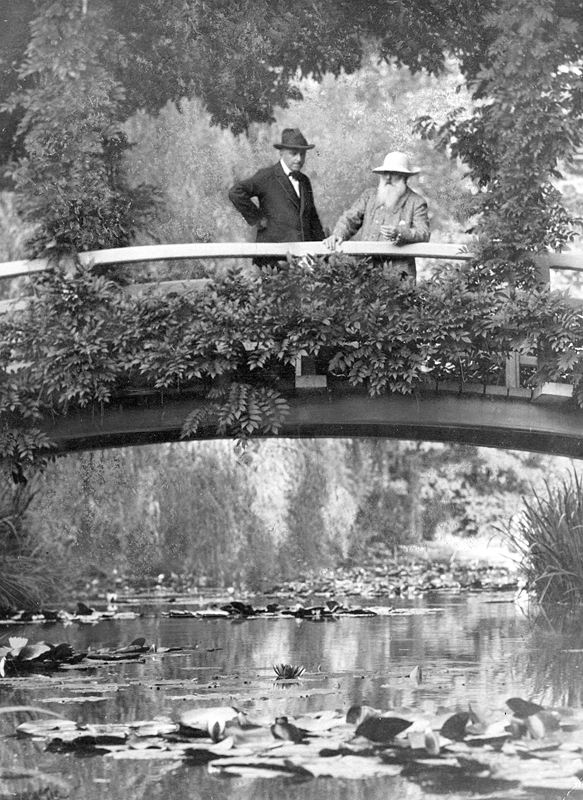
Monet (bên phải) trong vườn, 1922, ảnh chụp trên tờ New York Times

Người vợ thứ hai của Monet, Alice, qua đời năm 1911, và con trai cả, cũng là đứa con mà Monet quý nhất: Jean (đã cưới con gái của Alice, Blanche) qua đời năm 1914. Sau khi Alice qua đời, Blanche chăm sóc Monet. Chính trong thời gian này Monet bắt đầu phát triển các dấu hiệu đầu tiên của bệnh đục thủy tinh thể .
Trong Thế chiến thứ nhất, trong đó con trai nhỏ của ông Michel đi nghĩa vụ và người bạn và cũng là người ngưỡng mộ ông, ông Georges Clemenceau, đang lãnh đạo quốc gia Pháp, Monet đã vẽ một loạt tranh các cây liễu rủ ảm đạm để tỏ lòng tôn kính đối với những người lính Pháp đã ngã xuống. Năm 1923, ông đã trải qua hai lần phẫu thuật để loại bỏ chứng đục thủy tinh thể của mình. Các bức tranh được thực hiện trong giai đoạn thị lực giảm sút của ông có một tông màu phớt đỏ chung, cũng là một đặc điểm tầm nhìn khi bị đục thủy tinh thể. Cũng có thể là sau phẫu thuật, ông có thể nhìn thấy các bước sóng cực tím nhất định của ánh sáng (mắt người khỏe mạnh không thể thấy được); điều này có thể đã có ảnh hưởng đến màu sắc mà ông cảm nhận. Sau khi phẫu thuật, ông thậm chí còn sơn lại một số bức tranh, với bông hoa súng "xanh" hơn trước.

### Qua đời
Monet mất vì ung thư phổi ngày 5 tháng 12 năm 1926, thọ 86 tuổi. Ông được chôn cất trong nghĩa trang nhà thờ Giverny . Monet từng nhấn mạnh rằng tang lễ phải thật đơn giản; do đó chỉ có khoảng năm mươi người tham dự hôm đó.

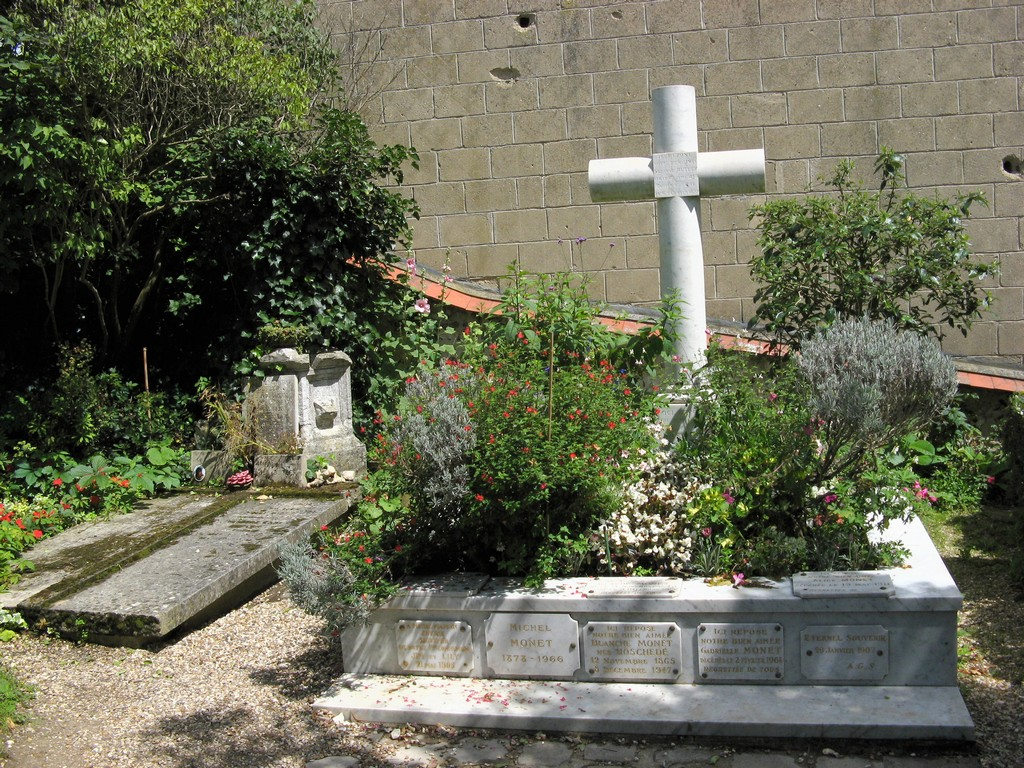
Mộ tại gia của Monet

Nhà của ông, khu vườn và hồ hoa súng, đã được truyền qua con trai Michel, người thừa kế duy nhất của ông, đến Học viện Mỹ thuật Pháp (một phần của Institut de France) vào năm 1966. Thông qua Fondation Claude Monet, ngôi nhà và vườn được mở cửa cho khách du lịch thăm vào năm 1980, sau khi phục chữa. Ngoài những vật lưu niệm của Monet và các kỉ vật khác trong cuộc đời, ngôi nhà còn có bộ sưu tập các bản khắc gỗ của Nhật Bản. Tòa biệt thự và sân vườn, cùng với Bảo tàng Ấn tượng, là điểm thu hút chính trong Giverny, nơi đón khách du lịch từ khắp nơi trên thế giới.

Những bức vẽ muộn của Monet

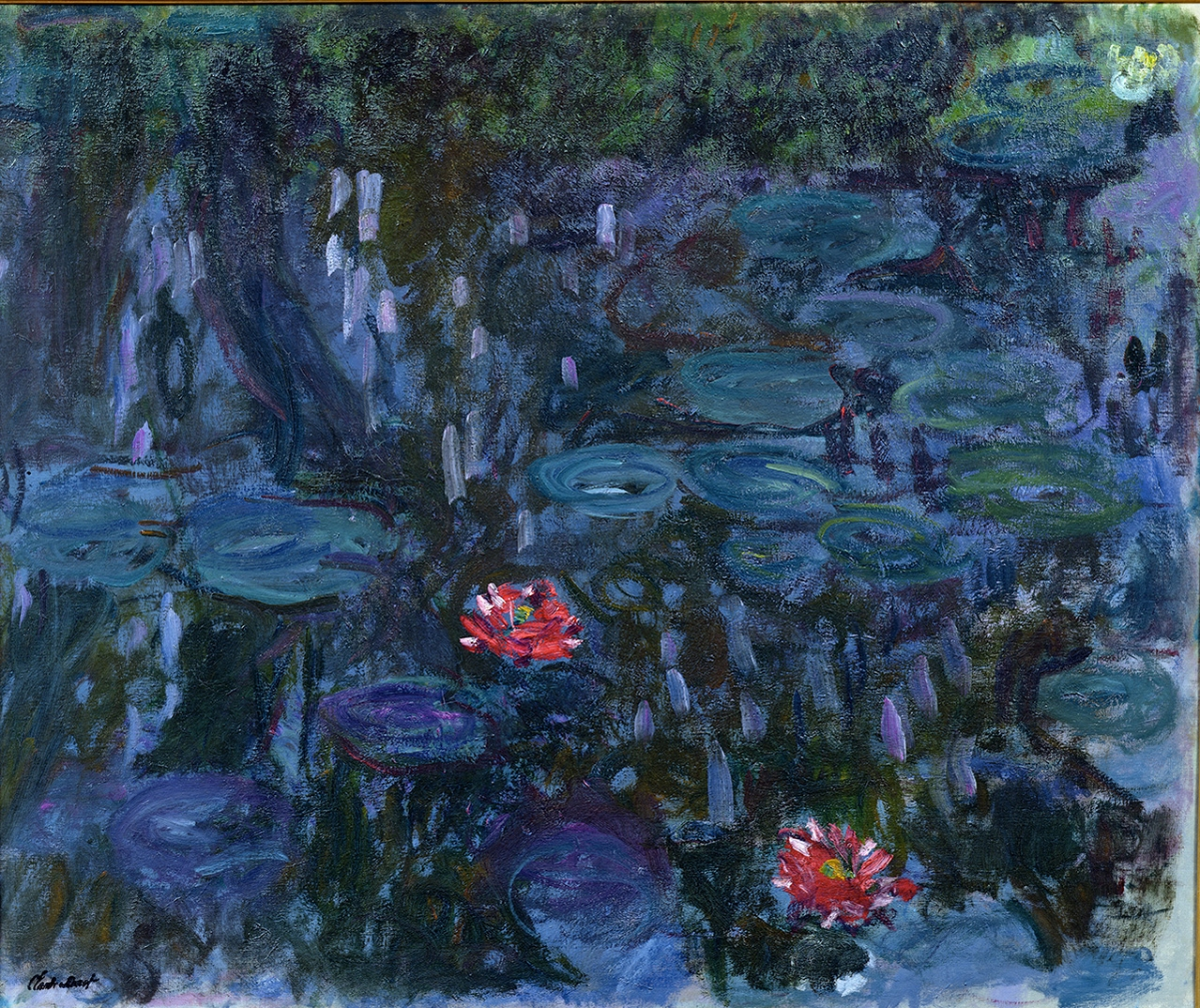
Hoa súng nước và bóng liễu, Water Lilies and Reflections of a Willow (1916–19)
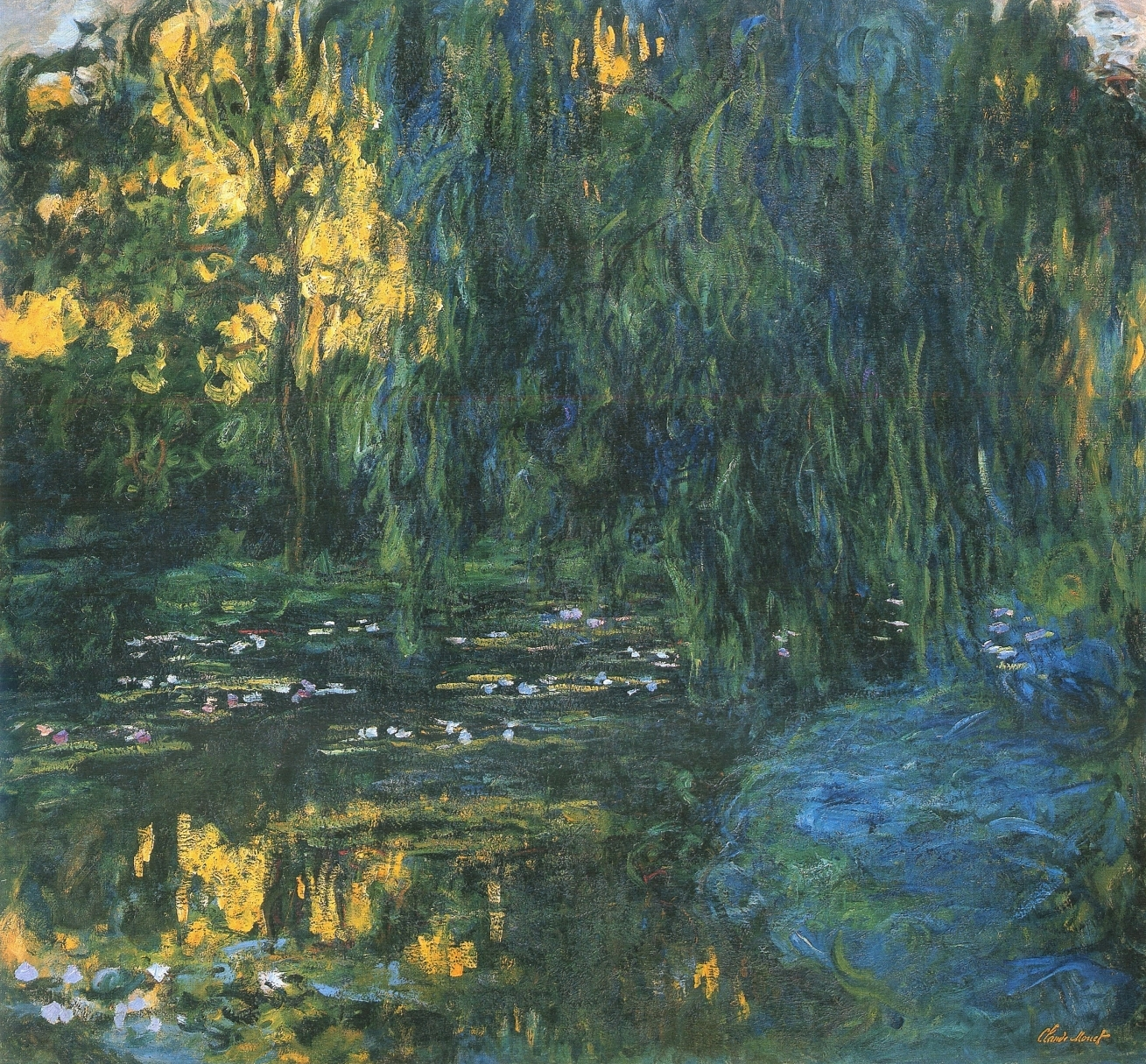
Súng nước và liễu rủ, Water-Lily Pond and Weeping Willow, 1916–1919
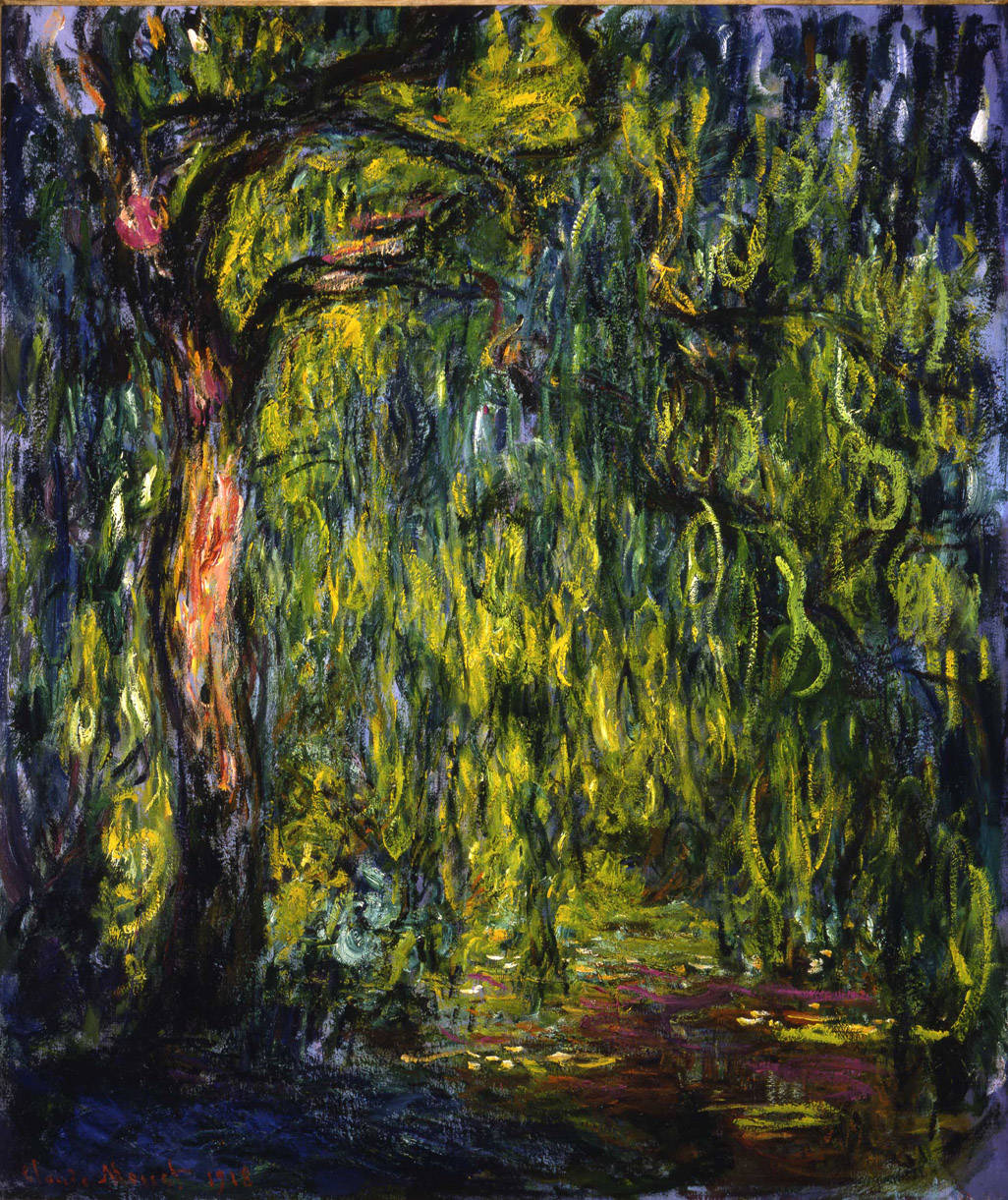
Liễu rủ, Weeping Willow, 1918–1919
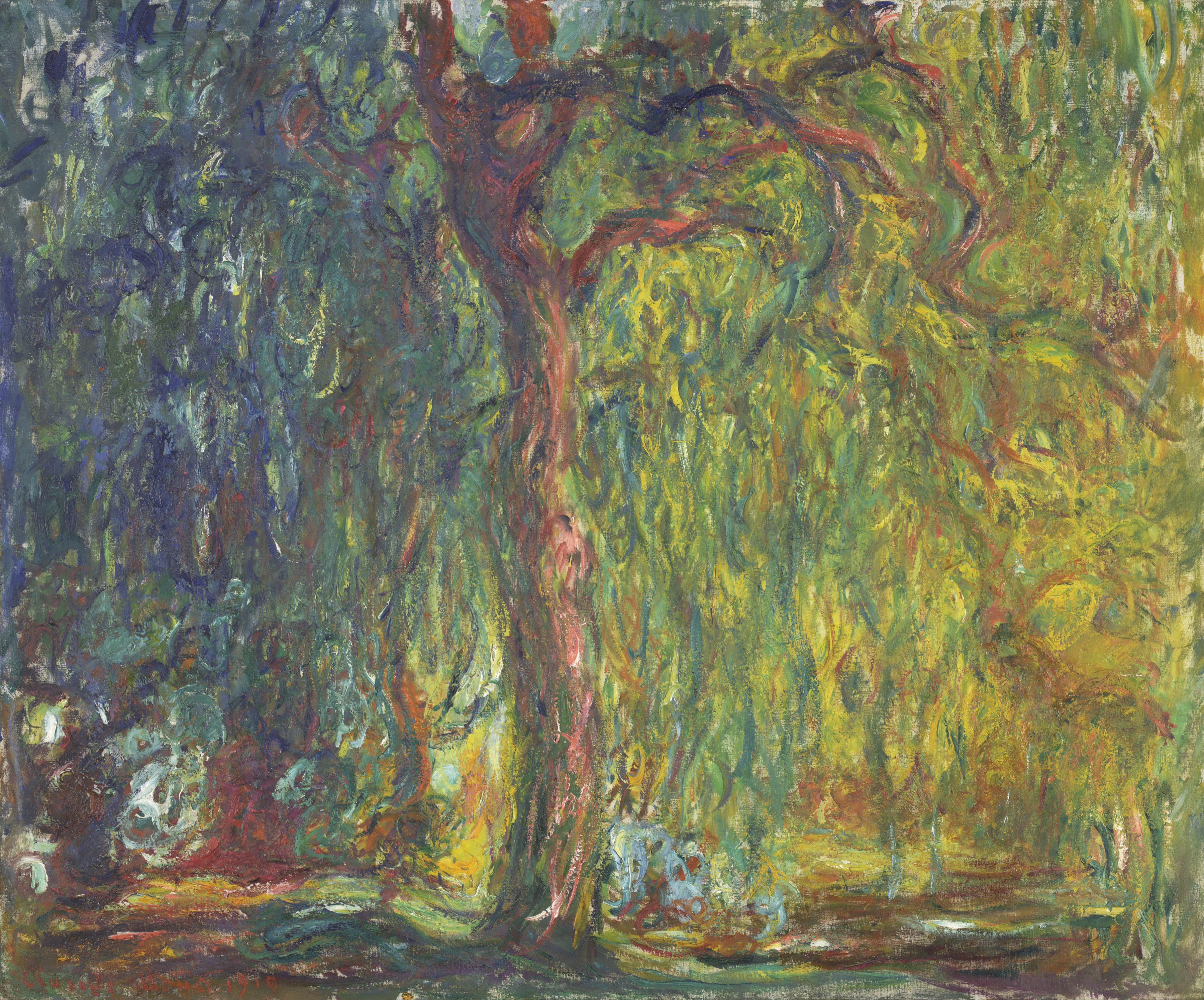
Liễu rủ, Weeping Willow, 1918–1919
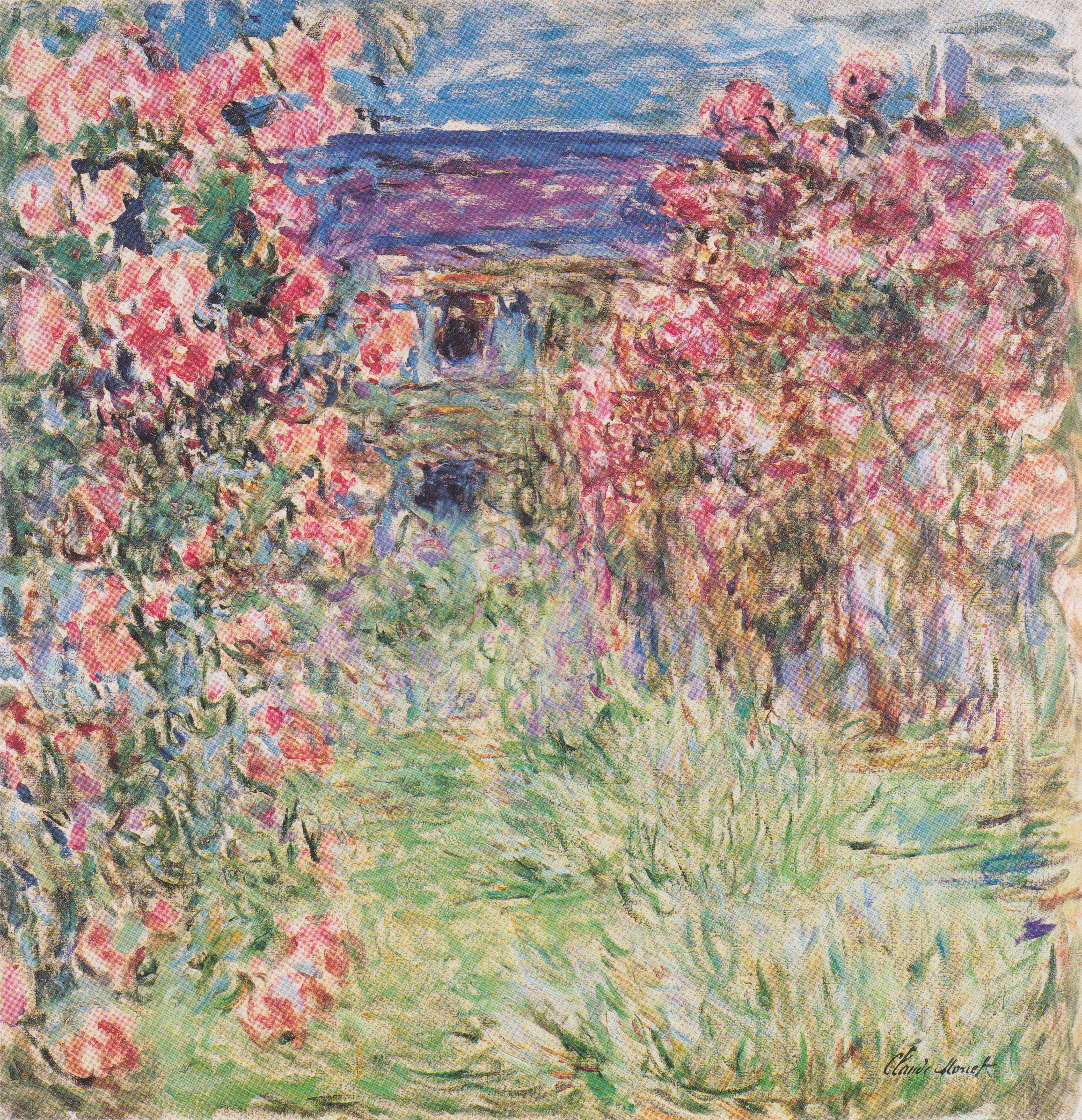
Nhà giữa biển hoa hồng, House Among the Roses, 1917 - 1919
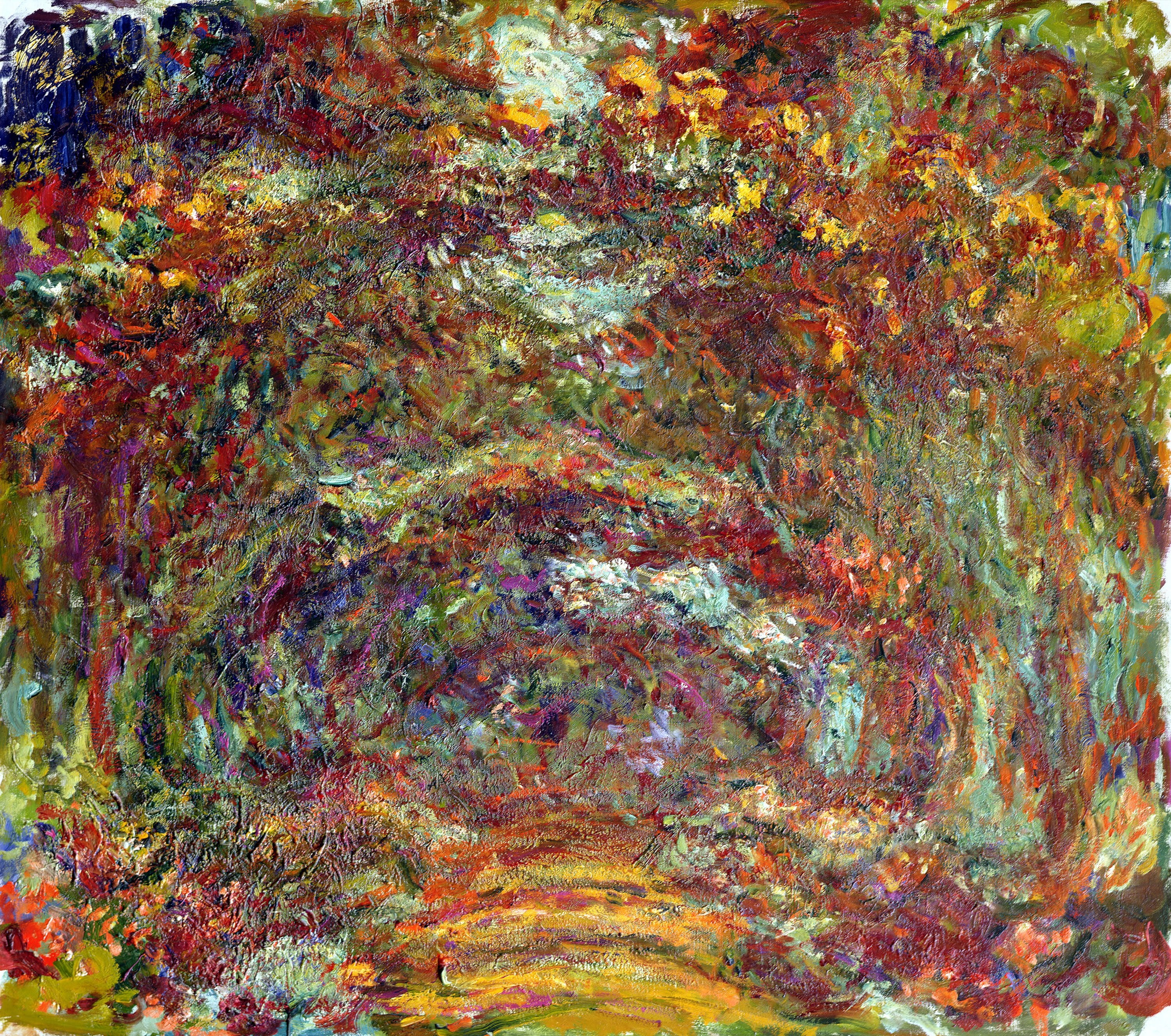
Sảnh hoa hồng, The Rose Walk, Giverny, 1920–22
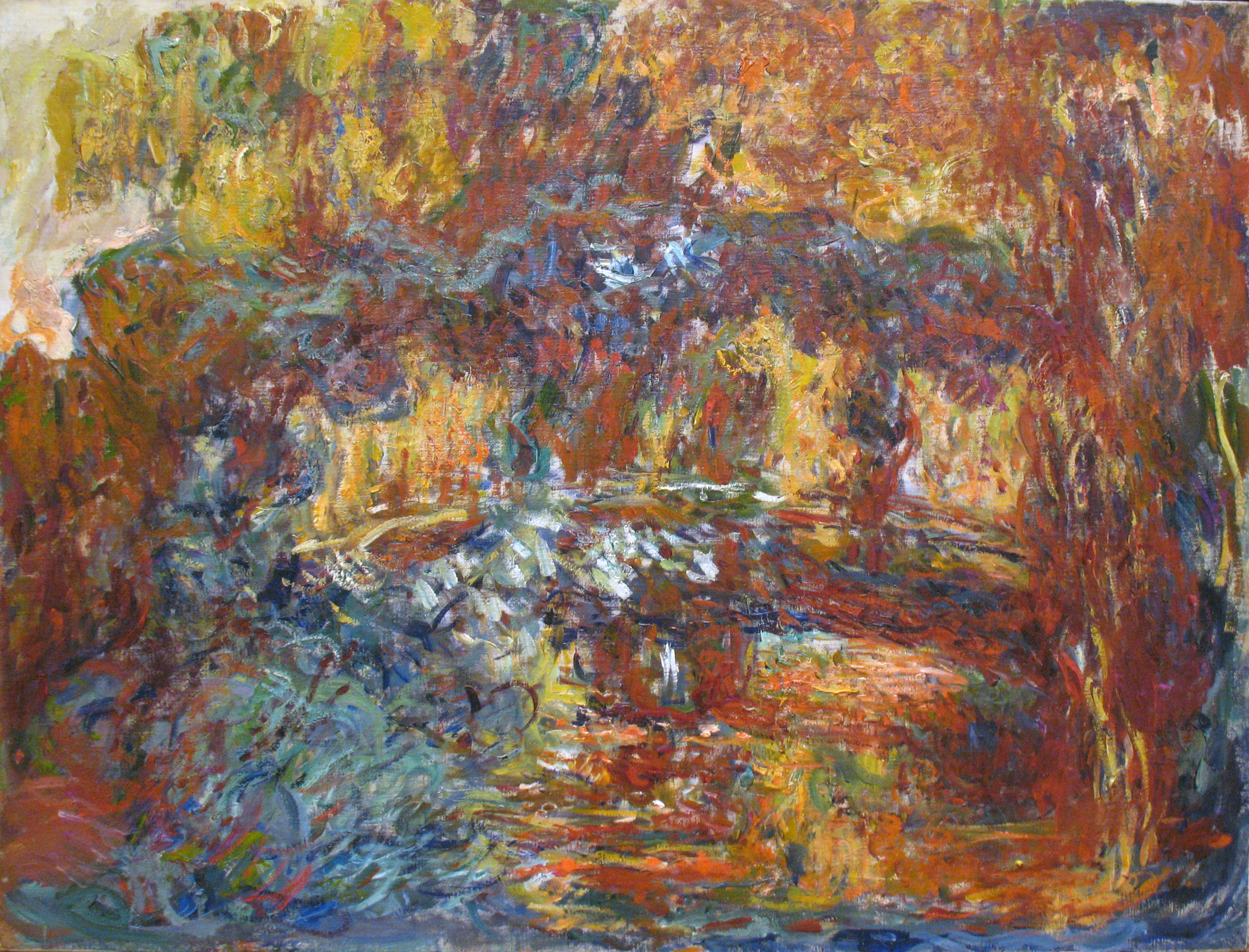
Cầu Nhật Bản, The Japanese Footbridge, 1920–22
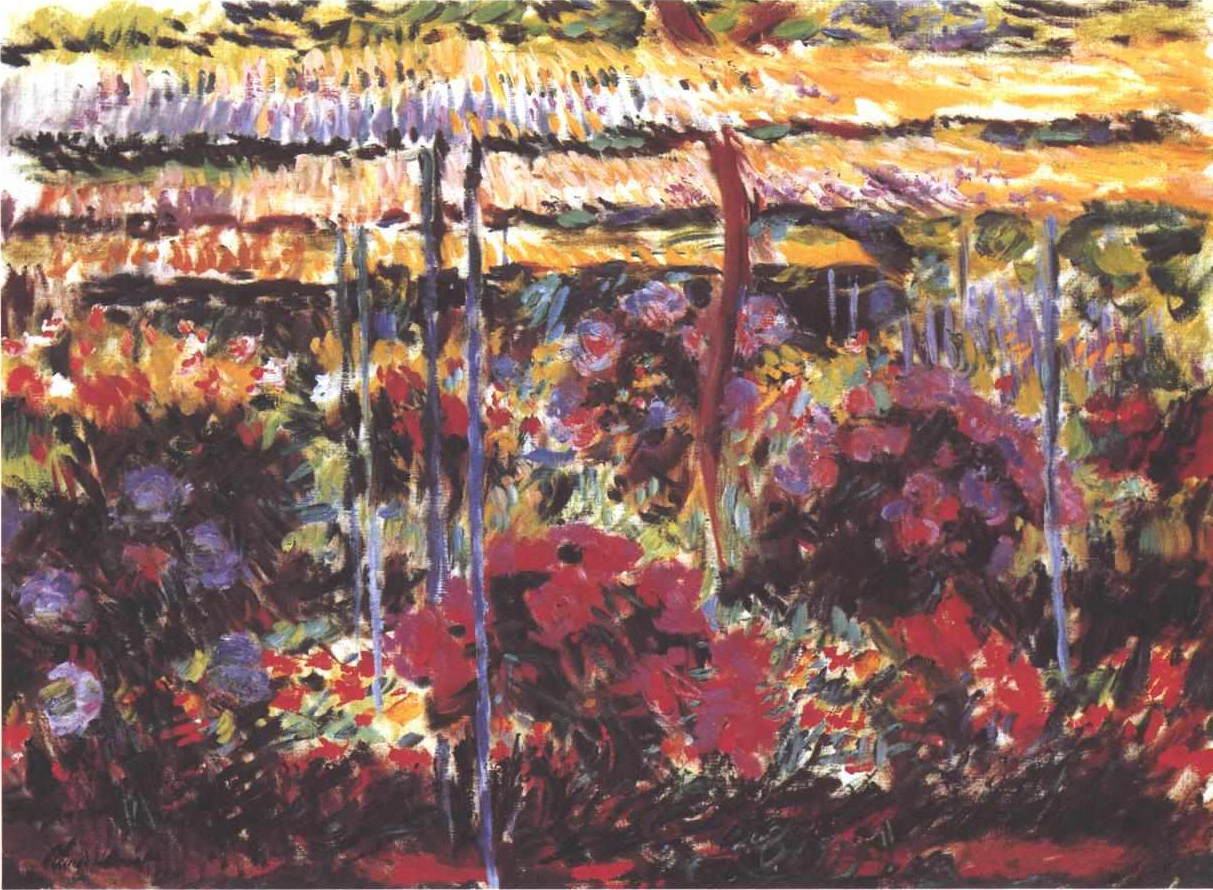
Vườn tược tại Giverny, The Garden at Giverny

## Phương pháp của Monet

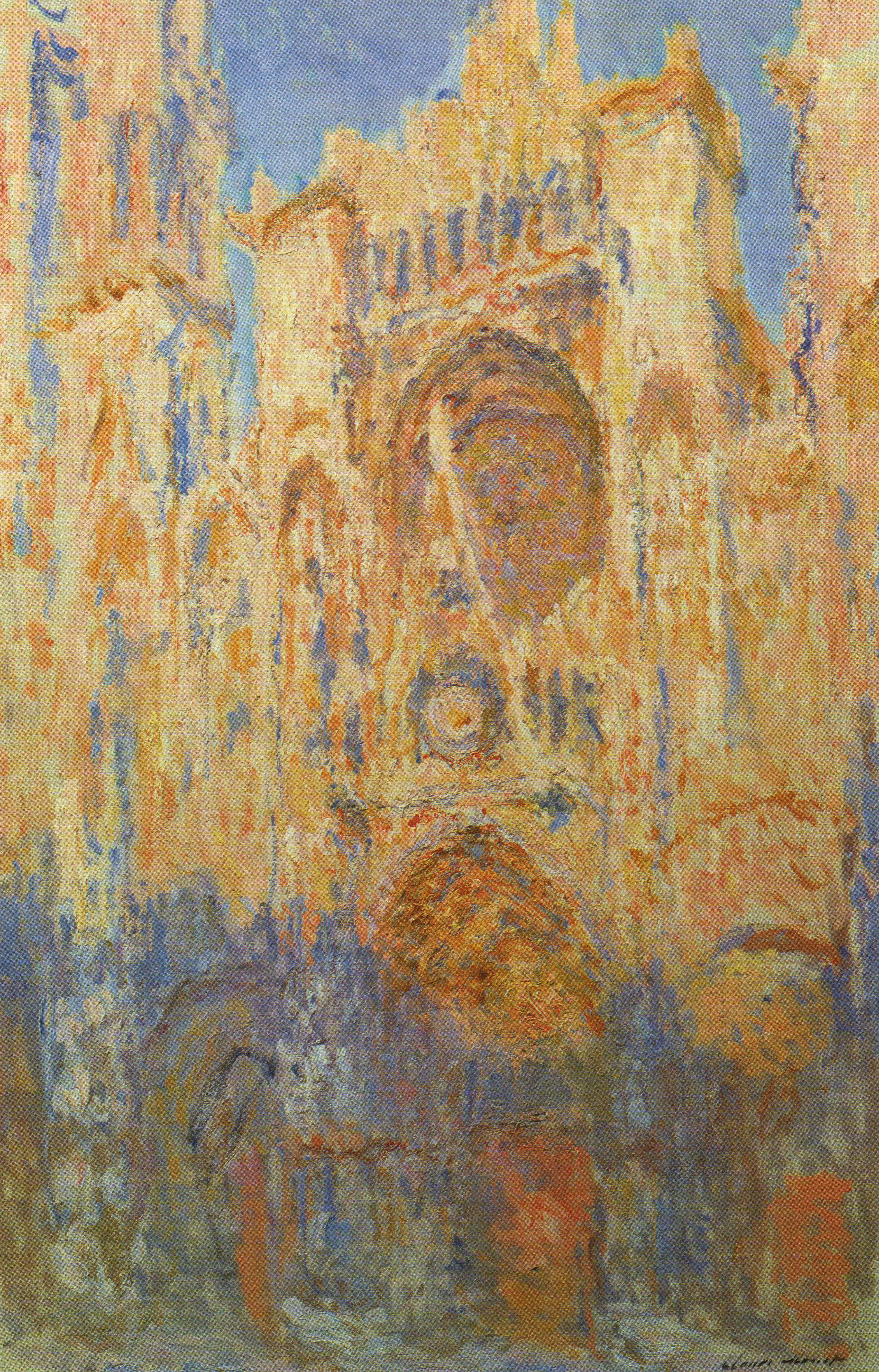
Nhà thờ Rouen lúc hoàng hôn, Rouen Cathedral at sunset, 1893. Một bức tranh trong tập trang 26 bức của ông.

Monet được mô tả là "động lực thúc đẩy của Trường phái Ấn tượng" . Điều quan trọng nhất đối với nghệ thuật của các họa sỹ theo phong cách Ấn tượng là hiểu những ảnh hưởng của ánh sáng đối với màu xung quanh của vật thể, và hiệu ứng của các màu sắc xếp cạnh nhau . Phần lớn sự nghiệp của Monet với tư cách là một họa sĩ được dùng để theo đuổi mục tiêu này.
Năm 1856, cuộc gặp gỡ với Eugene Boudin, một hoạ sỹ vẽ cảnh bãi biển nhỏ, thế giới Monet mở ra với hội họa và kỹ thuật "ngoài trời". Từ thời điểm đó, trừ một khoảng gián đoạn ngắn cho nghĩa vụ quân sự, ông đã tự mình tìm kiếm và phát triển các phương pháp mới cho sự biểu hiện "thật hội họa". Để đạt được mục tiêu này, khi còn là một thanh niên, ông đã đến Salon de Paris và làm quen với những tác phẩm của các họa sỹ lớn tuổi, và kết bạn với các nghệ sĩ trẻ khác. Năm năm mà ông trải qua ở Argenteuil, dành nhiều thời gian trên sông Seine trong một studio nhỏ, đã hình thành nên những nghiên cứu của ông về những hiệu ứng ánh sáng và sự phản chiếu. Ông bắt đầu suy nghĩ về màu và hình chứ không phải là cảnh và vật. Ông sử dụng màu sắc tươi sáng trong cú chấm nhẹ, những nét lướt và những nét cong. Sau khi từ chối những lời dạy hàn lâm của studio Gleyre, ông tự giải phóng mình khỏi lý thuyết, và nói rằng "Tôi thích vẽ như một con chim đang hót." 
Năm 1877, một loạt các bức tranh tại Bến tàu St-Lazare, Monet đã để tâm đến khói và hơi nước và cách chúng ảnh hưởng đến màu sắc và khả năng hiển thị, đôi khi đôi khi thì mờ đục nhưng đôi khi lờ mờ. Ông đã tiếp tục sử dụng những quan sát này trong bức tranh về những ảnh hưởng của sương mù và mưa trên cảnh quan. Tìm hiểu ảnh hưởng của không gian khiến ông đã vẽ một loạt các bức tranh, trong đó Monet đã vẽ lại cùng một đối tượng trong các ánh sáng khác nhau vào những giờ khác nhau trong ngày, và thông qua sự thay đổi của thời tiết và mùa. Những loạt tranh kiểu như vậy được bắt đầu vẽ từ những năm 1880 và tiếp tục cho đến khi cuộc đời ông khép lại năm 1926.
Bộ tranh đầu tiên của ông được trưng bày, ví dụ như tập Đống cỏ khô, "Haystacks", được vẽ từ các điểm nhìn khác nhau và vào các thời điểm khác nhau trong ngày. Mười lăm bức tranh được trưng bày tại Galerie Durand-Ruel năm 1891. Năm 1892, ông đã tạo ra bộ tranh có lẽ là nổi tiếng nhất của ông, hai mươi sáu góc nhìn của Nhà thờ chính tòa Rouen . Trong những bức tranh này, Monet đã phá vỡ các truyền thống vẽ tranh, bằng cách chia nhỏ đối tượng để chỉ có một phần mặt tiền được nhìn thấy trên tấm canvas. Các bức tranh không tập trung vào tòa nhà Trung cổ, mà là sự xoay vần của sáng và tối trên bề mặt của nó, kiến trúc tòa nhà tưởng là khối thuần nhất mà hóa ra không thuần nhất .

Những bộ trang khác bao gồm Cây dương "Poplars", Buổi sáng trên sông Seine "Mornings on the Seine", và Hoa súng nước "Water Lilies" được vẽ tại nhà của ông ở Giverny. Từ năm 1883 đến năm 1908, Monet đã đi đến Địa Trung Hải, nơi ông vẽ các địa danh, cảnh quan và cảnh biển, và bao gồm một loạt các bức tranh ở Venice. Tại London, ông đã vẽ bốn chuỗi tranh:  Tòa nghị viện Luân Đôn "The Houses of Parliament", Luân Đôn "London", Cầu Charing Cross "Charing Cross Bridge", Cầu Waterloo Waterloo Bridge, và Cảnh quan cầu Westminster "Views of Westminster Bridge". Helen Gardner viết:
"Monet, với một độ chính xác khoa học, đã cho chúng ta một bản thu vô tiền khoáng hậu ghi lại bước đi của thời gian, qua chuyển động của ánh sáng trên những hình mẫu giống hệt nhau." 
Một vài bức được trích từ các tập tranh của ông

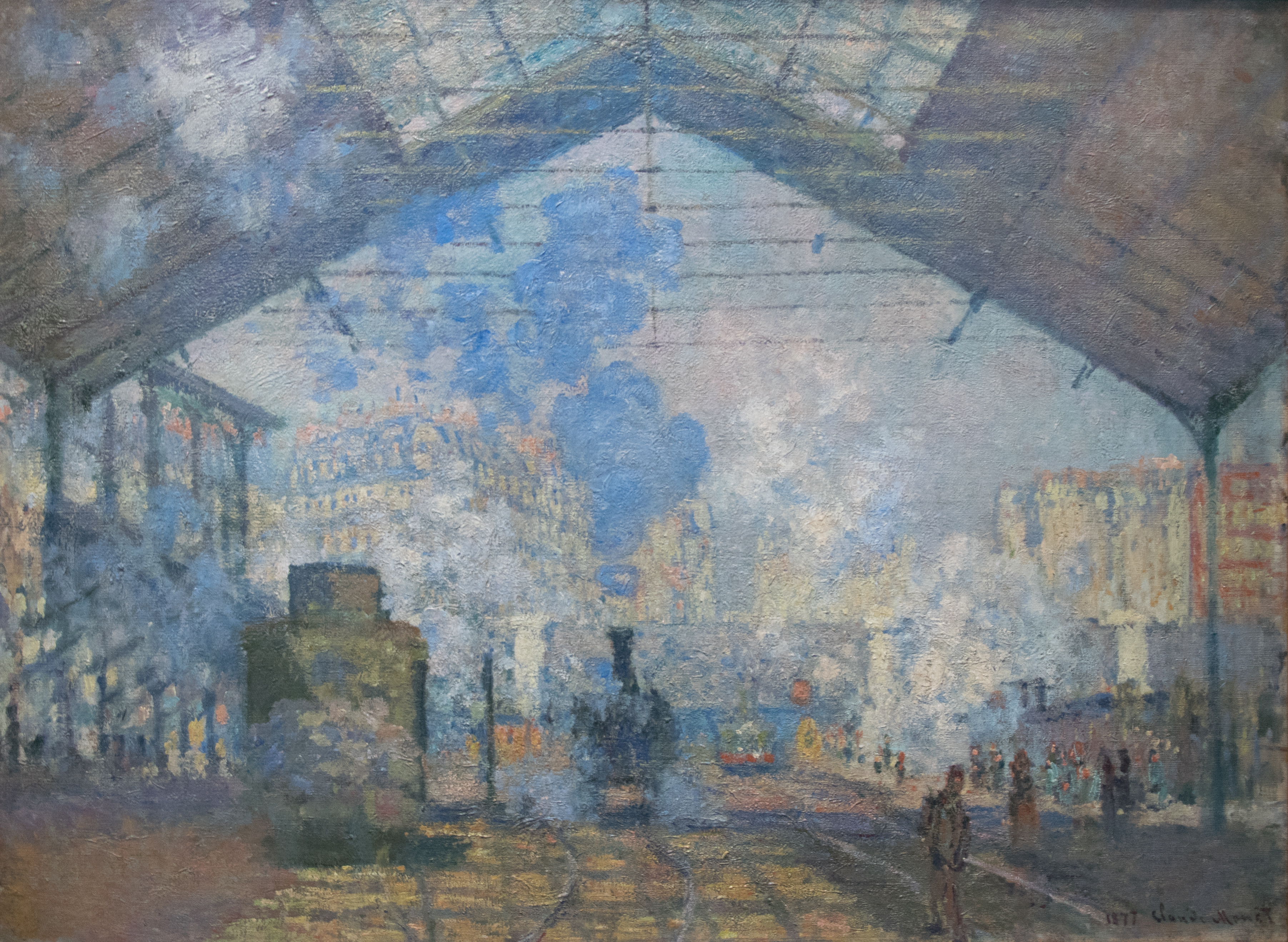
Nhà ga Saint-Lazare, La Gare Saint-Lazare, 1877
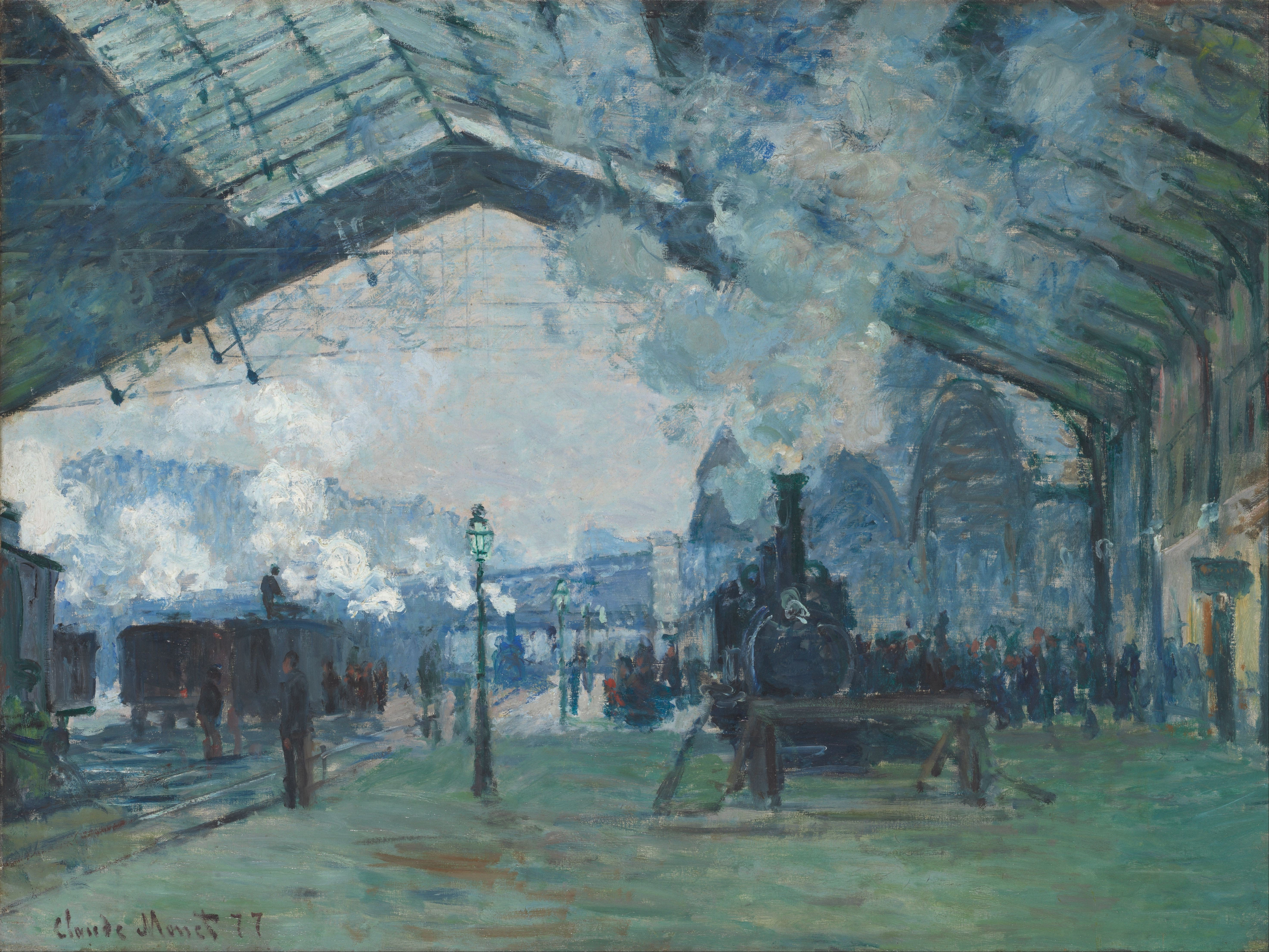
Tàu Normandy cập bến, ga Saint-Lazare, Arrival of the Normandy Train, Gare Saint-Lazare, 1877
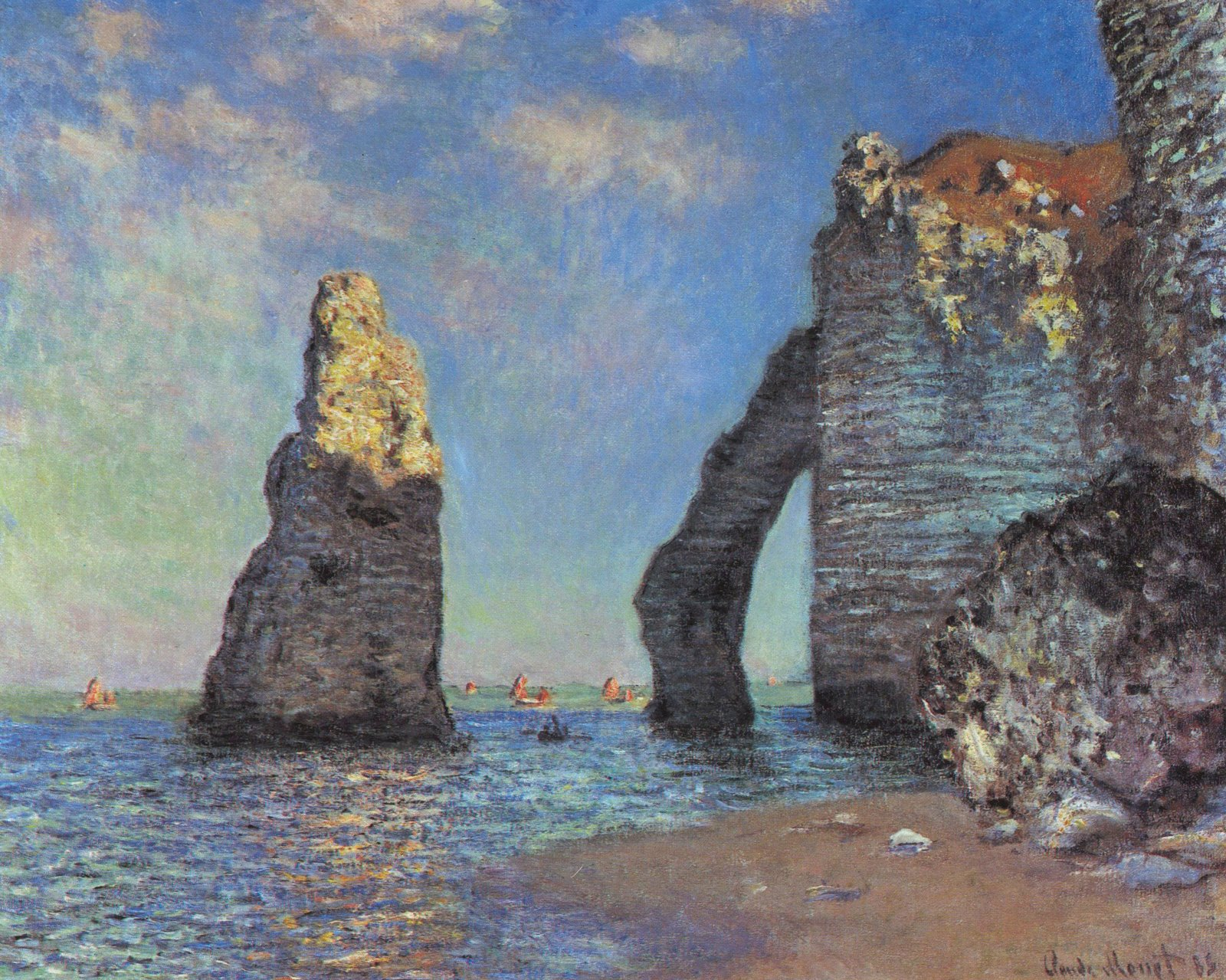
Vách đá Etretat, The Cliffs at Etretat, 1885
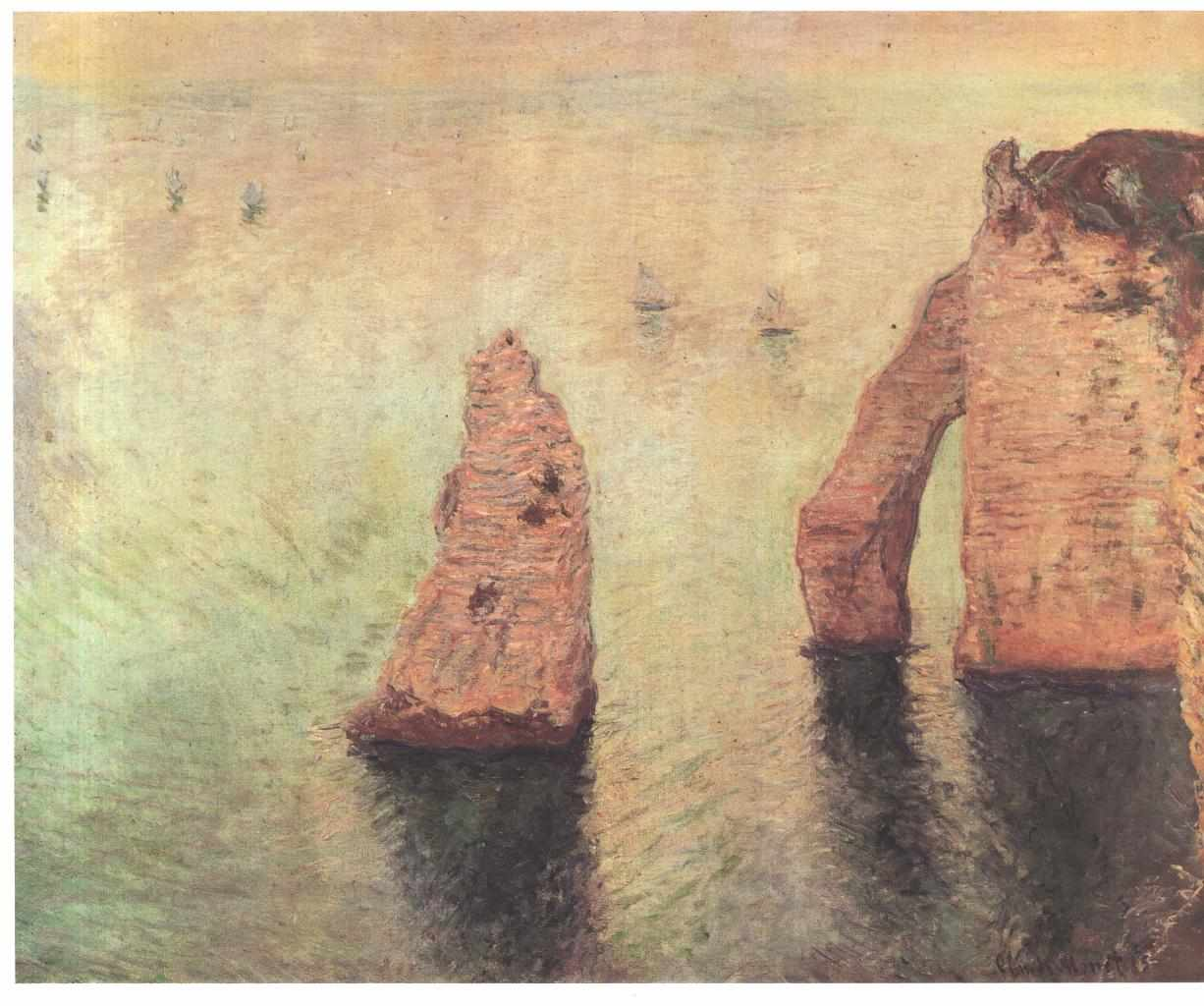
Thuyền sau mũi đá Etretat, Sailboats behind the needle at Etretat, 1885
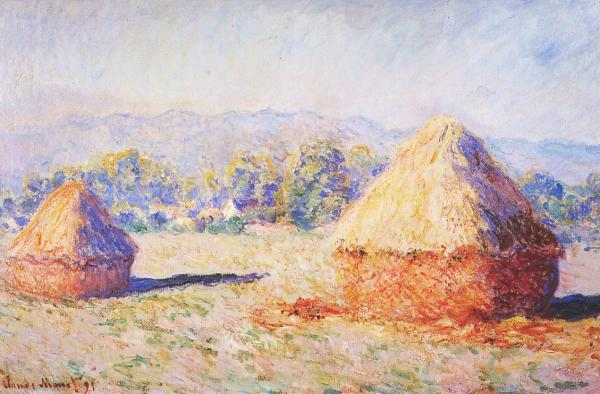
Bãi cỏ khô dưới ánh bình minh, Grainstacks in the Sunlight, Morning Effect, 1890 - 1891
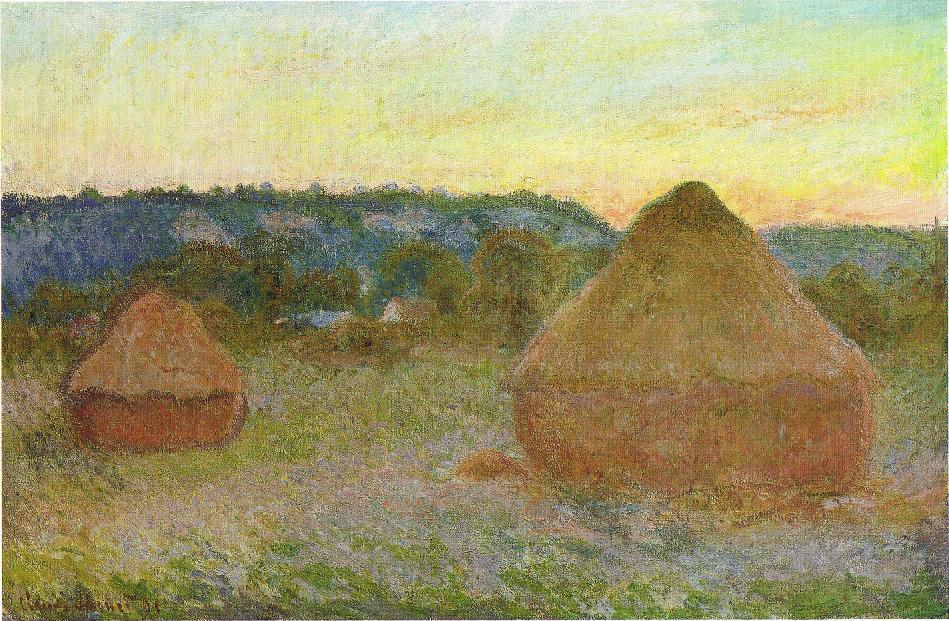
Bãi cỏ khô, buổi ngày tàn, Grainstacks, end of day, Autumn, 1890–1891
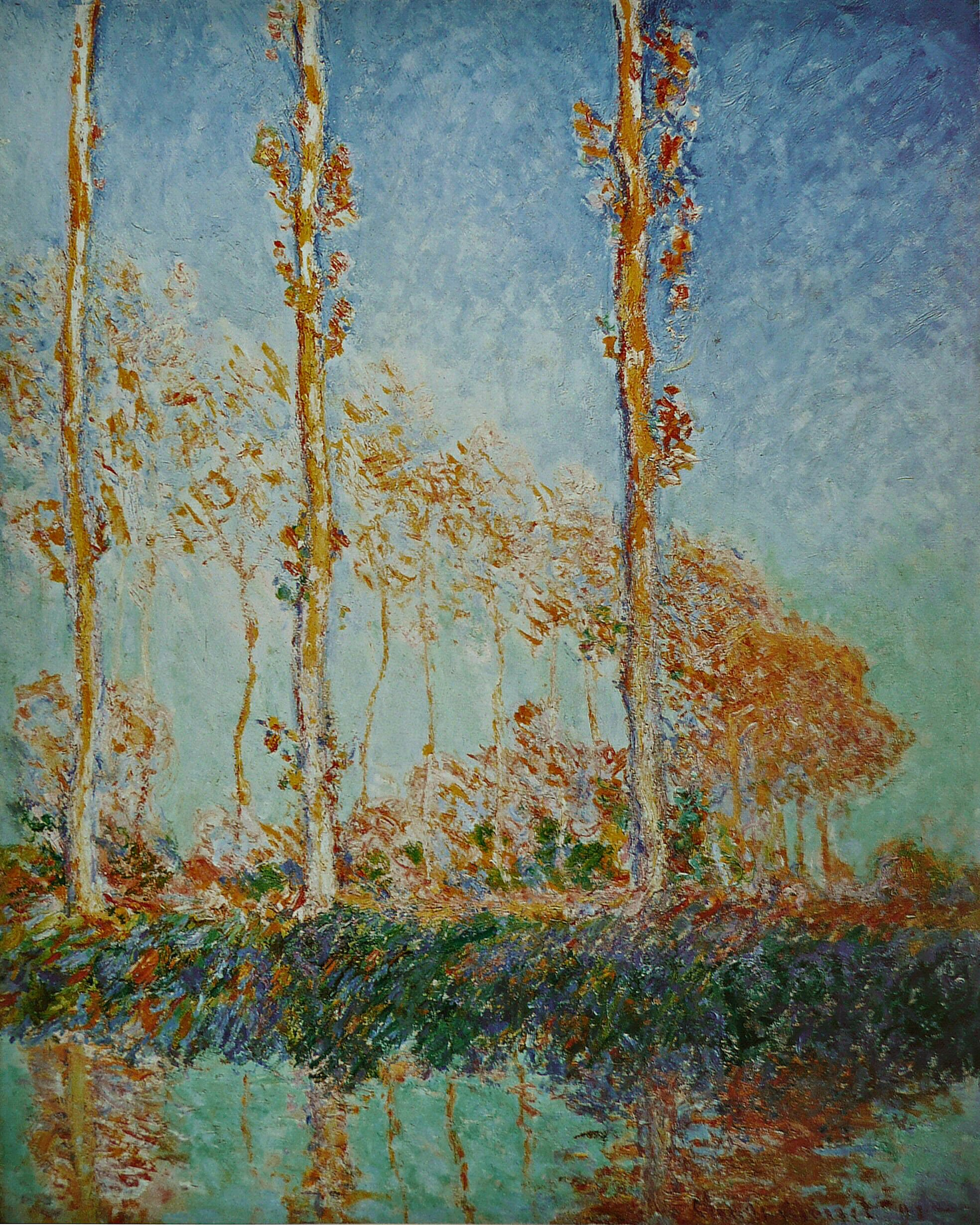
Hàng cây dương, Poplars (Autumn), 1891
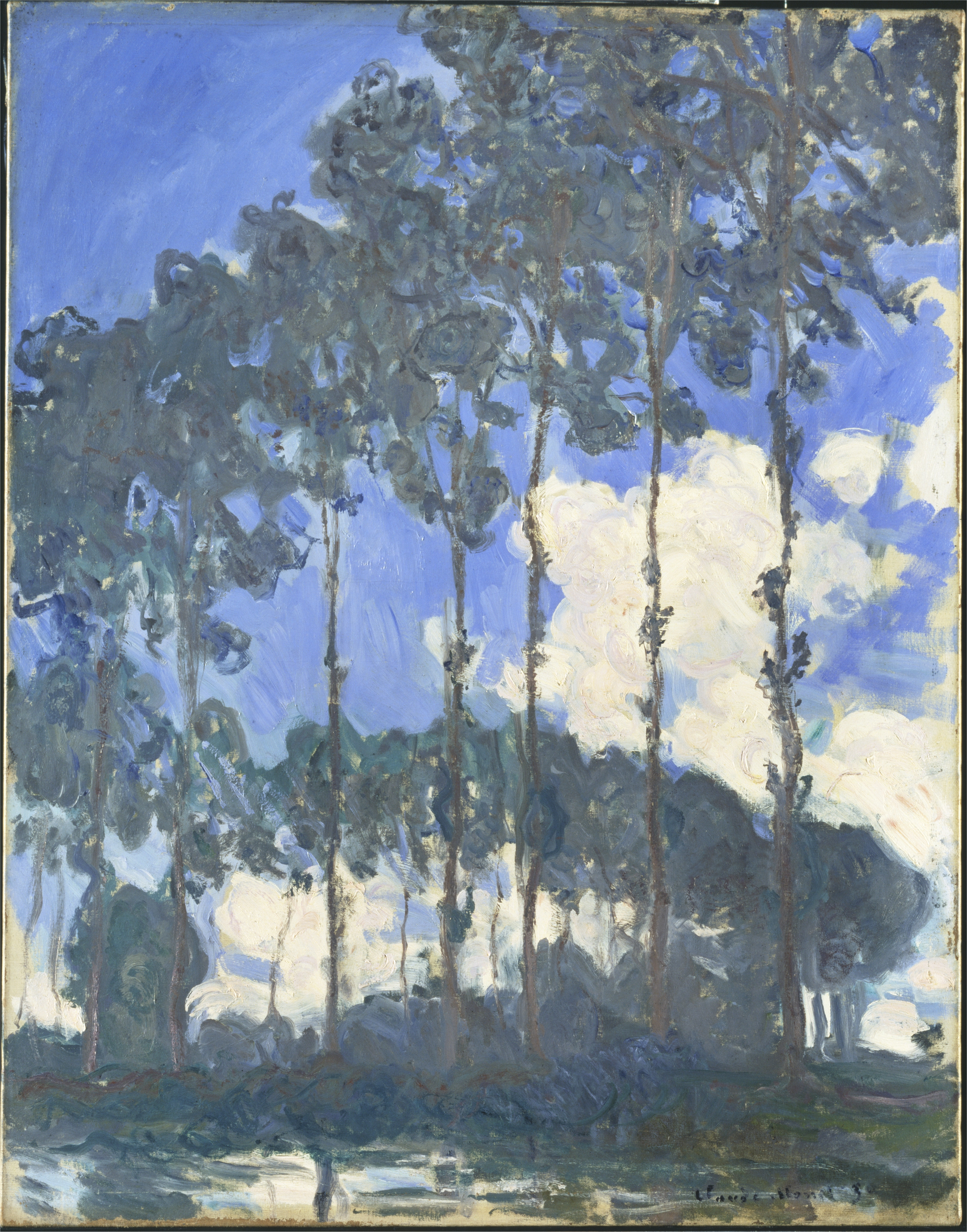
Hàng cây dương bên sông Epte, Poplars at the River Epte, 1891
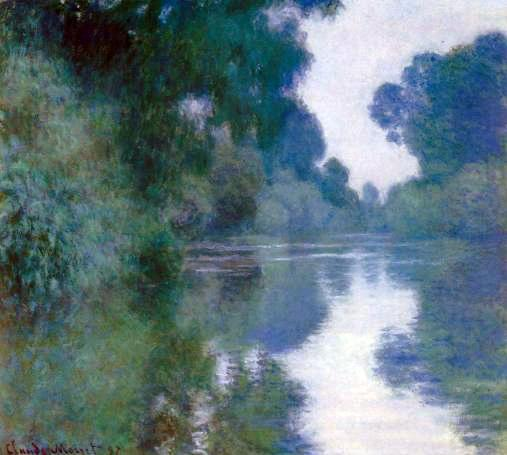
Bờ sông Seine gần Giverny, The Seine Near Giverny, 1897
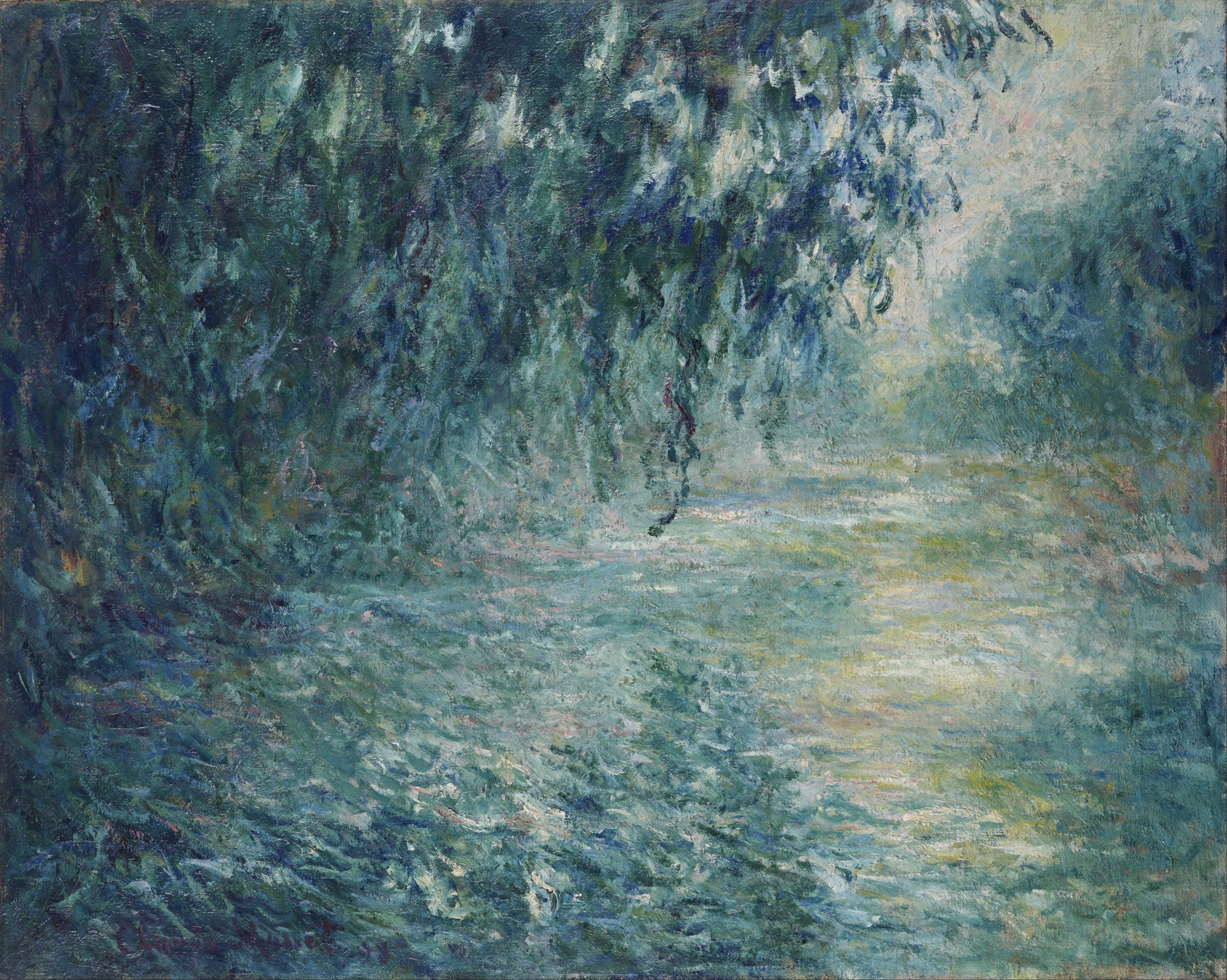
Bình minh trên sông Seine, Morning on the Seine, 1898
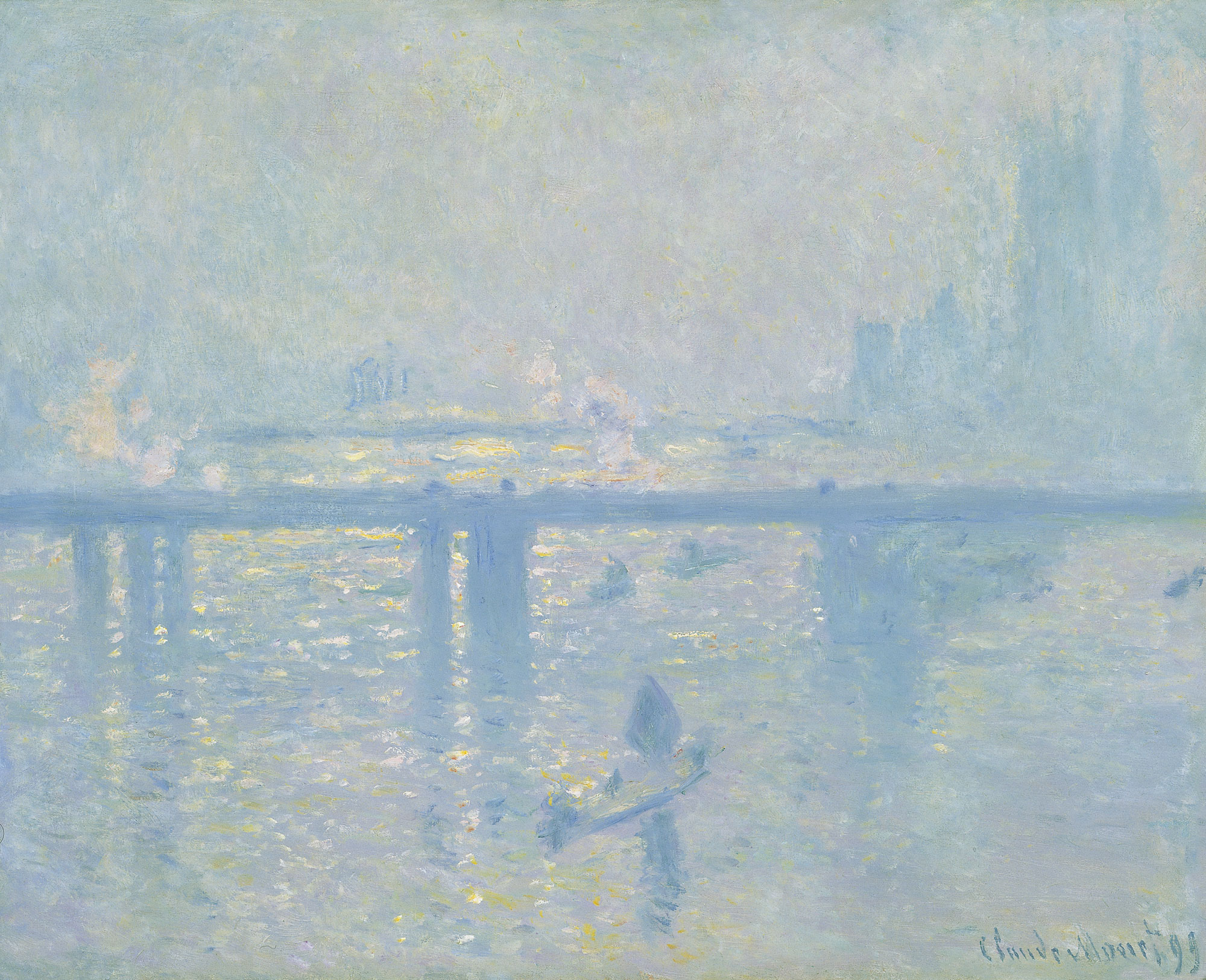
Cầu Charing Cross, Charing Cross Bridge, 1899
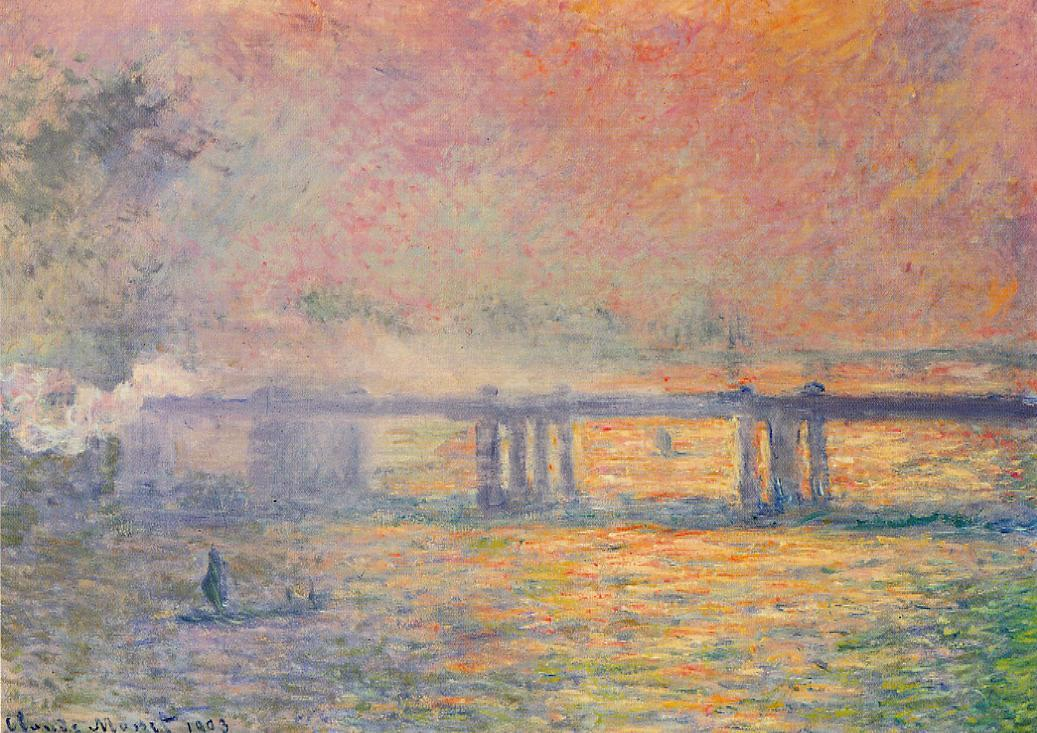
Cầu Charing Cross, Luân Đôn, Charing Cross Bridge, London, 1899–1901
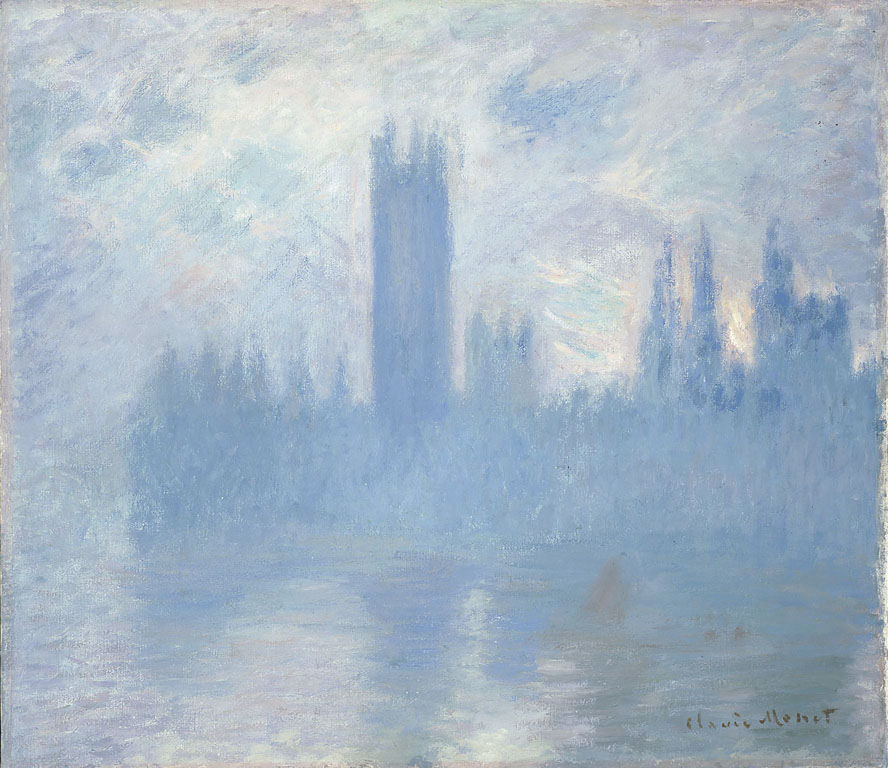
Tòa Nghị viện Luân Đôn, The Houses of Parliament, London, 1900–01
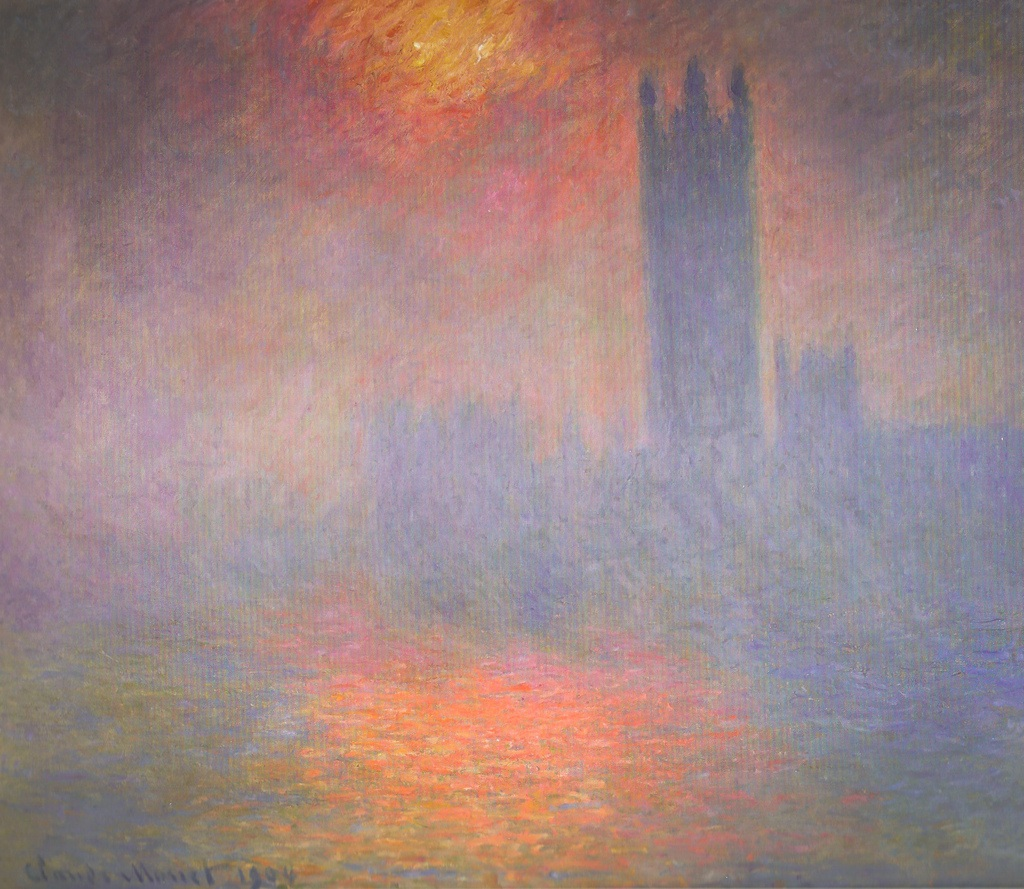
Tòa Nghị viện Luân Đôn, mặt trời qua sương mù, London, Houses of Parliament. The Sun Shining through the Fog, 1904
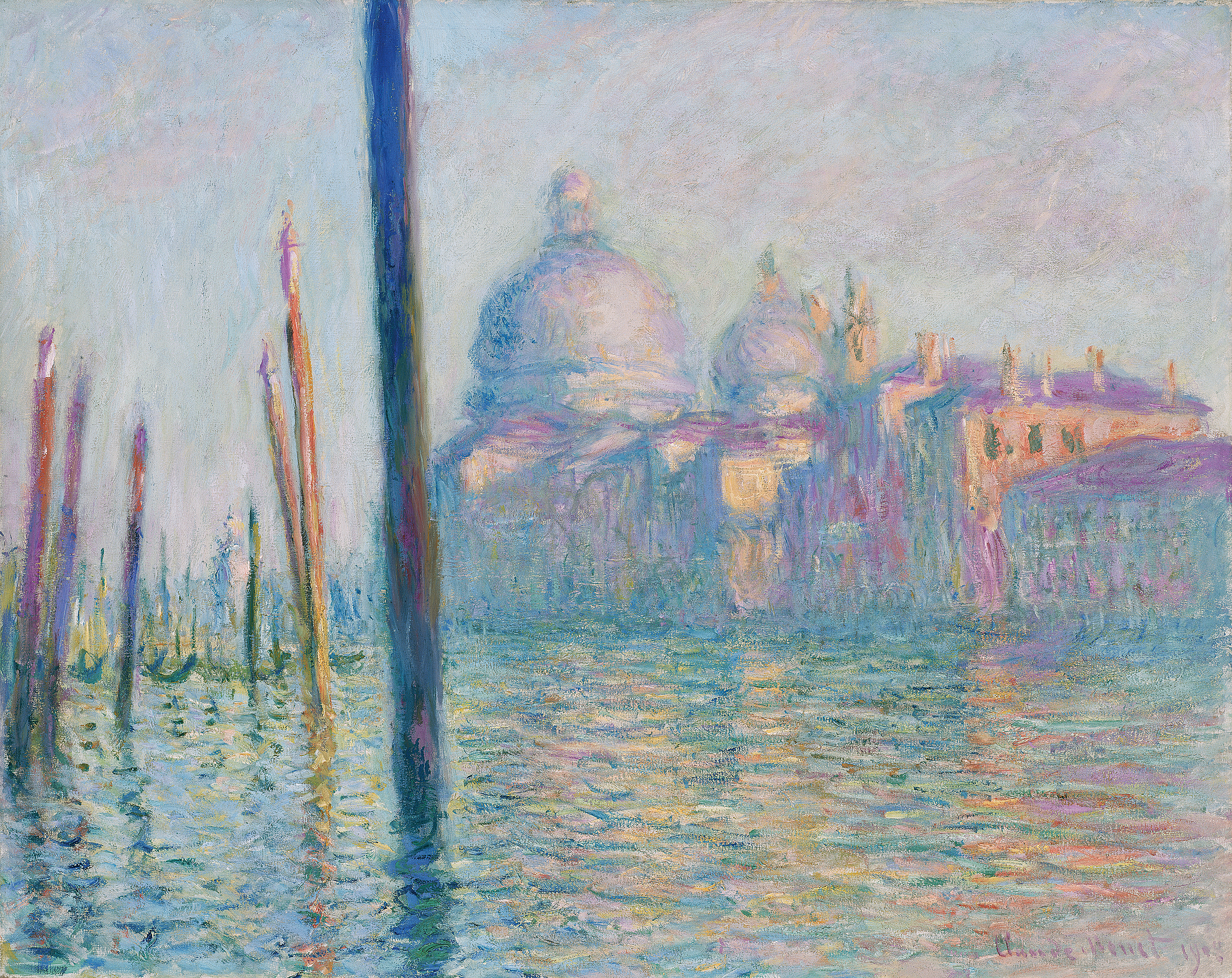
Đại vận hà Venice, Grand Canal, Venice, 1908
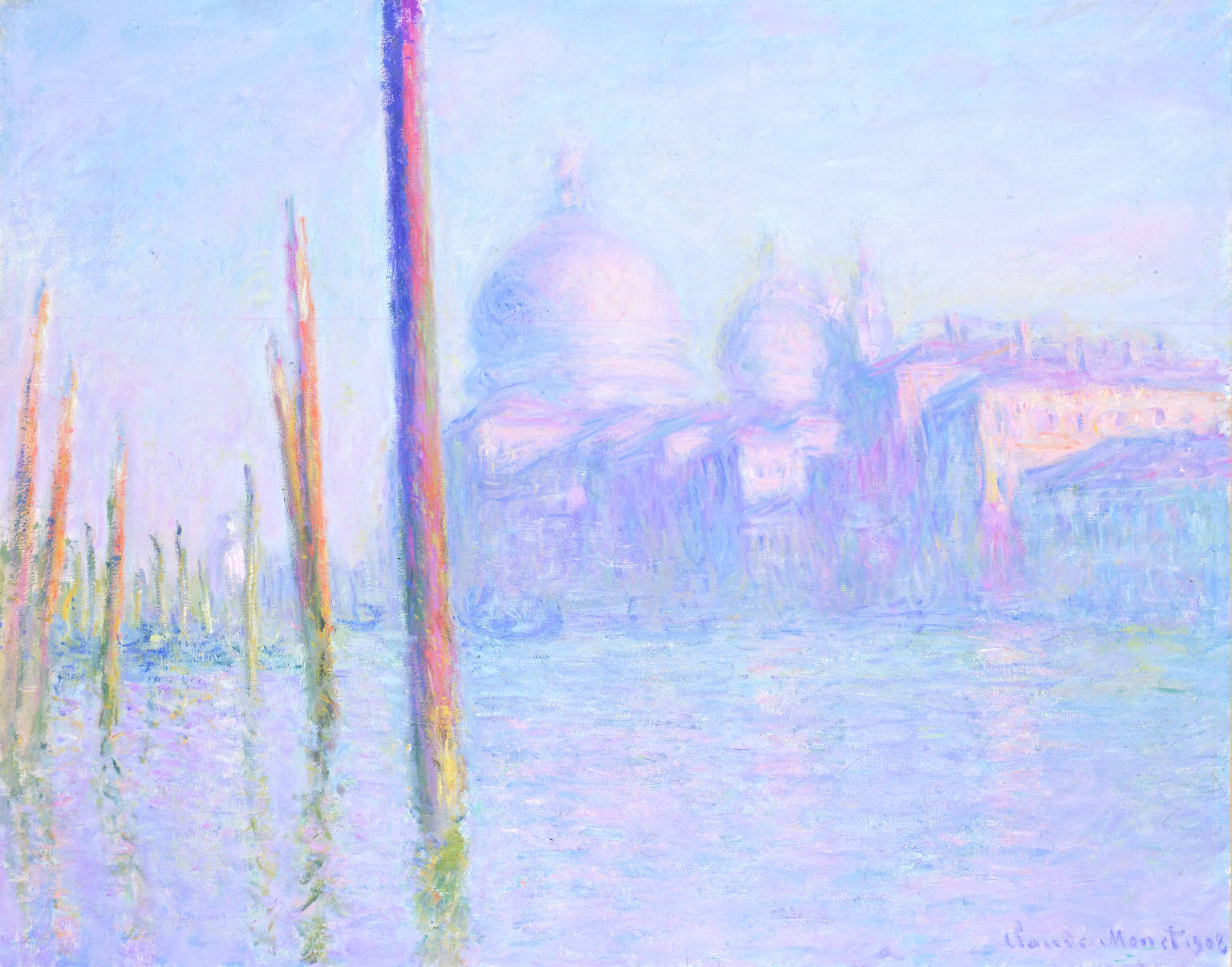
Đại vận hà Venice, Grand Canal, Venice, 1908

## Danh tiếng
Năm 2004, bức Tòa nghị viện Luân Đôn, mặt trời qua sương mù (1904), bán được với giá 20,1 triệu đô la Mỹ . Năm 2006, tạp chí Tiến trình của hội Hoàng gia "Proceedings of the Royal Society" cho đăng một bài báo cho thấy rằng tranh được sơn ngay tại Bệnh viện St Thomas qua sông Thames.
Bức Vách đá gần Dieppe ( Falaises près de Dieppe ) đã bị đánh cắp trong hai lần riêng biệt: một lần vào năm 1998 (trong đó người quản lý bảo tàng đã bị kết tội trộm cắp và bị bỏ tù trong 5 năm và hai tháng cùng với hai kẻ đồng lõa) và gần đây nhất vào tháng 8 năm 2007. Nó được tìm thấy vào tháng 6 năm 2008.

Bức Le Pont du chemin de fer à Argenteuil của Monet, một bức tranh sơn dầu vẽ một cây cầu đường sắt bắc qua sông Seine gần Paris, đã được mua bởi một nhà cung cấp điện thoại nặc danh với mức giá kỷ lục là 41,4 triệu đô la Mỹ trong cuộc bán đấu giá Christie ở New York hồi 6 tháng 5 năm 2008. Kỷ lục trước đó là 36,5 triệu đô la . Chỉ vài tuần sau đó, Le bassin aux nymphéas (từ bộ tranh Hoa súng nước) được bán tại cuộc đấu giá Christie vào ngày 24 tháng 6 năm 2008 tại London, lô 19, với giá 36.500.000 bảng ($ 71.892.376,34) (giá chốt hạ) hoặc £ 40,921,250 ($ 80,451,178) với các phí phụ, nâng gấp đôi giá kỷ lục của họa sĩ  và ghi tên vào một trong 20 cái giá cao nhất được trả cho một bức tranh ở thời điểm đó.

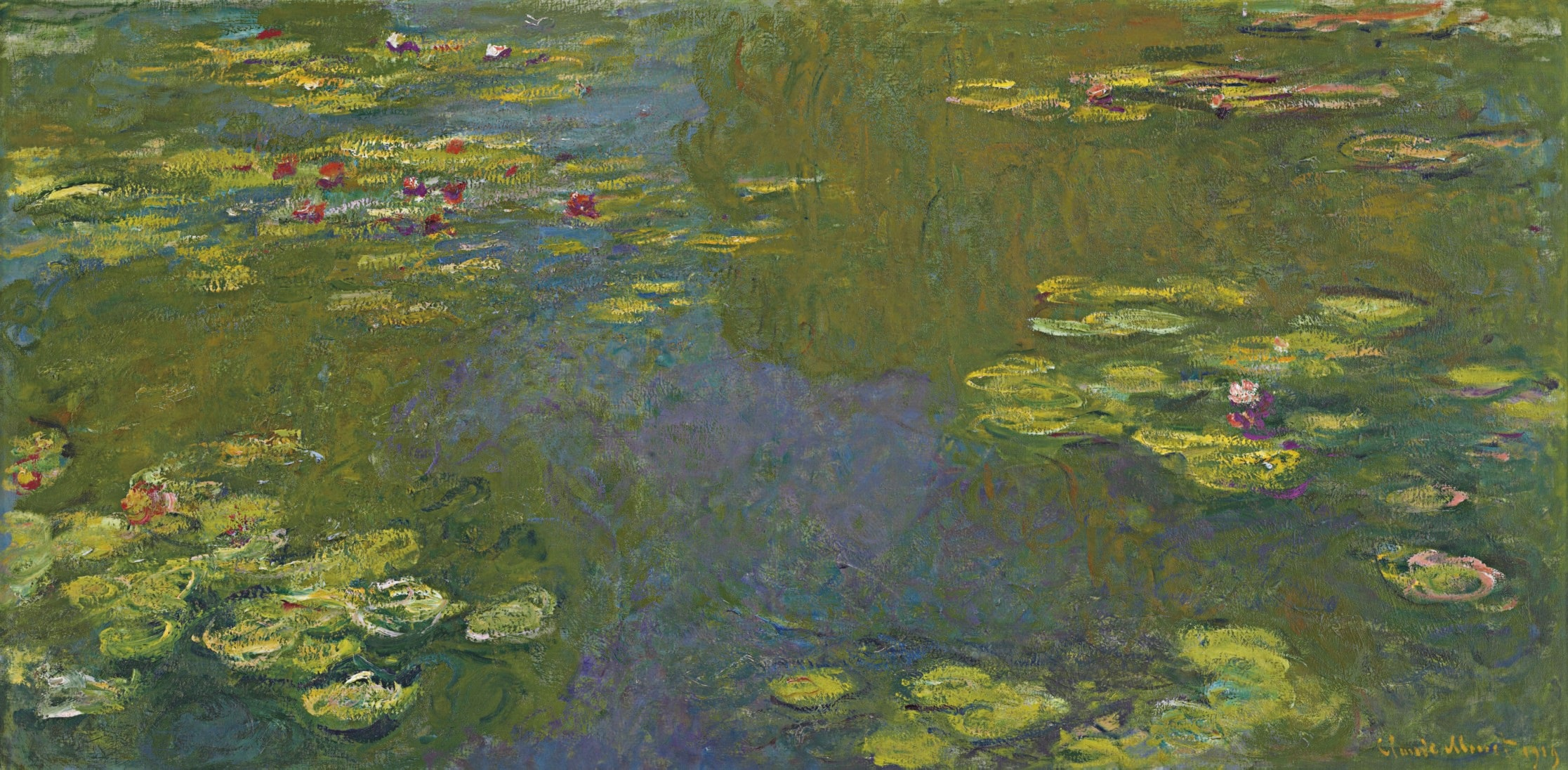
Hoa súng nước, Le Bassin Aux Nymphéas, 1919
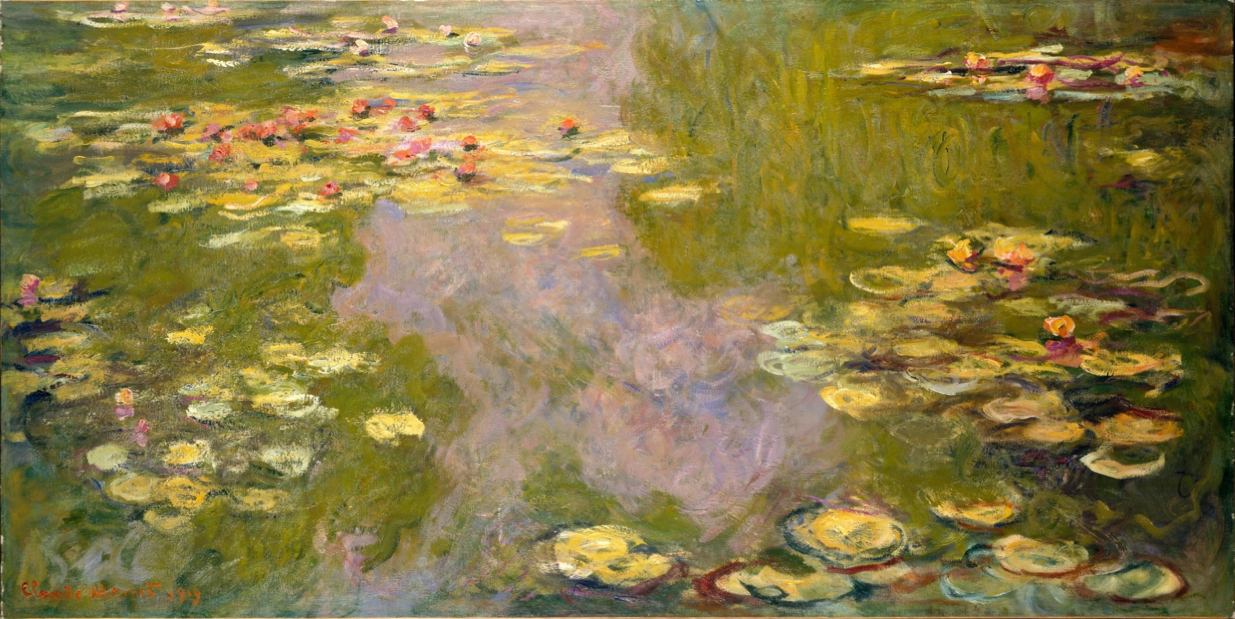
Hoa súng nước, Water Lilies, 191
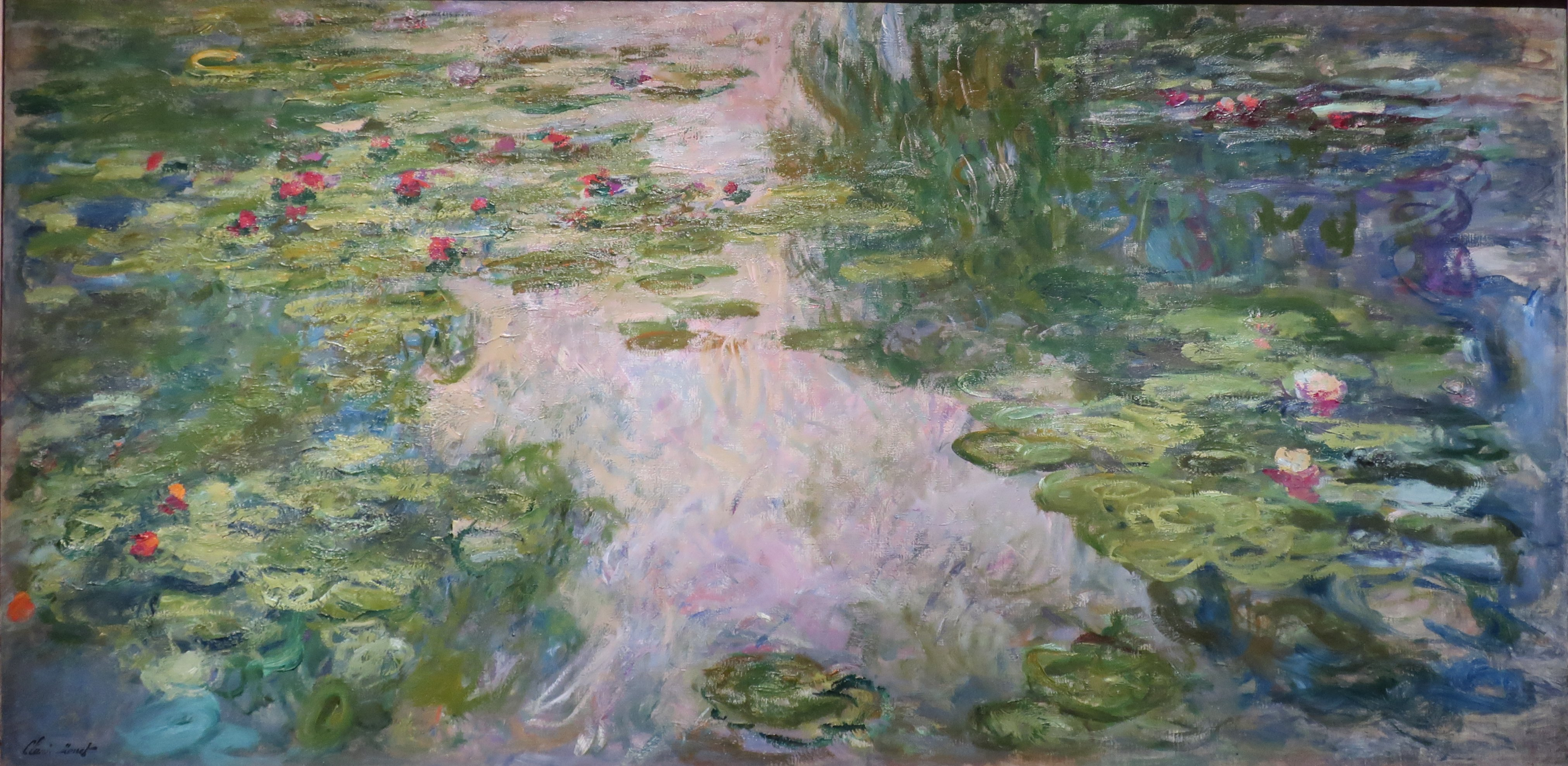
Hoa súng nước, Water Lilies, 1917–1919
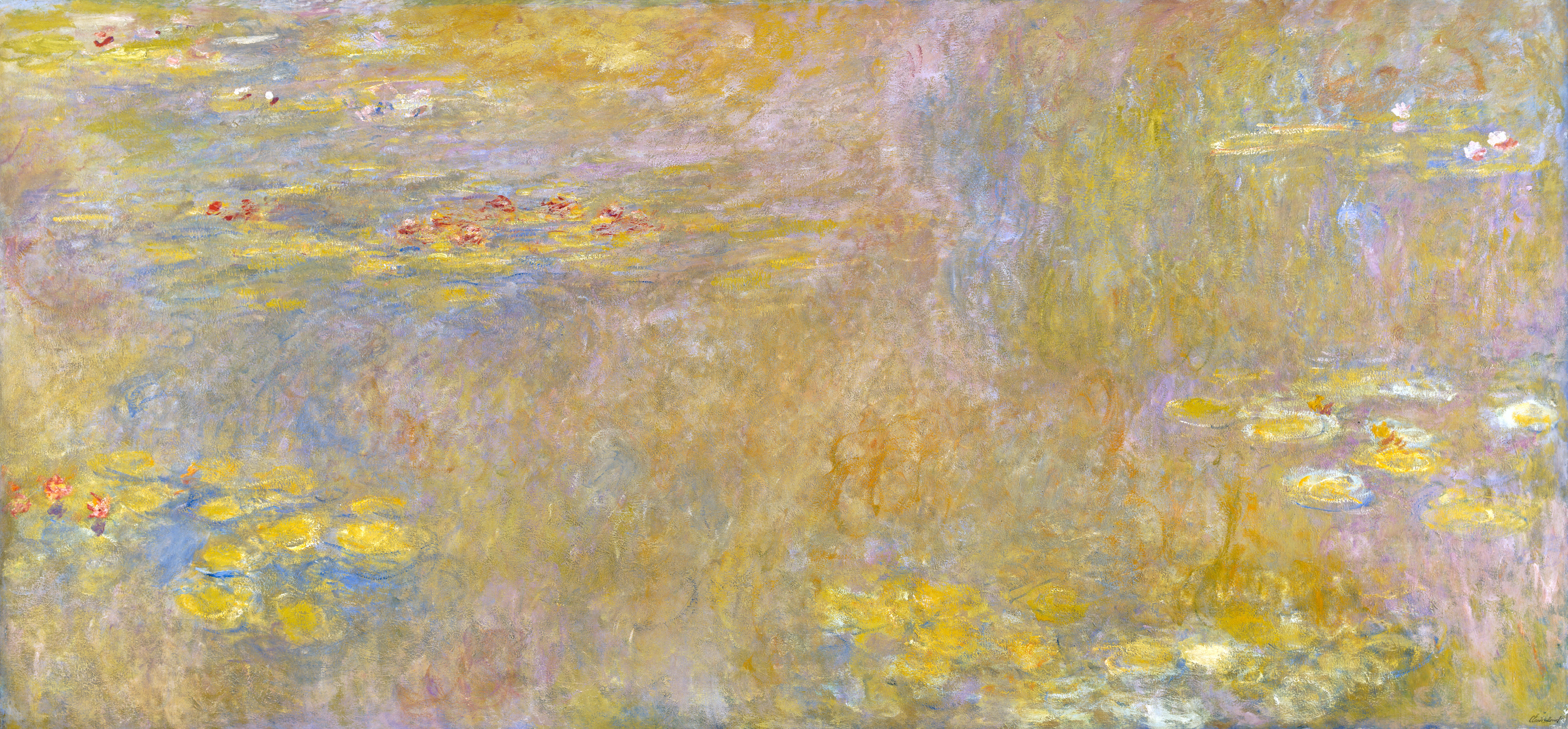
Hoa súng nước (Hoàng Niết bàn), Water lilies (Yellow Nirwana), 1920
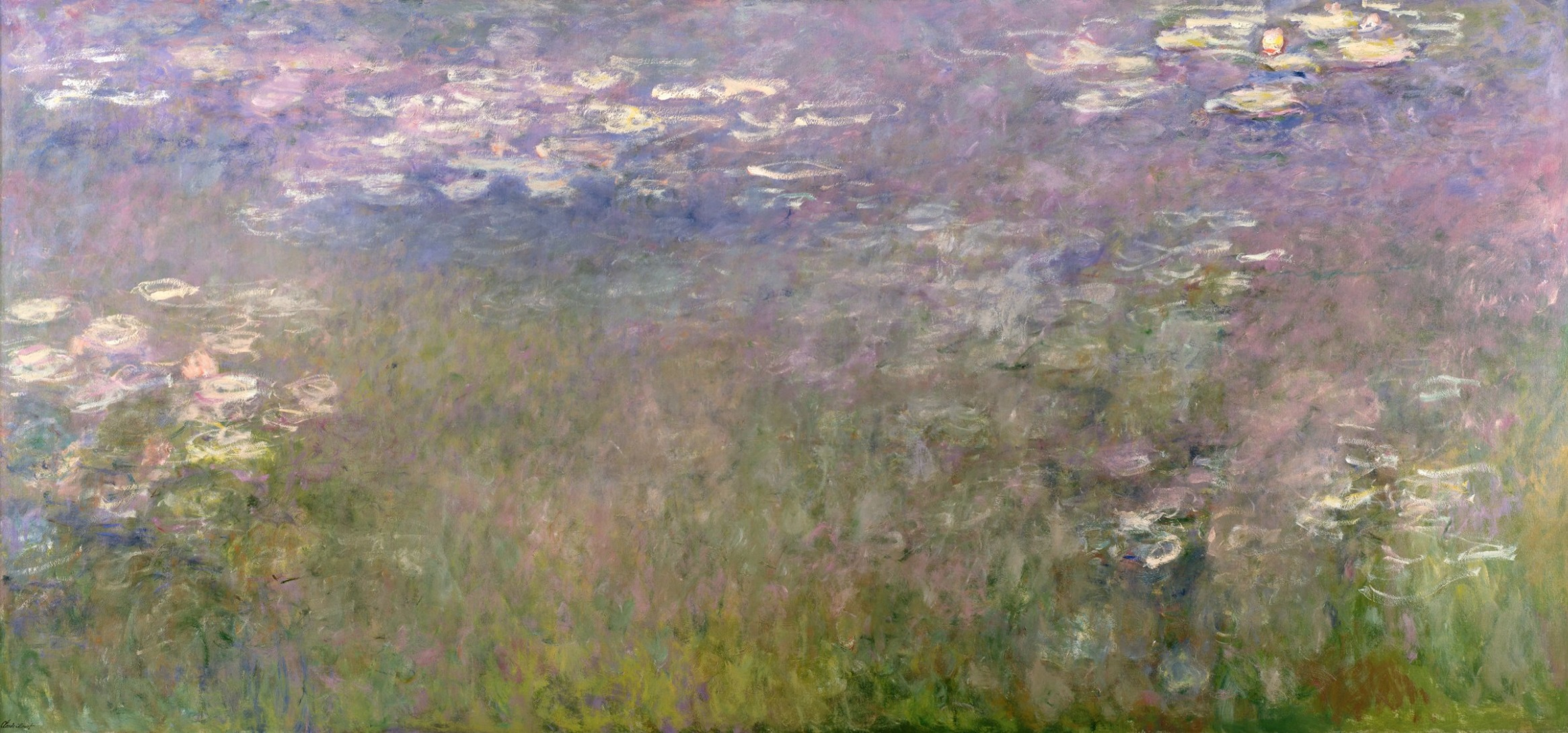
Hoa súng nước, Water Lilies, 1915–26
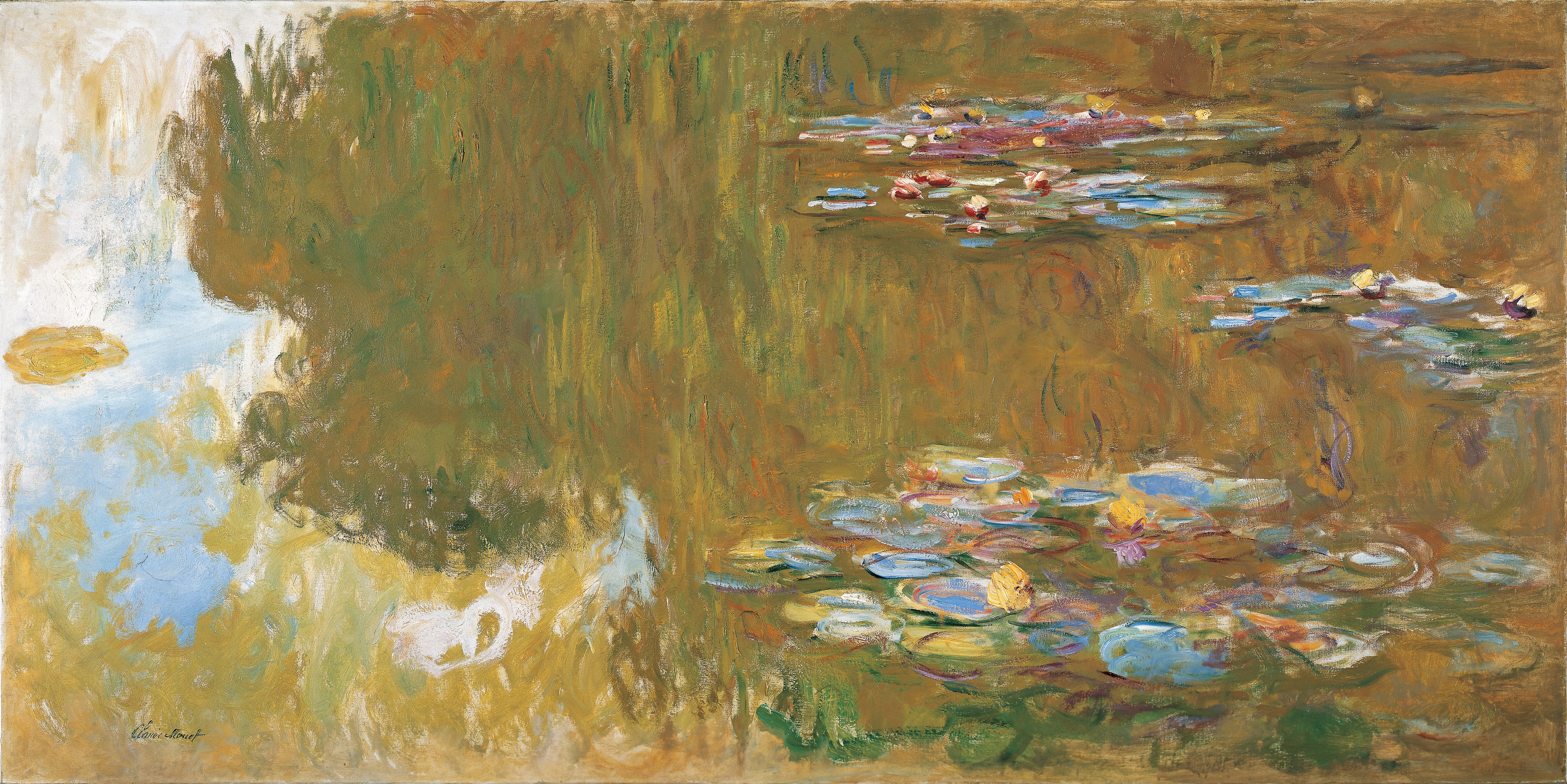
Hồ hoa súng, The Water Lily Pond, c. 1917–19